# Stemma degli Angiò
In origine, lo stemma degli Angiò o Angioini – con riferimento alla Casa capetingia d'Angiò e ai suoi rami cadetti – era una brisura dall'arme di Francia antica, poiché a detta insegna, costituita da un campo azzurro, seminato di gigli d'oro, venne aggiunto un lambello di rosso: tale impresa è detta arme d'Angiò antico o arme d'Angiò-Sicilia o arme di Napoli. Alla loro primitiva insegna, poi, i sovrani angioini, allorquando acquisirono il titolo reale gerosolimitano, affiancarono la Croce di Gerusalemme, sicché il nuovo stemma che essi adottarono fu partito dell'una e dell'altra arme.
Alla progressiva affermazione della dinastia e dei diversi rami da essa derivati, corrispose una proliferazione di insegne, che si sostanziò, sia nel servirsi di altri carichi araldici, destinati a brisare ulteriormente l'arme d'Angiò-Sicilia, sia nel ricorso alla combinazione di quest'ultima arme – o delle armi già oggetto di sovrabrisura o, in alcuni casi, della semplice arme di Francia antica – con le imprese proprie di altre casate, in seguito alle unioni matrimoniali con i membri di queste ultime.
Lo stemma degli Angiò, inteso sia nella sua originaria conformazione, sia in talune sue successive configurazioni, divenne insegna rappresentativa del Regno di Napoli e, anche dopo che l'ultimo degli angioini smise di regnare, tali insegne continuarono a essere inserite negli stemmi dei sovrani di altre Case reali, al fine di designare il Paese napolitano.

## Casa d'Angiò-Sicilia

### Arme di Francia
Nel 1266, con la conquista del Regno di Sicilia da parte di Carlo d'Angiò, il sovrano francese estese ai suoi nuovi domini la propria arme: quest'ultima altro non era che una brisura dello stemma d'azzurro, seminato di gigli d'oro in uso ai re di Francia.

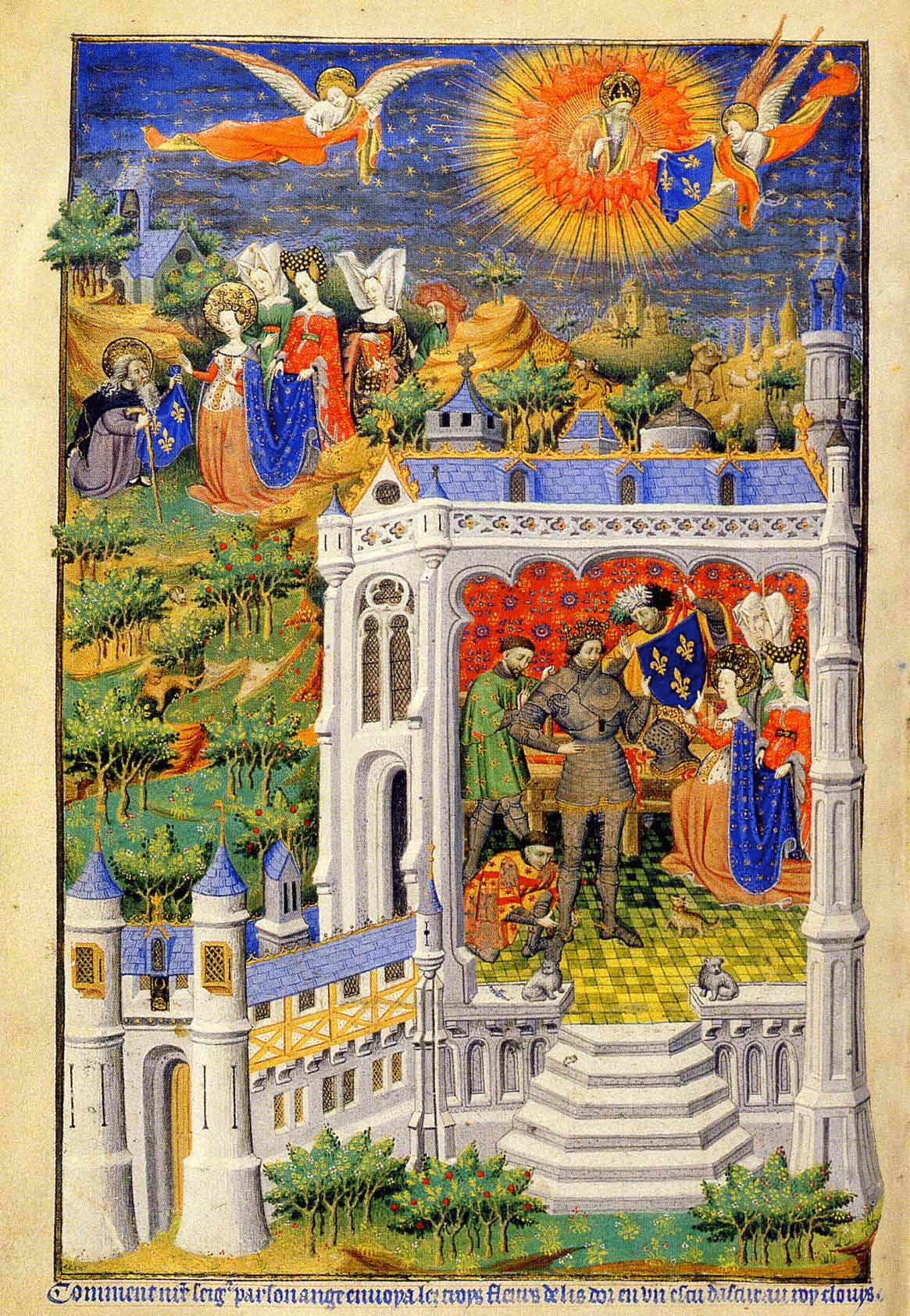
Clodoveo I riceve i gigli d'oro. Miniatura dall'Heures de Bedford, manoscritto del XV secolo.

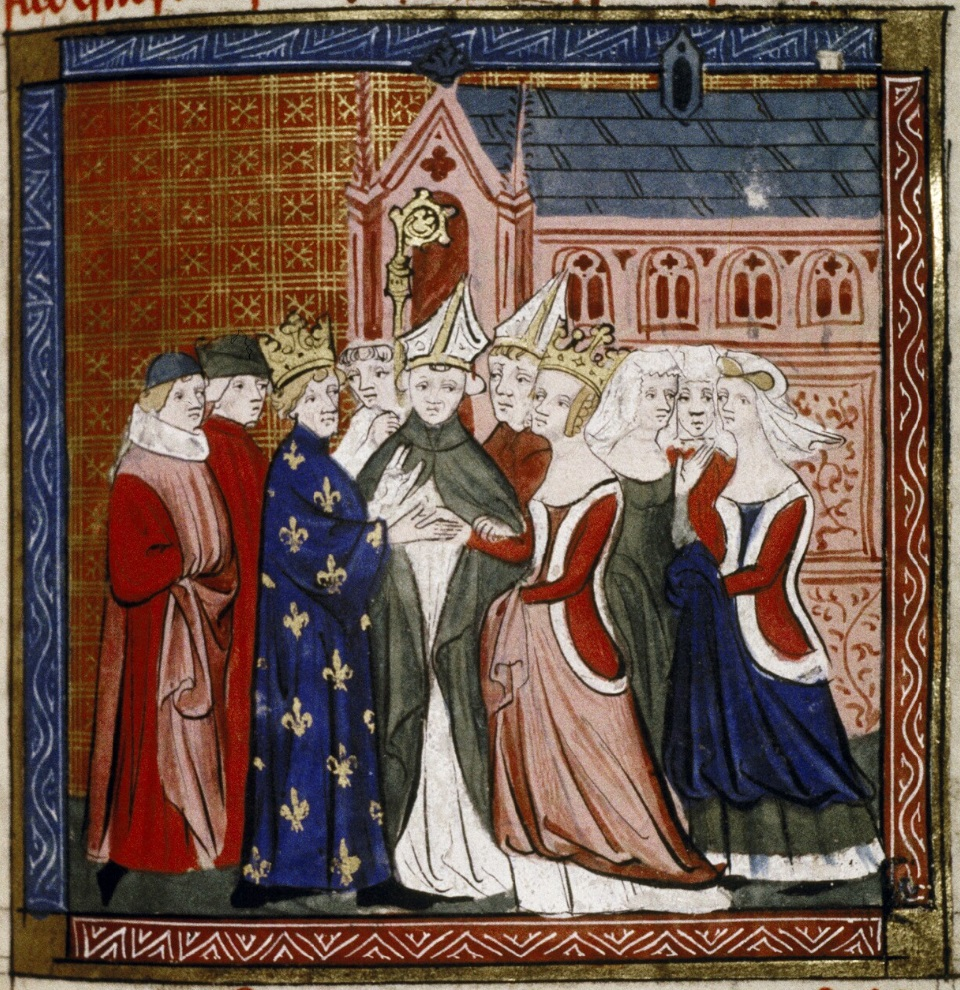
Luigi VII, vestito di fleurs-de-lys, sposa Eleonora d'Aquitania. Miniatura dalle Grandes Chroniques de France, codice miniato compilato tra il XIII e il XV secolo.

Secondo una leggenda, riportata dallo storico siciliano Agostino Inveges, nel terzo volume dei suoi Annali della felice città di Palermo, prima sedia, corona del Re, e Capo del Regno di Sicilia, opera data alle stampe tra il 1649 e il 1651, tale primitiva insegna dei Capetingi di Francia avrebbe origini divine e risalirebbe a un sovrano merovingio. Detta leggenda, infatti, narra che sarebbe stato un angelo a far dono a Re Clodoveo I dei «Gigli d'oro seminati senza numero, in campo di zafiro, ò azurro». 

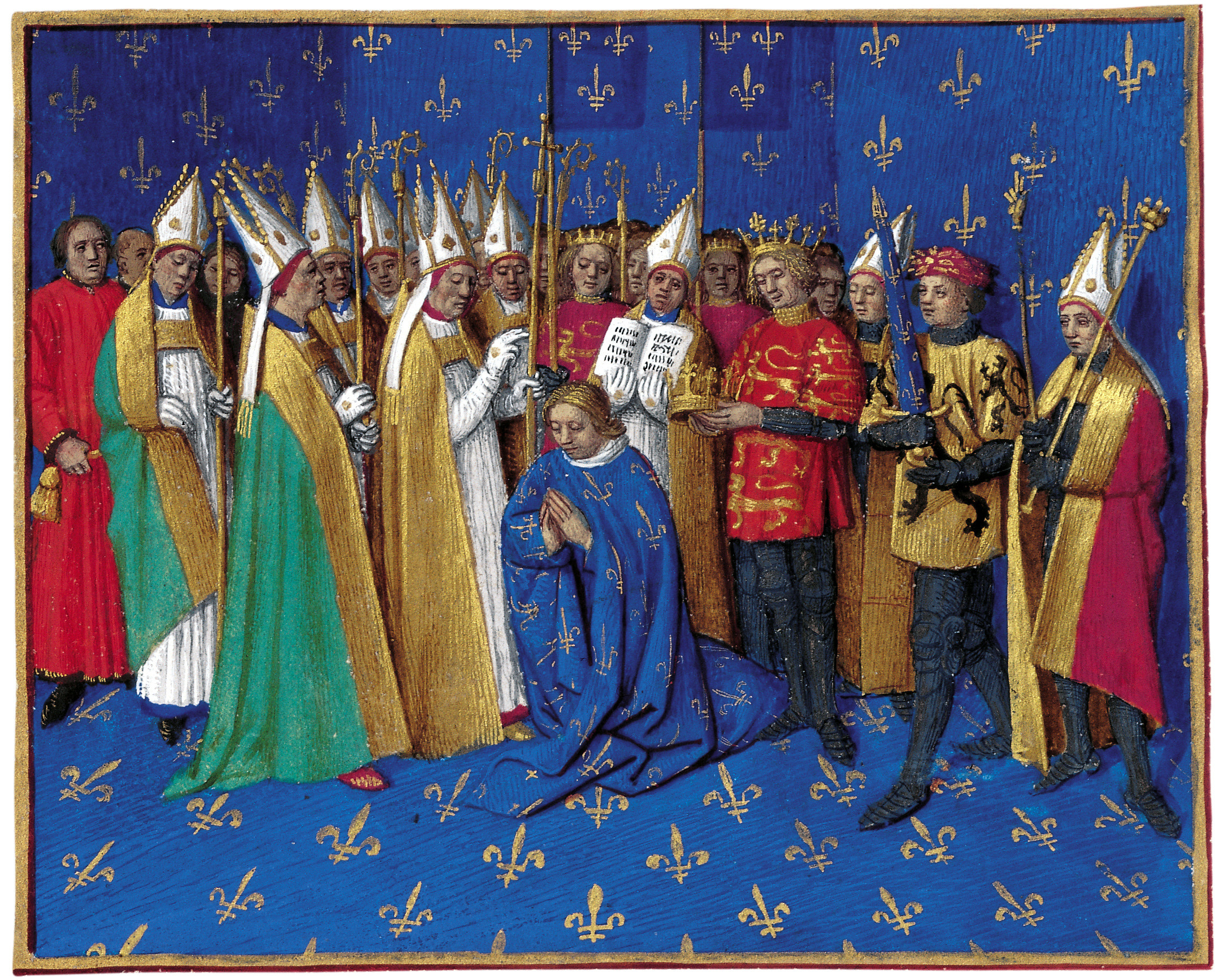
Incoronazione di Filippo Augusto di Francia. Miniatura dalle Grandes Chroniques de France.

Invero, riferisce Marco Antonio Ginanni, intellettuale e araldista, autore de L'arte del blasone dichiarata per alfabeto, «i racconti che sembrano favolosi, o almeno poco verisimili» intorno ai gigli dell'arme di Francia sono diversi: alcuni di essi farebbero risalire l'insegna a Carlo Magno o, addirittura, a Noè. Secondo ipotesi più realistiche, invece, il primato dell'adozione dei gigli d'oro – fleurs-de-lys, nell'araldica francese – sarebbe da attribuire a Luigi VII, tra i cui appellativi vi sarebbe stato – non casualmente, secondo il Ginanni – anche quello di Floro. Un'ulteriore ricostruzione, infine, pur riconoscendo il sistema valoriale e simbolico costruito dalla monarchia francese sopra l'emblema del giglio, durante i regni di Luigi VI e Luigi VII, attribuisce al successore di quest'ultimo, Filippo Augusto, l'effettiva adozione di uno stemma
(Blasonatura)
L'insegna così blasonata costituisce l'arme antica di Francia, in contrapposizione alla sua versione moderna, introdotta nel XIV secolo, da Carlo V, in cui lo scudo, dal campo azzurro, è caricato di soli tre gigli:
(Blasonatura)

Arme di Francia antica
Arme di Francia moderna

### Brisure all'arme di Francia antica

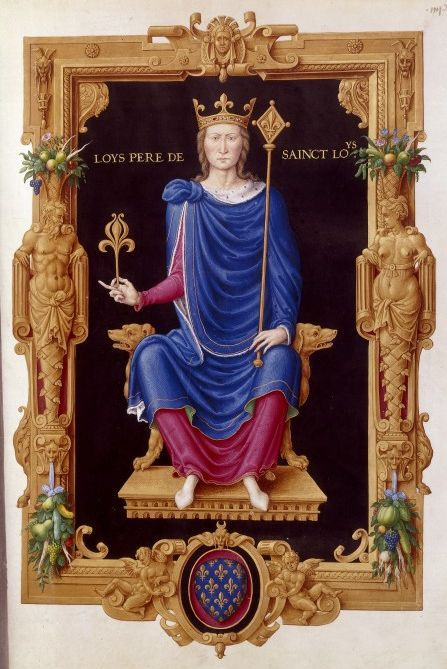
Luigi VIII. Miniatura dal Recueil des rois de France, manoscritto del XVI secolo.

Il termine brisura, che, in lingua francese, corrisponde a brisure, deriva, quindi, indirettamente dal verbo briser, che, tradotto, sta per "rompere, spezzare": Carlo d'Angiò, infatti, in quanto ultragenito di Luigi VIII, fu tenuto a brisare – ovvero a spezzare – l'arme di Francia antica, al fine di differenziare il proprio ramo cadetto da quello principale dei Capetingi. Al riguardo, l'Inveges sottolinea che soltanto il primogenito del sovrano di Francia aveva diritto a conservare inalterato lo stemma paterno, mentre tutti gli altri figli erano tenuti a modificare la propria insegna. In effetti, nella sua Enciclopedia araldico-cavalleresca, l'araldista e genealogista Goffredo di Crollalanza definisce la brisura come «alterazione d'un'arma a fine di distinguere i rami d'una famiglia, o le linee bastarde». La pratica di "spezzare" la primitiva insegna familiare ebbe origine, con tutta probabilità, da esigenze di carattere prettamente militare, vale a dire dalla necessità di poter agevolmente «riconoscere gli individui apparentati che innalzavano armi simili nel campo di battaglia o nel torneo [...]». È plausibile datare la comparsa delle brisure alla fine del XII secolo, sebbene diverse siano le ipotesi, alcune delle quali molto poco realistiche, circa l'epoca in cui esse furono introdotte.

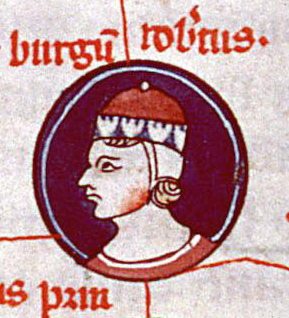
Roberto, primo conte d'Angiò. Particolare di una miniatura dell'Arbor genealogiae regum Francorum, manoscritto del XIV secolo.

Appare interessante, per l'argomento in parola, una teoria che vorrebbe attribuita, l'istituzione di tale pratica, a Roberto, primo conte d'Angiò, il quale, già nel IX secolo, avrebbe aggiunto una bordura di rosso all'arme di Francia antica. La bordura, riporta il Ginanni, «[...] è una Pezza onorevole di prim'ordine, che gira intorno allo scudo, di cui ne occupa la sesta parte. La bordura semplice [...] di un'solo smalto si vuole, che fosse posta la prima volta nell'Arme di Francia da Roberto I.Conte d'Angiò; [...]».

Arme di Francia antica brisata da una bordura di rosso: secondo una teoria, sarebbe stata introdotta dal primo conte d'Angio nel IX secolo

Lo stemma d'azzurro, seminato di gigli d'oro, alla bordura di rosso è richiamato anche dal gesuita e araldista Silvestro Pietrasanta, il quale, in Tesserae gentilitiae, riferendo dell'arme di Francia antica, attribuisce, la primitiva insegna dei Capetingi «cum adiećto puniceo margine», alla Casa d'Angiò. L'Inveges, che riprende in toto le asserzioni del Pietrasanta, soggiunge che tale stemma angioino fu riformato da Carlo d'Angiò, il quale, divenuto Re di Sicilia, avrebbe dismesso la bordura, per introdurre il lambello.

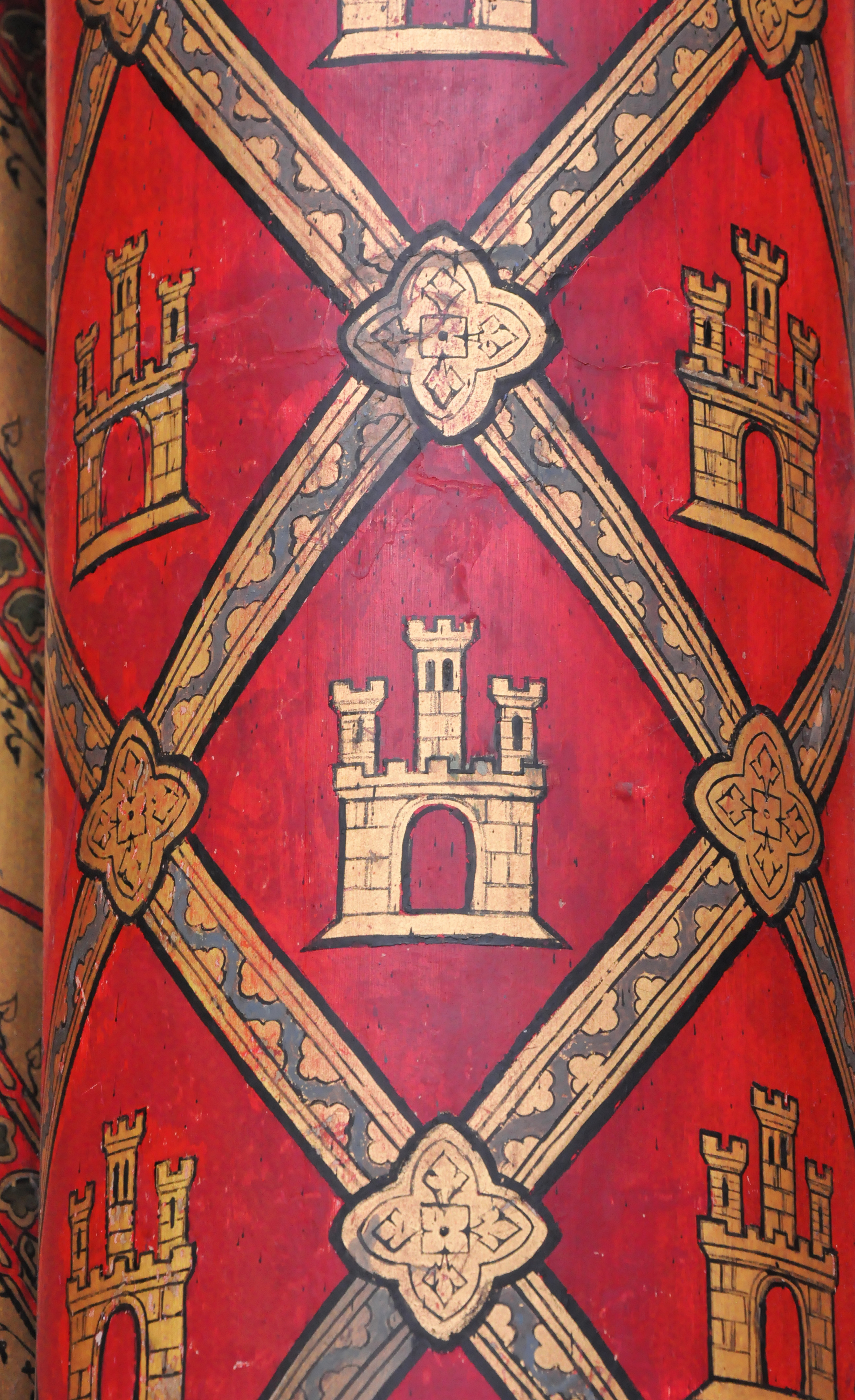
Sainte-Chapelle di Parigi, costruita per volere di Luigi IX; particolare di una colonnina interna. Il motivo decorato con l'arme di Castiglia è un chiaro riferimento alla regina Bianca.

In realtà, l'insegna di Francia brisata dall'aggiunta di quest'ultimo carico araldico fu adottata da Carlo già un ventennio prima della sua incoronazione a Re di Sicilia: essa, infatti, risale al 1246. Prima di quell'anno, Carlo portò sì un seminato di gigli d'oro brisato da una bordura, la quale, però, non era "semplice", bensì "di Castiglia": con tale insegna, in sostanza, Carlo – similmente agli altri figli cadetti di Luigi VIII e Bianca di Castiglia – associava, allo stemma paterno dei Re di Francia, le armi castigliane d'eredità materna.

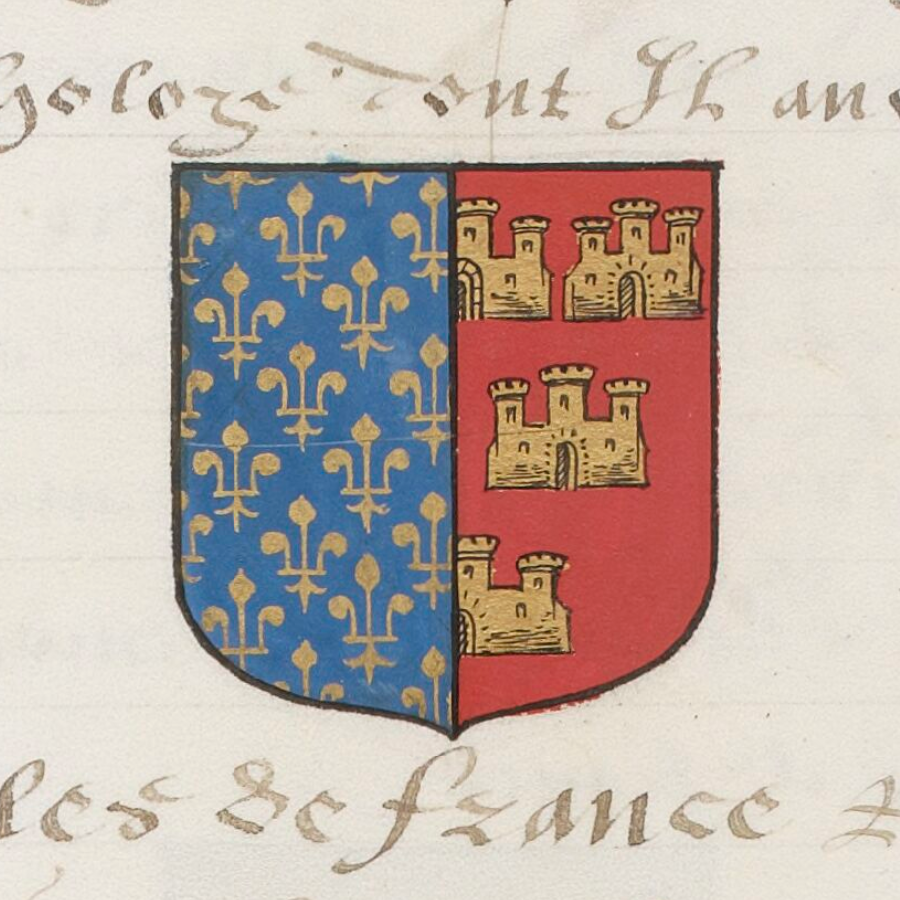
Stemma di Alfonso di Poitiers, figlio cadetto di Luigi VIII e Bianca di Castiglia, miniato al folio 205v della Recueil des rois de France (1566).

Arme di Francia antica
Arme di Castiglia
Stemma di Carlo d'Angiò, fino al 1246: l'insegna associava, ai gigli di Francia, i castelli d'oro dell'arme di Castiglia

Stemma di Roberto, conte d'Artois e figlio cadetto di Luigi VIII e Bianca di Castiglia
Stemma di Alfonso, conte di Poitiers e figlio cadetto di Luigi VIII e Bianca di Castiglia

### Arme d'Angiò-Sicilia

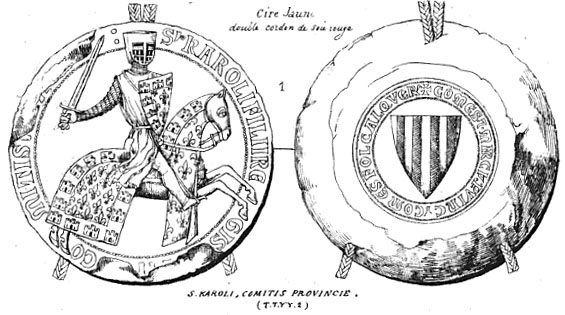
Riproduzione di un sigillo di Carlo d'Angiò del 1248. Sul recto, il cavaliere regge uno scudo seminato di gigli alla bordura di Castiglia (primitiva insegna di Carlo); mentre, sul verso, campeggia l'arme di Provenza antica.

Il nuovo stemma, dunque, fu adottato da Carlo nel 1246, anno in cui ottenne il titolo comitale provenzale e angioino: egli, infatti, acquisì la Contea di Provenza, per effetto del matrimonio con Beatrice di Provenza, e, allo stesso tempo, fu investito della Contea d'Angiò, da suo fratello, il Re di Francia, Luigi IX. Il primato dell'introduzione del lambello per brisare l'arme di Francia antica, però, non è da ascrivere a Carlo, bensì allo zio Filippo Hurepel di Clermont, figlio cadetto di Filippo Augusto e primo dei Capetingi a impiegare la detta insegna, che portò fino al 1234, anno della propria morte; oltre un decennio più tardi, Carlo poté liberamente farla propria.

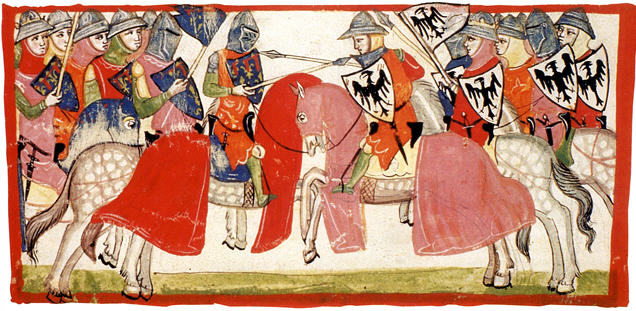
Scontro tra le truppe di Carlo d'Angiò e quelle di Manfredi di Sicilia nella battaglia di Benevento. Miniatura dalla Nova Cronica.

Negli anni successivi, il conte d'Angiò, sostenuto dal Papato, estese le sue mire al Regno di Sicilia, ottenendone, nel 1265, l'investitura da Papa Clemente IV. Nel 1266, fu incoronato Re di Sicilia: il francese, dunque, dopo aver sconfitto in battaglia Re Manfredi, sottrasse il Reame siciliano alla Casa d'Hohenstaufen e la sua insegna «d'azzurro, seminato di gigli d'oro, al lambello [...] di rosso, attraversante nel capo» divenne lo stemma del Regno di Sicilia.
(Blasonatura)

Arme di Francia antica
Arme d'Angiò antico ovvero d'Angiò-Sicilia ovvero di Napoli
Arme di Provenza antica, le cui origini sono strettamente connesse ai Pali d'Aragona

Il lambello, mutuando le parole del Crollalanza, è una «pezza araldica formata come una trangla [...] e munita di pezzetti pendenti [...]», le cui modalità di rappresentazione hanno subito un'evoluzione nel corso del tempo. In origine, infatti, la trangla – o, più precisamente, il listello, cioè il segmento orizzontale del lambello – toccava i lati dello scudo, ma, dall'inizio del XV secolo, essa ha cominciato a essere scorciata, sicché, gradualmente, tale modalità di raffigurazione ha finito per prevalere su quella primitiva; similmente, i pendenti, da rettangolari, sono divenuti, intorno alla fine del XV secolo, patenti, ovvero trapezoidali: veniva a fissarsi, in tal modo, la configurazione moderna del lambello.

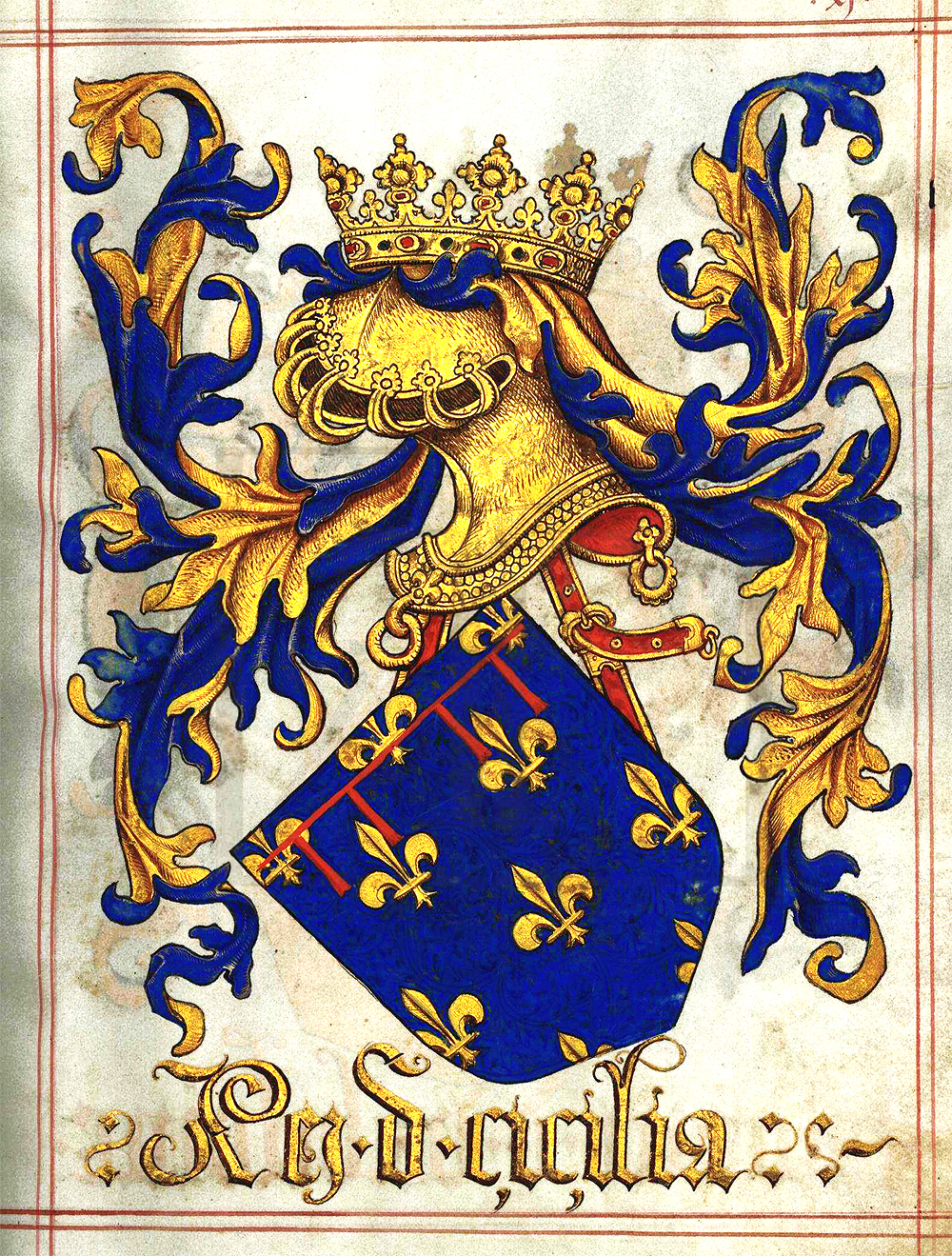
Stemma del Re di Sicilia, dal Livro do Armeiro-Mor, codice miniato portoghese del 1509. Si noti il lambello, che è di quattro pendenti.

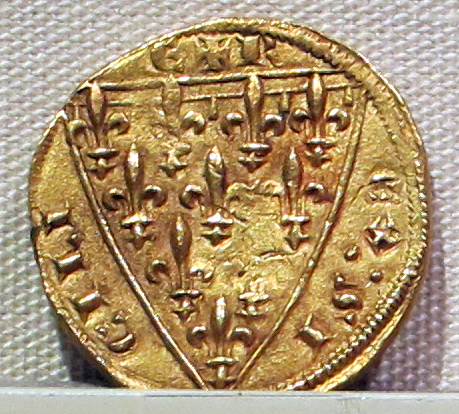
Carlino d'oro battuto durante il regno di Carlo d'Angiò. L'arme riprodotta nell'impronta reca un lambello di cinque pendenti.

Quanto, invece, al numero dei pendenti stessi, in generale, essi compaiono, ordinariamente, nell'ammontare di tre, ma si possono riscontrare insegne con un numero minore o maggiore di pendenti, nella qual circostanza, però, è necessario blasonarli. Nel caso specifico dello stemma adottato dal sovrano angioino nel 1246, il lambello viene descritto o rappresentato, di norma, di tre pendenti, sebbene non sia raro individuare talune occorrenze in cui il loro numero è di quattro, come riportato da Cornelio Vitignano nella Cronica del Regno di Napoli o di cinque, come evidenzia l'araldista Angelo Scordo.

Lambello di tre pendenti
Lambello di quattro pendenti
Lambello di cinque pendenti

L'origine della pezza araldica in parola può essere spiegata attraverso la breve, ma interessante, analisi etimologica, esposta dal Crollalanza: la parola lambello, infatti, deriverebbe dalla lingua gallica e, nello specifico, dal vocabolo label, «che significava un nodo di nastri, che si attaccava all'elmo [...] e serviva a distinguere i figli dal padre loro». Nei tornei, continua l'autore dell'Enciclopedia araldico-cavalleresca, richiamando quale fonte il gesuita e araldista francese vissuto nel Seicento, Claude-François Ménestrier, quando i primogeniti e i cadetti posavano gli elmi sui propri scudi, tali nastri frastagliati «cadevano attraverso il capo degli scudi stessi». Fu per tale ragione, conclude il Crollalanza, che si affermò l'usanza di porre il lambello «nell'arme in capo, come brisura dei primogeniti in Inghilterra, e dei cadetti in Francia».

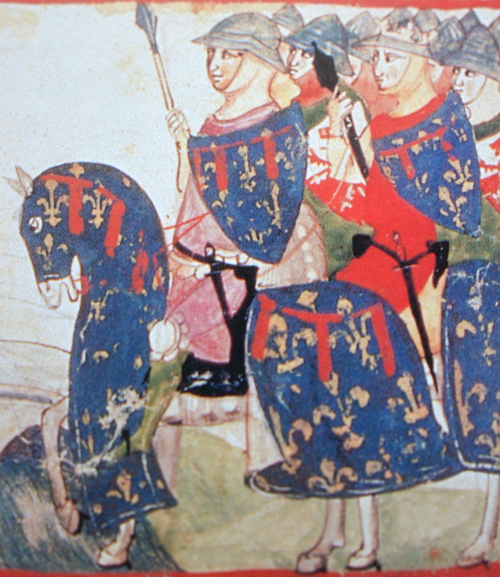
Carlo d'Angiò a cavallo. Particolare di una miniatura dalla Nova Cronica.

È interessante sottolineare, inoltre, come il lambello venga normalmente indicato, da alcuni autori come "rastrello", sebbene questo termine sia proprio di altra figura araldica. Allo stesso modo, l'Inveges riporta d'aver riscontrato, con riferimento all'arme di Carlo, l'utilizzo di ulteriori due designazioni, ovvero "giogo" e "banda con [...] fascette", anch'esse chiaramente improprie, dal punto di vista araldico, per la pezza in questione.
Associata all'adozione del lambello, ma anche del motto Noxias herbas, ovvero le male erbe, vi è una diffusa, quanto errata, credenza, secondo la quale, pezza araldica e motto sarebbero stati scelti da Carlo «per alludere alla rimozione della mala pianta», ovvero la Casa d'Hohenstaufen, alla quale egli sottrasse il Regno.

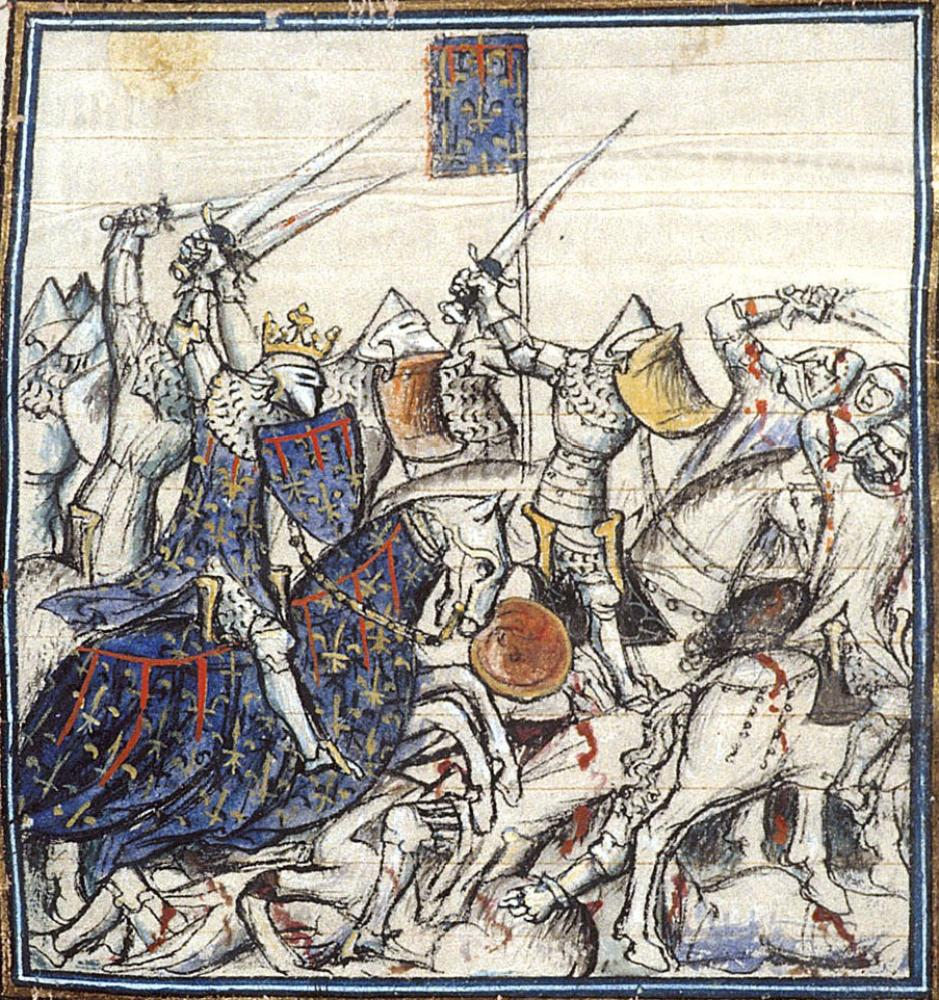
Scontro tra le truppe di angioine e i Saraceni di Lucera, fedeli a Manfredi d'Hohenstaufen. Miniatura dalle Chroniques de France ou de St. Denis, manoscritto del XIV secolo.

A fare chiarezza al riguardo è lo storico napolitano Giovanni Antonio Summonte, nell'Historia della Città e Regno di Napoli. Tra il 1601 e il 1602, furono pubblicati i quattro libri (gli ultimi due postumi) dell'edizione originale della monumentale opera del Summonte; nei decenni successivi e fino alla metà del secolo seguente, furono realizzate diverse ristampe, nonché edizioni ampliate da altri autori, la più diffusa delle quali è quella del 1675. Il Summonte, dunque, una volta spiegate le motivazioni prettamente araldiche che sono all'origine del lambello, sottolinea come il convincimento che esso fosse atto ad alludere all'estirpazione di una presunta "mala pianta" sia privo di alcun fondamento, poiché introdotto e divulgato, da taluni autori, unicamente «à lor capriccio».
Esistono più designazioni con le quali gli araldisti si riferiscono all'insegna costituita dall'arme di Francia brisata dal lambello. Lo stemma è indicato innanzitutto come arme d'Angiò antico – in contrapposizione all'arme d'Angiò moderno o arme di Borbone-Angiò, che «è d'azzurro, a tre gigli d'oro, 2 su 1, alla bordura di rosso». Inoltre, l'insegna, che fu mantenuta quale stemma del Regno di Sicilia fino al 1278, è, a tal cagione, denominata arme d'Angiò-Sicilia, ovvero, arme di Napoli, in quanto emblema che fu reputato come rappresentativo del Paese napolitano.

Arme d'Angiò antico ovvero d'Angiò-Sicilia ovvero di Napoli
Arme d'Angiò moderno ovvero di Borbone-Angiò

### Arme di Gerusalemme

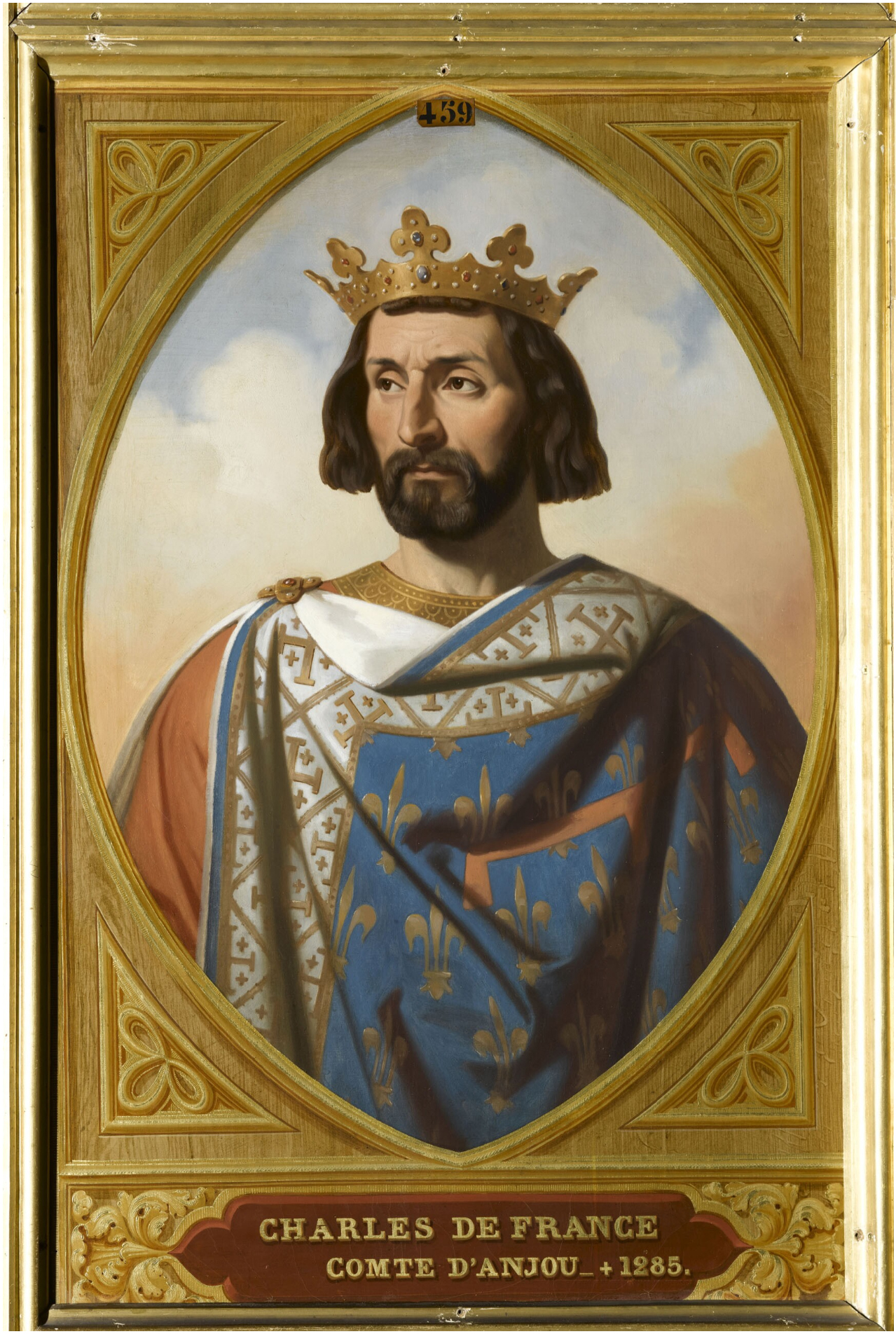
Carlo d'Angiò, avvolto da un mantello con le insegne di Gerusalemme e d'Angiò-Sicilia (Henri Decaisne, 1844, olio su tela).

A partire dall'acquisizione del titolo di Re di Gerusalemme da parte di Federico II, i Re di Sicilia della Casa di Hohenstaufen, eccezion fatta per Manfredi, furono anche sovrani del Regno di Gerusalemme. Federico, nel 1225, divenendo sovrano del reame gerosolimitano, in seguito alle nozze con Jolanda di Brienne, aggiunse la Croce di Gerusalemme alle sue insegne personali: al riguardo, infatti, il Summonte riferisce che il puer Apuliae «unì l'arme di quel Regno con le sue». Nel 1268, con la morte di Corrado II di Sicilia, decretata proprio da Carlo d'Angiò, si aprì la successione al trono di Gerusalemme, conteso tra Maria di Poitiers-Antiochia e Ugo III di Cipro, che, l'anno successivo, ottenne la corona gerosolimitana. Maria di Poitiers-Antiochia non rinunciò alle proprie pretese sul Regno di Gerusalemme, salvo, poi, alienare, nel 1277, i suoi diritti di pretensione a Carlo d'Angiò.
Fu così che, intitolatosi Re di Gerusalemme, il sovrano francese, nel 1278, s'armò di una nuova insegna: egli, infatti, apportò un'ulteriore modifica al proprio stemma, che fu partito, nel primo, di Gerusalemme e, nel secondo, d'Angio-Sicilia, invero di Francia antica. L'arme gerosolimitana inserita nello stemma di Carlo viene blasonata conformemente a quella che è la sua più comune, nonché definitiva, conformazione:
(Blasonatura)

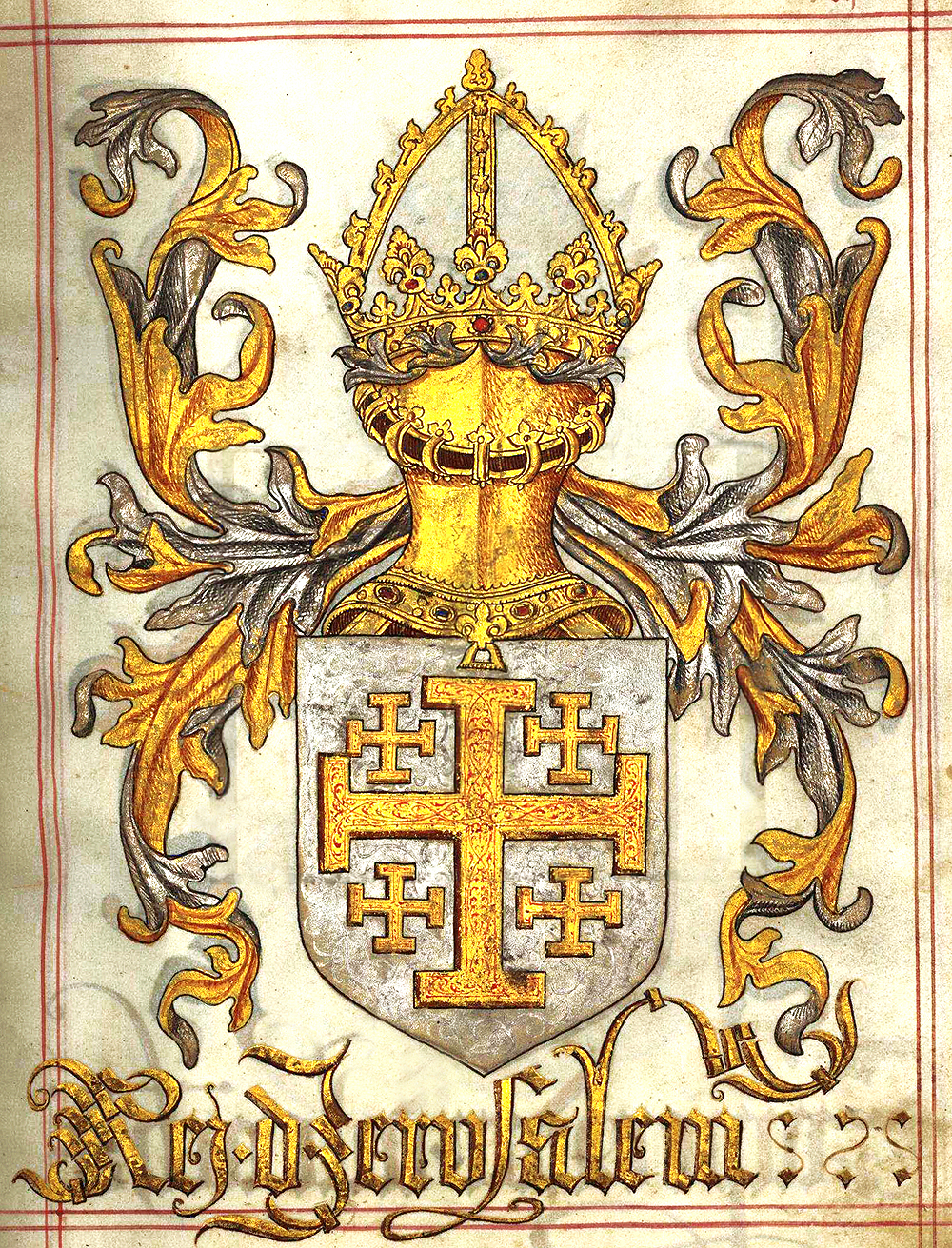
Stemma del Re di Gerusalemme. Miniatura dal Livro do Armeiro-Mor.

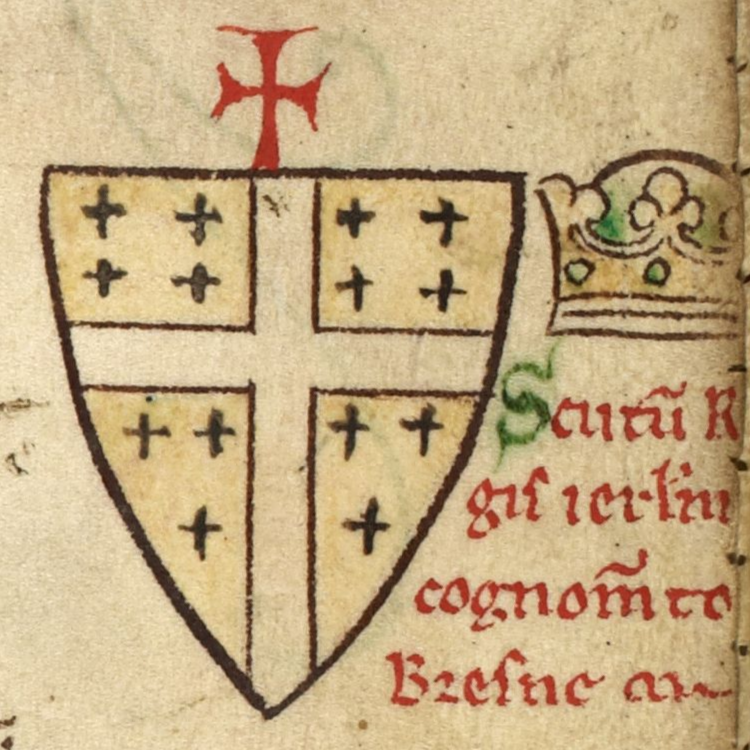
Arme del Regno di Gerusalemme attribuita a Giovanni di Brienne. Miniatura dall'Historia Anglorum.

Al riguardo, infatti, è necessario evidenziare che, nell'insegna gerosolimitana, la forma della croce, la presenza o meno di crocette e la loro distribuzione, nonché gli smalti di pezze e campo furono per lungo tempo incerti: sebbene la prima testimonianza dell'arme come testé blasonata sia riferibile a un sigillo del 1227, esistono ulteriori descrizioni o rappresentazioni dell'arme, anche molto diverse tra loro. Nel Clipearius Teutonicorum, opera duecentesca dell'erudito e canonico Corrado de Mura, lo stemma di Gerusalemme è d'argento alla croce di rosso; mentre nell'Historia Anglorum, manoscritto compilato, tra il 1250 e il 1259, dal benedettino inglese Matteo Paris, l'insegna è miniata d'oro, seminata di crocette d'argento, alla croce attraversante dello stesso. È, però, con due armoriali, il Wijnbergen Roll, miniato in Francia tra il 1270 e il 1285 e il Camden Roll, rotolo inglese databile al 1280 circa, che gli smalti dello stemma gerosolimitano si attestano d'argento per il campo e d'oro per la croce e le crocette.

Arme gerosolimitana (variante d'argento, alla croce potenziata di rosso)
Arme gerosolimitana (variante d'argento, alla croce patente di rosso)
Arme gerosolimitana (variante miniata da Matteo Paris nell'Historia Anglorum)
Arme gerosolimitana (altra variante riprodotta dal Paris e attribuita a Giovanni di Brienne)

Croce di Gerusalemme nella sua definitiva conformazione

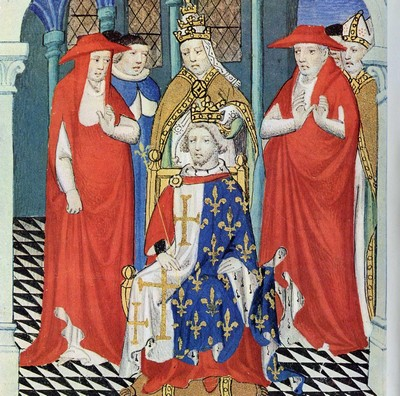
Carlo d'Angiò, "vestito" con le insegne di Gerusalemme e di Francia antica, viene incoronato da Papa Clemente IV

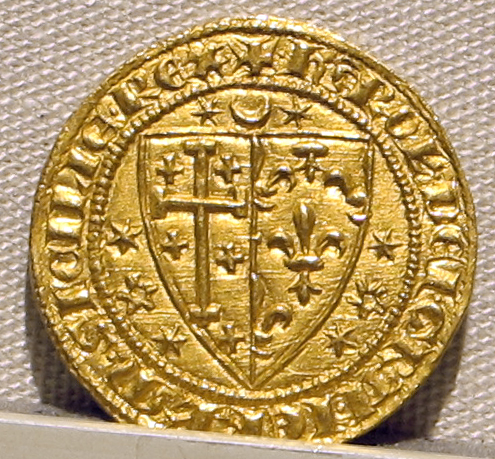
Carlino d'oro battuto dopo il 1278. Lo stemma riprodotto nell'impronta è partito di Gerusalemme e di Francia antica; sono posti a ornamento dello scudo, in alto, un crescente montante, accompagnato da due stelle e, ai lati, per ciascun lato, una rosa, sempre accompagnata da due stelle.

Osservando, dunque, la monetazione del sovrano francese successiva al 1278, lo stemma che compare sul recto dei carlini, sia d'oro, sia d'argento, presenta, nel partito di Gerusalemme, una croce latina potenziata, accantonata non da quattro, ma da cinque crocette, due a destra e tre a sinistra (queste ultime disposte una al di sopra e due al di sotto del braccio orizzontale della croce); inoltre, nel partito d'Angiò-Sicilia, non è presente il lambello. L'omissione di tale brisura negli stemmi angioini non fu infrequente e, come spiega l'araldista Luigi Borgia, non costituisce violazione delle regole araldiche, proprio in virtù della presenza, accanto al seminato di gigli, di altre armi, come la Croce di Gerusalemme, che impediscono che l'arme d'Angiò-Sicilia possa essere confusa con l'arme di Francia antica. Il Borgia, inoltre, precisa che, nel nuovo stemma di Carlo, l'insegna di Gerusalemme è collocata nel primo partito, cioè precede l'insegna di Francia antica: fu solo intorno alla metà del XIV secolo che «si invertì la posizione dei punti gerosolimitano e angioino».

Arme di Carlo I dopo l'acquisizione del titolo di Re di Gerusalemme

Il 1282 fu l'anno che segnò la fine del dominio di Carlo sulla Sicilia insulare, di conseguenza, il monarca francese continuò a regnare sul solo Reame continentale, mantenendo, come ovvio, le proprie insegne, sicché «lo scudo partito di Gerusalemme e d'Angiò restò ad indicare il sovrano di Napoli».

## Rami della Casa d'Angiò-Sicilia

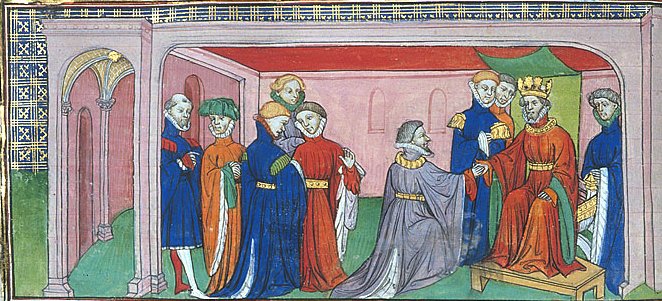
Carlo II tradotto al cospetto di Alfonso III d'Aragona. Miniatura dalle Chroniques de France ou de St. Denis.

A succedere a Carlo d'Angiò, fu suo figlio Carlo II, detto lo Zoppo, che, però, non entrò immediatamente in possesso dei domini ereditati dal padre, poiché, all'epoca della morte di quest'ultimo, avvenuta nel 1285, il nuovo sovrano era prigioniero in Aragona: Carlo II ottenne la libertà solo tre anni più tardi, nel 1288. Le insegne da costui adottate furono, come per il suo predecessore, più di una.

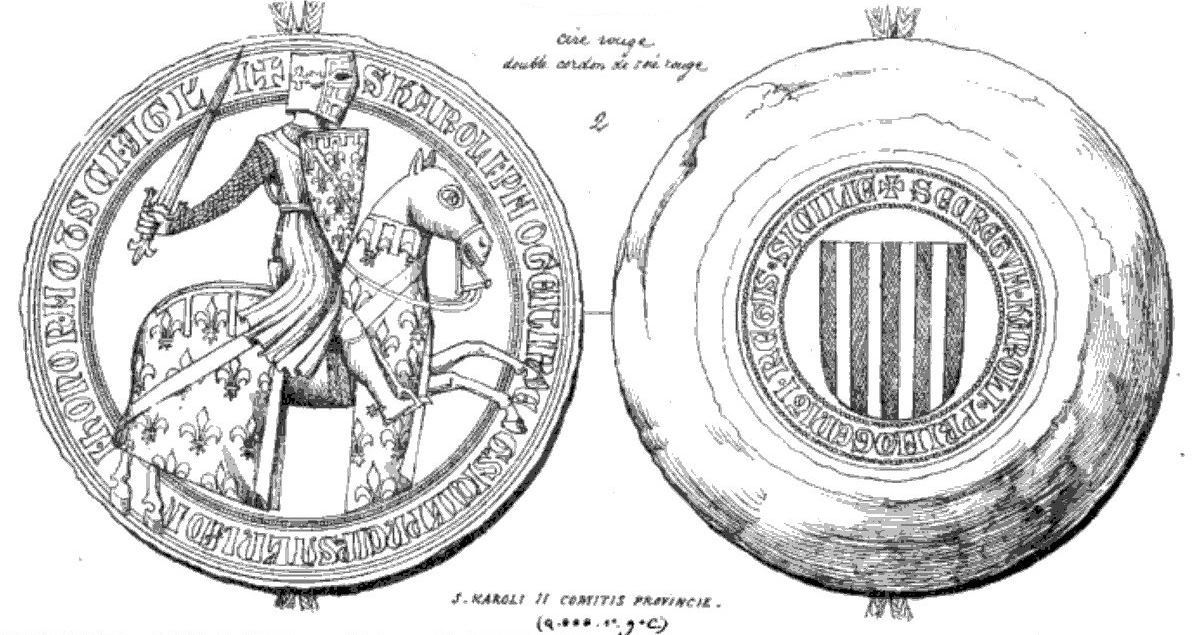
Riproduzione di un sigillo di Carlo lo Zoppo del 1280. Sul recto, sia sullo scudo del cavaliere, sia sulla barda del cavallo, compare l'arme d'Angiò-Sicilia brisata da una banda, mentre la legenda recita: «».

Prima di subentrare al padre, Carlo lo Zoppo, in qualità di erede al trono, era stato investito del titolo di principe di Salerno e lo stemma che egli portò fu l'arme d'Angiò-Sicilia brisata da una banda d'argento. Quest'ultima pezza onorevole, nel caso in ispecie, si configura come una sovrabrisura, poiché va a brisare ulteriormente l'arme di Francia antica già brisata dal lambello. Quali evidenze dell'utilizzo di detta impresa da parte del principe di Salerno è possibile citare, oltre a un suo sigillo del 1280, anche l'Armorial Wijnbergen, armoriale duecentesco, ove è riprodotta una miniatura dello stemma in parola.

Primitiva impresa di Carlo lo Zoppo, come principe di Salerno

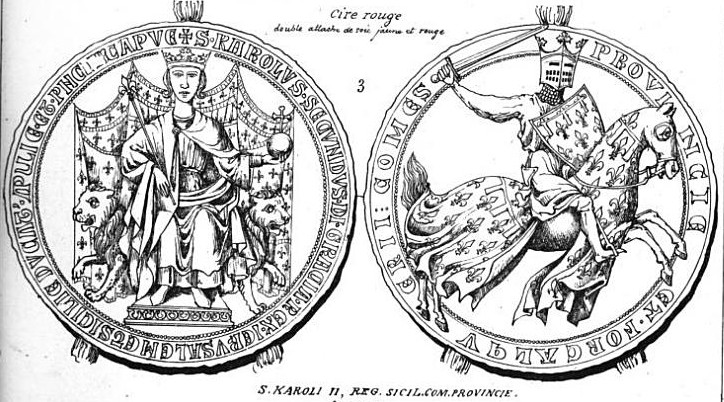
Riproduzione di un sigillo di Carlo II, che reca nel recto l'effigie del sovrano e l'indicazione dei titoli reali gerosolimitano e siciliano; mentre nel verso compaiono le insegne d'Angiò-Sicilia.

Una volta acquisito il titolo reale, tale insegna sovrabrisata, che in seguito fu detta arme d'Angiò-Taranto, fu dismessa da Carlo II, il quale, quindi, si avvalse, come ovvio, dell'arme d'Angiò-Sicilia: tale adozione è testimoniata da diversi suoi sigilli. Questi ultimi, nello specifico, mostrano il campo seminato di gigli, brisato dal lambello, che, a seconda delle occorrenze, è rappresentato con tre, con quattro o con cinque pendenti.

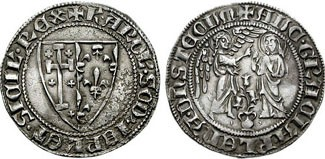
Carlino d'argento battuto durante il regno di Carlo lo Zoppo. Nel tipo del recto è riprodotta l'insegna partita di Gerusalemme e di Francia antica, che già fu di Carlo I.

Inoltre, come attestato dai carlini, sia d'oro, sia d'argento, battuti durante il suo regno, egli fece proprio anche lo stemma partito di Gerusalemme e di Francia antica; mentre, a titolo personale, utilizzò la croce gerosolimitana.

Arme d'Angiò antico ovvero d'Angiò-Sicilia ovvero di Napoli
Croce di Gerusalemme nella sua definitiva conformazione
Arme di Carlo II, partita di Gerusalemme e di Francia antica

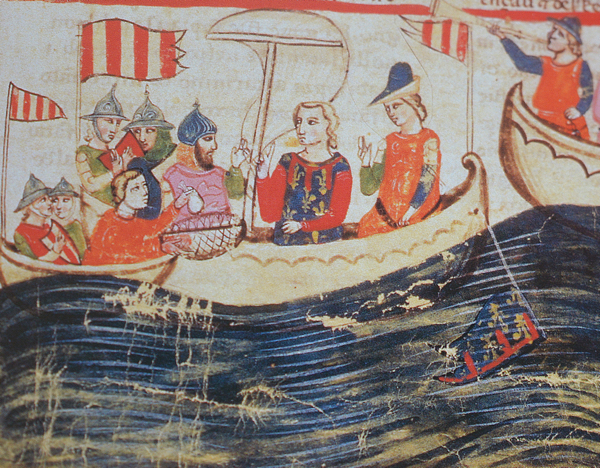
Miniatura dalla Nova Cronica, raffigurante la battaglia del golfo di Napoli, in cui compaiono sia le insegne provenzali, sia le insegne angioine.

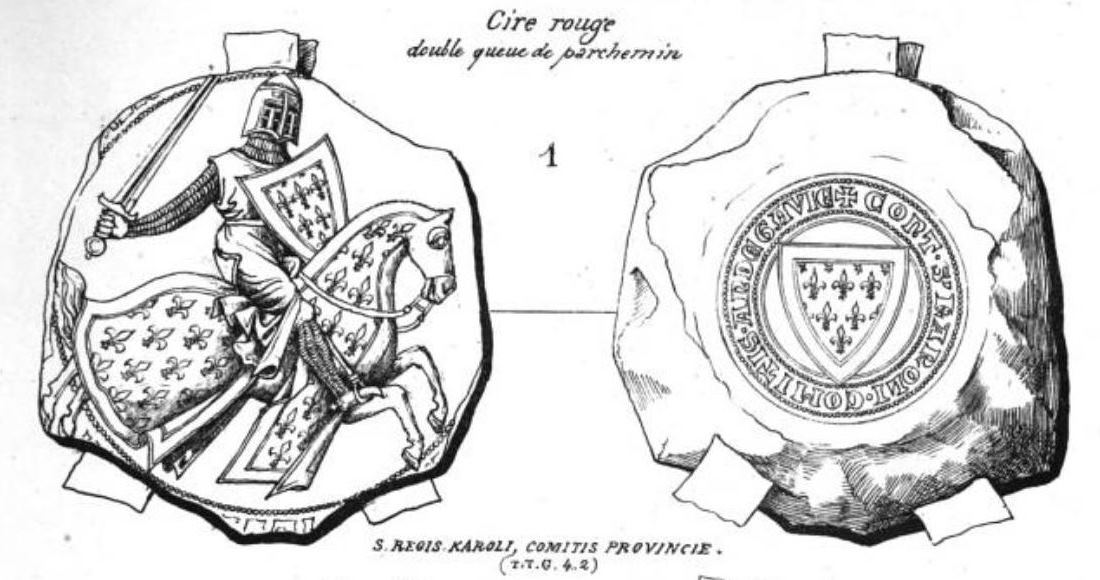
Riproduzione di un sigillo di Carlo II del 1290. Sia sul recto, sia sul verso, compare l'insegna di Francia antica brisata da una bordura.

Un ulteriore approfondimento della sfragistica di Carlo lo Zoppo evidenza l'impiego, da parte del sovrano franco-napoletano, di altre due insegne. Una di queste, che egli utilizzò in quanto comitis Provincie et Forcalquerii et Domini Avinionensis, è l'arme di Provenza antica, impresa d'eredità materna, già impiegata da suo padre prima di lui. Di particolare interesse, infine, è l'arme che compare su un sigillo del 1290 – si tratta di uno stemma seminato di gigli con una bordura – che, nel controsigillo, è accompagnato dalla legenda: «Cont. S' Karoli Comitis Andegavie» e che, dunque, Carlo lo Zoppo adoperò in quanto conte d'Angiò e del Maine.

Arme di Provenza antica, adoperata da Carlo in quanto conte di Provenza

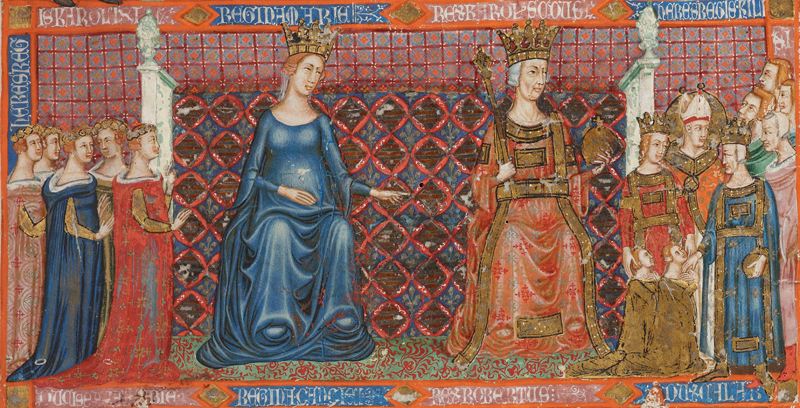
Maria d'Ungheria e Carlo II. Particolare di una miniatura dalla Bibbia degli Angiò, compilata nel 1340 circa, per volere di Roberto il Saggio.

Carlo II fu all'origine di quattro rami della Casa d'Angiò-Sicilia: dal suo matrimonio con Maria d'Ungheria della Casa d'Árpád, infatti, nacquero Carlo Martello, che fu capostipite del ramo Angiò-Ungheria, Roberto il Saggio, che fu capostipite del ramo napoletano, Filippo, che fu capostipite del ramo Angiò-Taranto, e Giovanni, che fu capostipite del ramo Angiò-Durazzo. Inoltre, attraverso sua figlia secondogenita, Margherita, a Carlo lo Zoppo può essere ricondotta anche l'origine degli Angiò-Valois, ramo derivato delle casate Valois e Angiò.

## Casa d'Angiò-Ungheria

### Arme d'Ungheria
Una prima commistione tra le armi angioine e quelle ungheresi si ebbe, per l’appunto in seguito all'unione nuziale tra Carlo II e Maria d'Ungheria. Quest'ultima, infatti, si avvaleva d'una delle imprese proprie della sua casata d'origine, ovvero uno scudo caratterizzato dalle cosiddette "fasce degli Árpád" e cioè composto da otto fasce, di cui quattro di rosso e quattro d'argento. Sull'origine di detta insegna, nonché sul suo significato non c'è un'interpretazione univoca. Il giurista ungherese Werbőczy István, nel suo Tripartitum opus iuris consuetudinarii inclyti regni Hungariae, riferisce che le quattro fasce d'argento dello stemma stiano a simboleggiare quattro fiumi, ovvero Danubio, Tibisco, Sava e Drava.

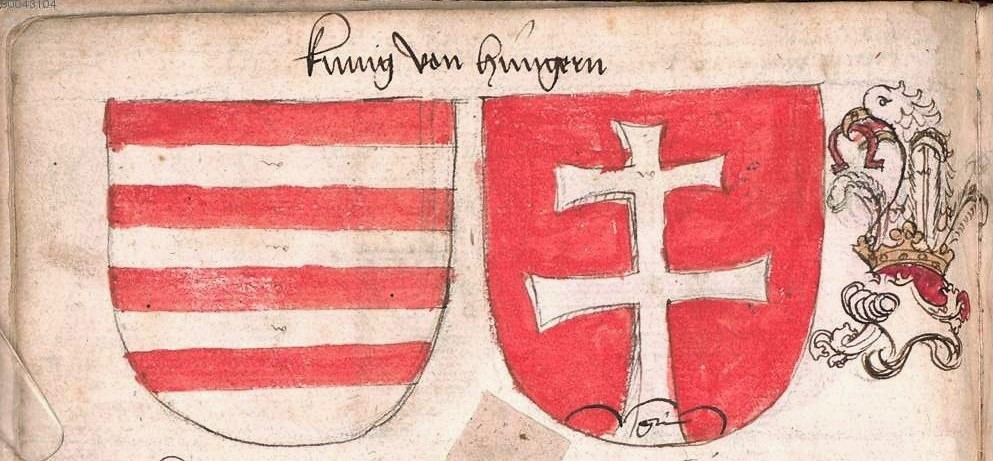
Arme d'Ungheria antica e arme d'Ungheria moderna. Particolare dal folio 22v dall'armoriale Bellenville, opera compilata nella seconda metà del XIV secolo.

Secondo un'altra ipotesi, che attribuisce l'introduzione dell'insegna a re Emerico, essa sarebbe stata mutuata dai Pali d'Aragona: in seguito al matrimonio di quest'ultimo con Costanza d'Aragona – figlia del sovrano aragonese Alfonso il Casto – i pali dell'impresa aragonese sarebbero stati ruotati e mutati in fasce e, all'oro, sarebbe stato sostituito l'argento. Questa tesi, però, appare poco solida se si considera che lo stemma fasciato fu mantenuto anche da Andrea II, fratello e successore di Emerico, che di quest'ultimo fu accanito oppositore. Plausibilmente, dunque, le fasce degli Árpád potrebbero essere state già in uso a Béla III d'Ungheria, padre dei due sovrani testé citati, che, quindi, le avrebbe trasmesse ai suoi discendenti.
(Blasonatura)

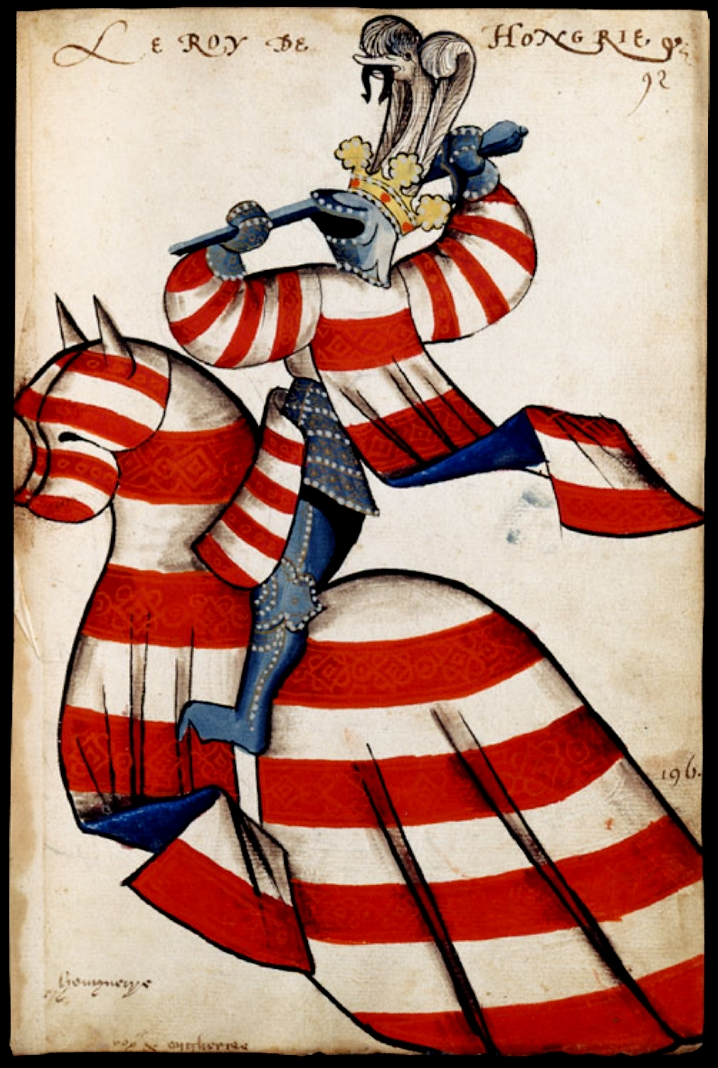
Le Roi de Hongrie. Folio 92r del Grand Armorial équestre de la Toison d'or (XV secolo): il sovrano, Sigismondo di Lussemburgo, è rappresentato con il fasciato d'Ungheria antica.

L'insegna in parola è convenzionalmente indicata come arme d'Ungheria antica, al fine d'essere distinta da un'altra impresa, anch'essa propria della Casa d'Árpád, che, invece, è detta arme d'Ungheria moderna. L'elemento che primariamente caratterizza tale impresa – e che compare quale unico carico araldico nella sua primitiva e più semplice variante – è la croce patriarcale o croce di Lorena, ovvero una croce latina dotata d'una ulteriore barra trasversale posta al di sopra di quella principale. La croce patriarcale, intesa quale «simbolo del potere legato a una persona, oppure [...] come simbolo apotropaico e di vittoria, alludente alla Santa Croce», fa la sua comparsa in Ungheria durante il regno del già citato Béla III, ma non assume ancora una valenza araldica: la monetazione del sovrano magiaro, infatti, evidenzia come la croce di Lorena non venga mai inserita in uno scudo. La "doppia croce" diviene a tutti gli effetti un elemento proprio dell'araldica dei sovrani arpadiani qualche decennio più tardi, con Béla IV d'Ungheria, come ampiamente dimostrano la sua monetazione e la sua sfragistica.
«Tenendo presente che dopo la morte di Andrea II sui sigilli e sulle monete reali apparve, come figura araldica, solo la doppia croce, possiamo affermare che questa rappresentazione divenne il principale simbolo araldico del potere del sovrano, mentre lo scudo fasciato poteva indicare sia l'appartenenza alla dinastia, che il potere reale».

### Arme d'Angiò-Sicilia e arme d'Ungheria antica

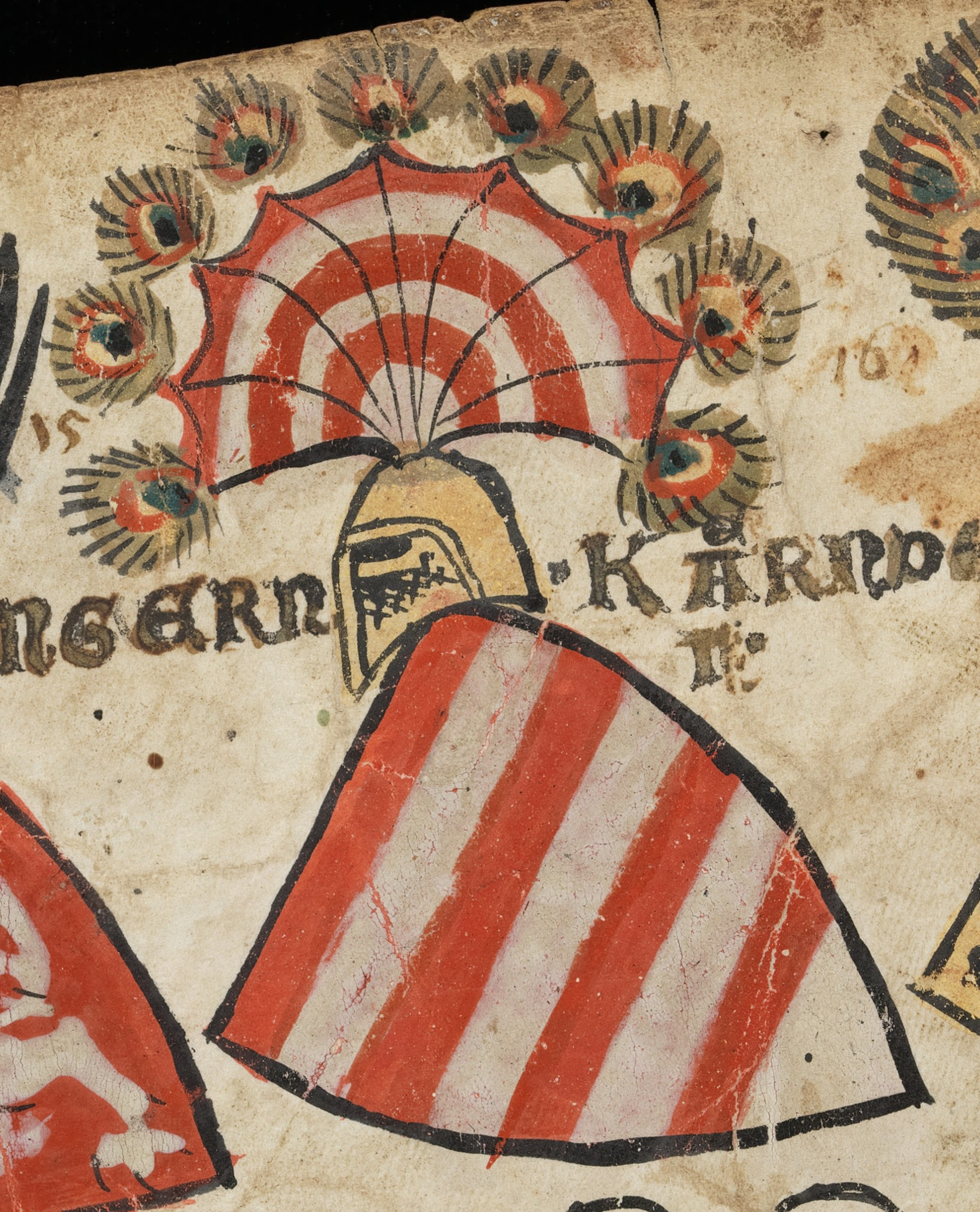
Arme d'Ungheria antica. Particolare dallo Zürcher Wappenrolle (1340 circa).

Maria d'Ungheria, dunque, all'insegna arpadiana affiancò quella maritale: un sigillo del 1295 – che accompagnava l'atto con cui Maria rinunciava ai propri diritti sulle contee d'Angiò e del Maine – riproduce lo stemma della regina consorte, ovvero un partito d'Angiò-Sicilia e Ungheria antica. Ulteriori esempi del detto stemma sono visibili all'interno della chiesa di Santa Maria Donnaregina Vecchia a Napoli, dove è collocato il suo sepolcro. Le volte della navata e dell'abside sono affrescate con le armi di Francia antica e Ungheria antica, disposte in maniera alternata, mentre lo stemma della regina decora le chiavi di volta.

Arme d'Angiò antico ovvero d'Angiò-Sicilia ovvero di Napoli
Arme d'Ungheria antica, insegna della Casa d'Árpád
Stemma di Maria d'Ungheria, partito d'Angiò-Sicilia e Ungheria antica

### Arme d'Ungheria antica quale arme di pretensione
Primogenito di Carlo lo Zoppo e Maria d'Árpád fu Carlo Martello: investito del titolo di principe di Salerno e dell'onore di Monte Sant'Angelo, questi era destinato a succedere al padre sul trono di Napoli, ma gli eventi ne fecero il fondatore di un nuovo ramo della casata angioina. In virtù dell'ascendenza materna, infatti, egli reclamò il Regno d'Ungheria, senza, però, riuscire mai a ottenere il riconoscimento dei propri diritti. Similmente a quanto fatto da sua madre, anche Carlo Martello si avvalse di uno stemma che fondeva insieme le eredità araldiche angioine e arpadiane: la qual cosa, d'altronde, contribuiva a rafforzare, dal punto di vista simbolico, la rivendicazione accampata sulla corona magiara. La descrizione dello stemma del pretendente al trono ungherese è fornita da Giovanni Villani nella sua Nova Cronica: il cronista italiano, nel narrare il trionfale ingresso a Firenze di Carlo Martello nel 1295, riferisce di un'arme «a quartieri a gigli ad oro, e accerchiata rosso e d'argento cioè, l'arme d'Ungheria».

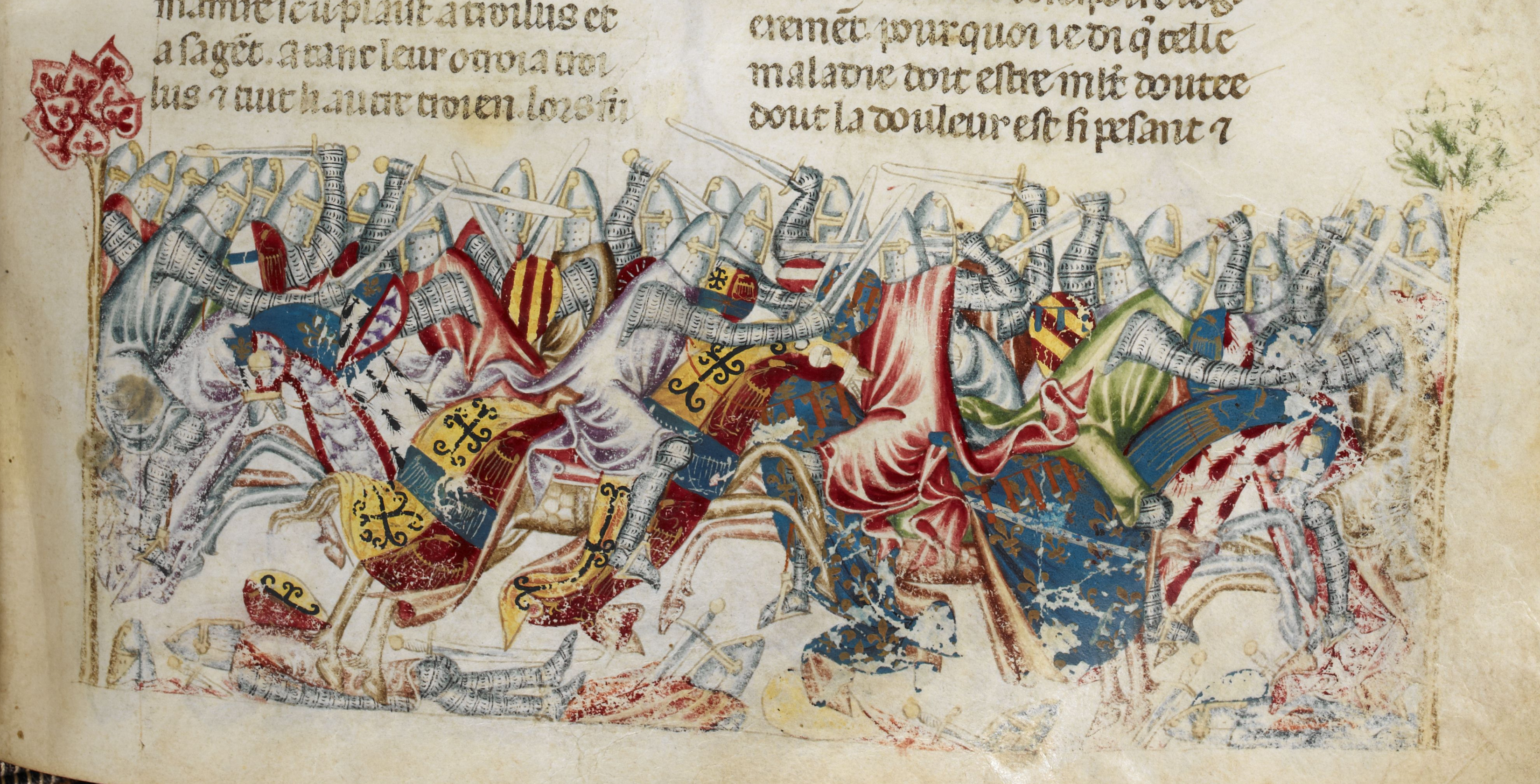
Miniatura alla base del folio 131r dell'Histoire ancienne jusqu'à César. Sullo sfondo, un soldato imbraccia uno scudo con l'arme d'Ungheria antica.

Le parole del Villani, però, lasciano non pochi dubbi di interpretazione. In effetti, in un primo momento, egli qualifica la conformazione dello stemma come «a quartieri», il che porterebbe a pensare a un "inquartato di Francia antica e Ungheria antica", ma, subito dopo, l'aggettivo «accerchiata» indurrebbe a pensare a una bordura e, dunque, a blasonare lo stemma come "di Francia antica, alla bordura d'Ungheria antica". La questione inerente tale problematica interpretativa è stata affrontata dall'araldista francese Hervé Pinoteau, che, tentando di fare chiarezza, giunge alla conclusione che Carlo Martello avrebbe portato l'insegna inquartata, mentre la truppa al suo seguito avrebbe innalzato stendardi gigliati, bordati di rosso e d'argento: dunque, nella sua descrizione, il Villani non avrebbe fatto altro che «amalgamare i due fenomeni araldici».

Arme «a quartieri» di Carlo Martello
Arme «accerchiata» di Carlo Martello

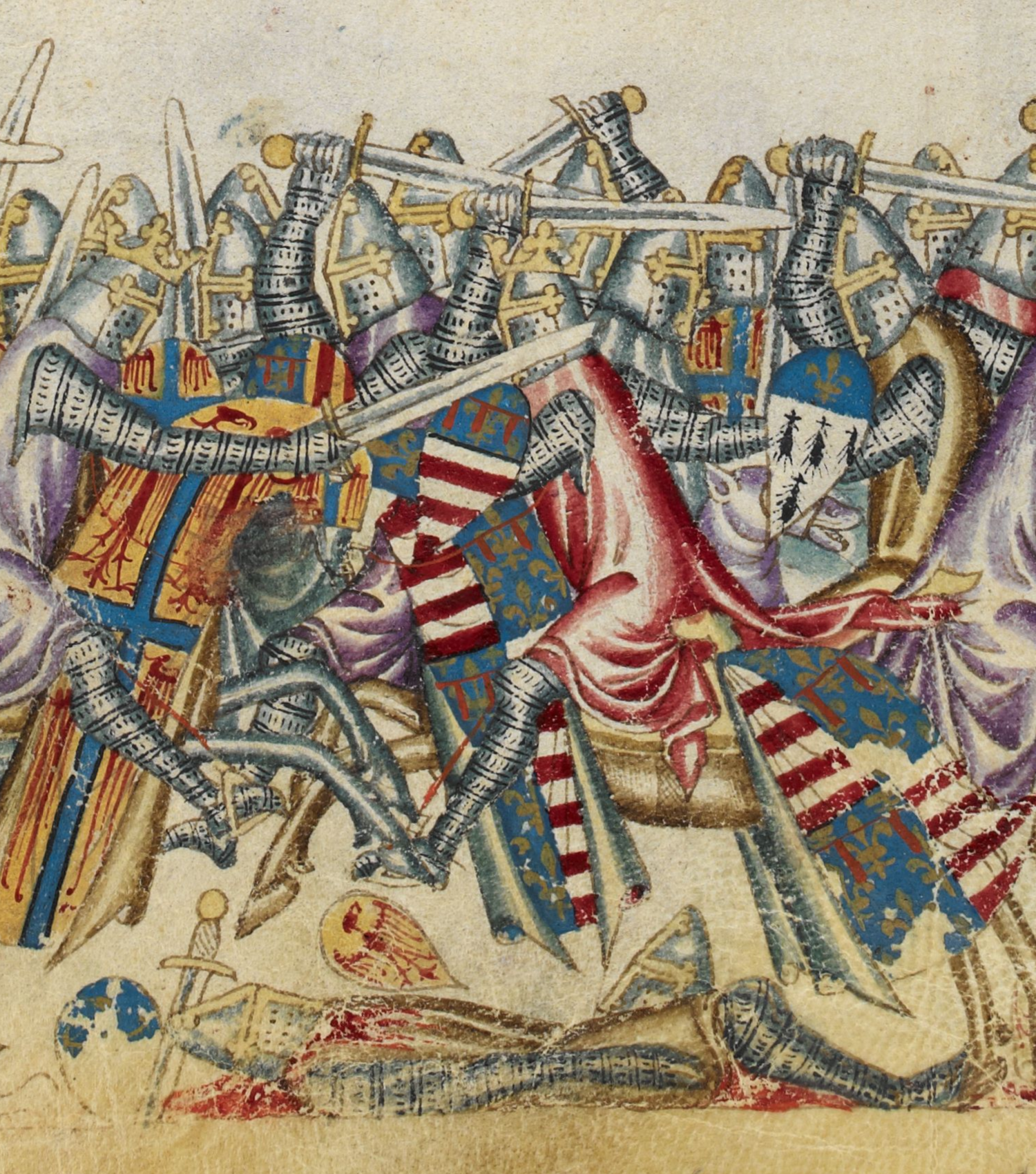
Particolare della miniatura al folio 35v dell'Histoire ancienne jusqu'à César. Sono visibili due differenti combinazioni (inquartato e troncato) delle armi d'Angio-Sicilia e Ungheria antica.

A parziale sostegno delle conclusioni tratte del Pinoteau è possibile citare, quale evidenza, la miniatura che decora il folio 35v dell'Histoire ancienne jusqu'à César – opera di cui si dirà più diffusamente nel prosieguo – dove sono rappresentate due imprese riconducibili a Carlo Martello. La prima di esse è, per l'appunto, un inquadrato, che, però, porta, nel primo e nel quarto, l'arme d'Ungheria antica – con inversione del canonico ordine degli smalti, presentando l'argento prima del rosso – e, nel secondo e nel terzo, l'arme d'Angiò-Sicilia. A discostarsi decisamente dalla descrizione estrapolata dalla Nova Cronica è, invece, il secondo stemma dell'Histoire, che è un troncato d'Angiò-Sicilia (nella porzione superiore) e d'Ungheria antica (nella porzione inferiore); quest'ultima arme è riprodotta in versione semplificata, ovvero di soli sei pezzi, con l'argento che precede il rosso, come nel caso dell'inquartato.

Stemma "inquartato" di Carlo Martello (Histoire ancienne jusqu'à César)
Stemma "troncato" di Carlo Martello (Histoire ancienne jusqu'à César)

A complicare ancor più il quadro d'analisi, si aggiungono, poi, altre tre rappresentazioni dello stemma del capostipite degli Angiò-Ungheria, che si allontanano ulteriormente dalla ricostruzione proposta dal Pinoteau. Merita menzione innanzitutto l'impresa miniata nel manoscritto 1770 del fondo Peiresc della Biblioteca Inguimbertina di Carpentras, in Provenza: accompagnata dalla didascalia "Hongrie de Salerne", l'insegna, secondo l'intellettuale e araldista francese Christian de Mérindol, potrebbe essere attribuita a Carlo Martello. Riprodotto anche sull'originale reliquiario di Santa Maria Maddalena, che era conservato presso la Basilica di Saint-Maximin-la-Sainte-Baume, lo stemma in parola è dato dall'arme d'Angiò-Sicilia (caratterizzata da un lambello di cinque pendenti) sovrabrisata da un quartier franco sinistro del capo d'Ungheria antica (che, nello specifico caso, è di sei pezzi, con l'argento prima del rosso). Al riguardo, appare rilevante evidenziare che l'utilizzo di quest'ultima pezza quale espediente araldico teso a esprimere una pretensione, non è inconsueto, sebbene, in tali casi il quartiere comunemente interessato sia quello destro del capo. Ad aver adoperato l'arme d'Angiò-Sicilia sovrabrisata al quartier franco destro del capo, potrebbe essere stato, invece, un altro dei figli cadetti di Carlo lo Zoppo, ovvero Raimondo Berengario d'Andria: il Rôle d'armes de l'ost de Flandre, armoriale del tardo XIII secolo, riporta, per il conte di Andria, un'impresa al quartier franco d'armellino.

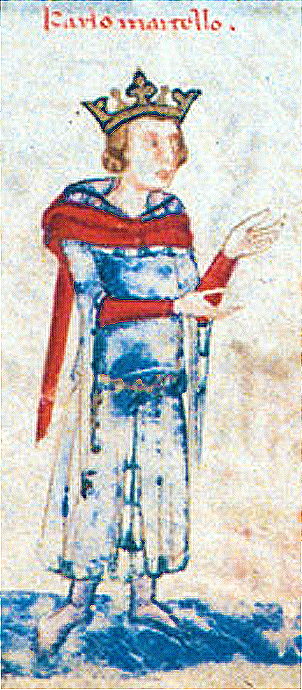
Carlo Martello. Particolare da una miniatura del manoscritto Holkham miscellaneous 48 della Biblioteca Bodleiana dell'Università di Oxford.

Stemma "Hongrie de Salerne", dal MS 1770 del fondo Peiresc della Biblioteca Inguimbertina
Stemma di Raimondo Berengario d'Andria, secondo il Rôle d'armes de l'ost de Flandre

Ritornando a Carlo Martello, l'affresco, del 1290, intitolato Omaggio di San Gimignano a Carlo II d'Angiò, che adorna una delle sale del palazzo comunale di San Gimignano in Toscana mostra un'ulteriore configurazione araldica attribuibile al primogenito del Re di Napoli. L'impresa in parola è l'arme d'Angiò-Sicilia sovrabrisata da una banda d'argento, a sua volta caricata di tre martelli di nero posti in banda. In merito all'insegna appena descritta, è interessante notare due aspetti: primo, essa non si discosta che per la presenza dei tre martelli dall'impresa che fu adottata da Carlo II, come principe di Salerno; secondo, che Carlo Martello era stato investito proprio di questo titolo, succedendo al padre. L'arme di San Gimignano non rappresenta un unicum, essa, infatti, compare, partita con l'arme d'Ungheria antica, nello stemma che sovrasta la statua di Carlo Martello, nel Duomo di Napoli: stemma e statua sono parte del sepolcro, collocato sulla controfacciata della cattedrale napoletana, che conserva anche le spoglie di Carlo I e di Clemenza d'Asburgo, consorte di Carlo Martello. Al riguardo, merita attenzione anche l'impresa attribuita alla stessa Clemenza, che è un partito con, nel primo, l'arme di "San Gimignano" e, nel secondo, l'arme d'Austria.

Stemma di Carlo II, come principe di Salerno
Stemma di Carlo Martello (dall'affresco Omaggio di San Gimignano a Carlo II d'Angiò)
Stemma di Carlo Martello (controfacciata del Duomo di Napoli)
Stemma di Clemenza d'Asburgo (controfacciata del Duomo di Napoli)

### Arme d'Ungheria antica e armi d'Angiò-Sicilia e di Francia antica

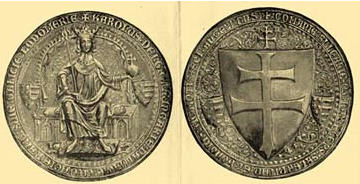
Il secondo gran sigillo di Carlo Roberto (in uso tra il 1323 e il 1330) mostra, sul rovescio, lo stemma con la croce patriarcale, accompagnato, su ciascun lato, da uno scudetto partito di Francia antica e Ungheria antica.

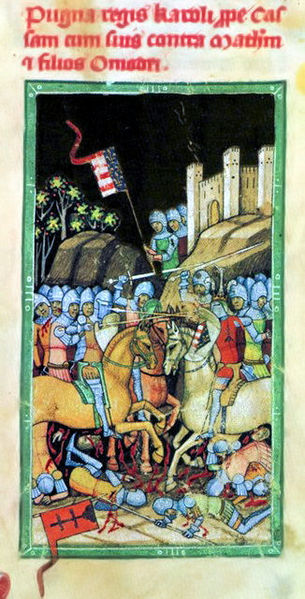
Carlo Roberto nella battaglia di Rozgony: sono visibili sia le insegne con la croce patriarcale, sia le insegne combinate di Francia antica e Ungheria antica. Miniatura dalla Chronicon Pictum o Chronicon de Gestis Hungarorum, manoscritto del XIV secolo.

Alla morte di Carlo Martello, la pretensione ungherese fu ereditata da suo figlio Carlo Roberto, che, oltre un decennio dopo la scomparsa del padre, fu incoronato Re d'Ungheria. I sigilli del primo sovrano della Casa d'Angiò-Ungheria e le monete battute durante il suo regno forniscono ampia testimonianza delle diverse insegne di cui egli s'avvalse. Coerentemente con quanto fatto dai suoi predecessori, il nuovo re fece proprio lo scudo con la croce patriarcale: tale stemma, infatti, campeggiava sul rovescio del suo primo sigillo, realizzato, presumibilmente, nel 1301.

Croce patriarcale adottata da Carlo Roberto

A tale simbologia araldica, che, nei decenni precedenti, era divenuta rappresentativa del potere regale, Carlo Roberto affiancò uno stemma composto dai simboli dinastici d'eredità paterna e cioè l'arme d'Angiò-Sicilia (ovvero di Francia antica) e l'arme d'Ungheria antica, organizzate in più di una configurazione. Una prima e poco nota variante di tale insegna fu in uso nel periodo iniziale del suo regno: ce ne restituiscono evidenza il verso di una moneta, datata anteriormente al 1308, e la decorazione posta alla base di un globo crucigero, che si suppone possa risalire al 1301. L'impresa in parola è uno stemma inquartato che risulta essere assai simile a quello di Carlo Martello e, dal quale, con tutta probabilità, era stato mutuato: tale insegna, dunque, mostra nel primo e nel quarto cantone un unico giglio (a rappresentare l'arme angioina), mentre nel secondo e nel terzo una versione ridotta (a quattro o sei fasce) dell'arme arpadiana. Ben presto, però, tale soluzione fu accantonata e all'inquartato fu preferito il partito.

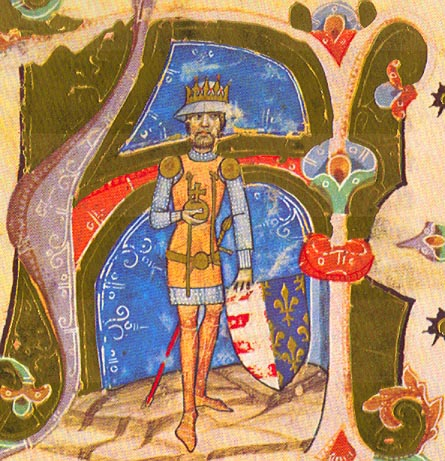
Carlo Roberto regge uno scudo partito d'Ungheria antica e Francia antica. Particolare di una miniatura dalla Chronicon Pictum.

Stemma in uso a Carlo Roberto prima del 1308

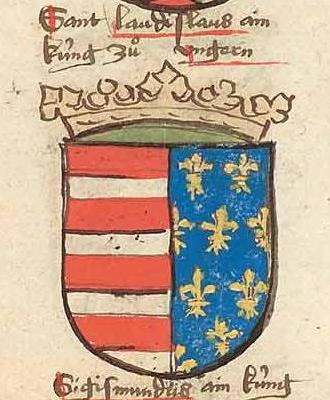
Stemma partito d'Ungheria antica e Francia antica miniato nella Cronaca del Concilio di Costanza (1464 circa).

L'originaria versione dello stemma partito di Carlo Robero comparve sui sigilli del 1323 e del 1330, che ebbero, oltre alle croci patriarcali, anche delle insegne partite di Francia antica e Ungheria antica. Nel corso del tempo, però, tale ordine di priorità andò invertendosi, dando, così, preminenza all'impresa ungherese: lo stemma, pertanto, divenne partito d'Ungheria antica e Francia antica. È indispensabile sottolineare, inoltre, che l'omissione del lambello angioino – la brisura, in effetti, si configurava come non necessaria, vista la presenza dell'arme arpadiana – non rappresentò la regola: difatti, la sfragistica e la monetazione del sovrano magiaro evidenziano come il re portasse indifferentemente l'insegna d'Angiò antico e quella di Francia antica.

Partito di Francia antica e Ungheria antica
Partito d'Angiò antico e Ungheria antica
Partito d'Ungheria antica e Angiò antico
Partito d'Ungheria antica e Francia antica

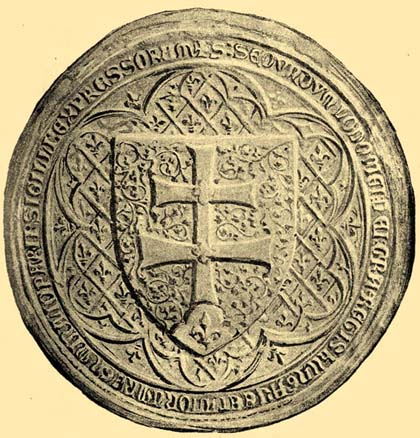
Verso del secondo gran sigillo di Luigi I: si notino i tre gigli caricati, due, lungo la croce e, uno, sul monte.

A Carlo Roberto, successe suo figlio Luigi, detto il Grande, che fu anche Re di Polonia. Le insegne del nuovo sovranno ebbero, con quelle paterne, elementi di continuità, ma anche di rottura. La dignità reale ungherese, come per Carlo – e non poteva essere altrimenti – fu rappresentata araldicamente dallo stemma di rosso alla croce patriarcale d'argento; quest'ultima, però, era posta su un monte di tre vette di smalto verde: configurazione, questa, già adottata da precedenti sovrani magiari, ma non da Carlo Roberto.

Croce patriarcale adottata da Luigi il Grande (1357)
Croce patriarcale adottata da Luigi il Grande (1364)

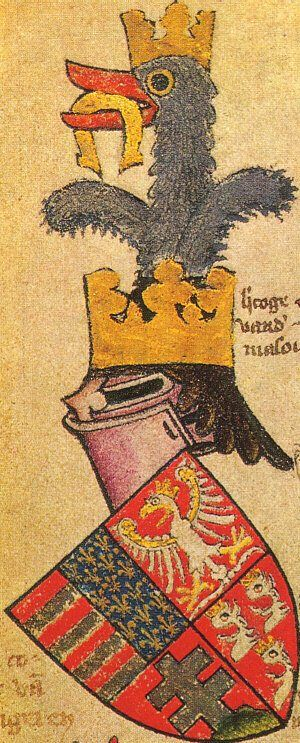
Stemma attribuito a Luigi il Grande nel Wapenboek Gelre.

Luigi, sempre in continuità con suo padre, ebbe anche lo stemma partito e – in linea con l'orientamento assunto da Carlo Roberto solamente negli ultimi anni del suo regno – egli si avvalse dell'ordine di combinazione che poneva l'arme d'Ungheria antica sulla destra araldica, ovvero in posizione privilegiata, e l'arme di Francia antica sulla sinistra araldica. È da rilevare, tuttavia, che tale disposizione delle armi fu talora invertita, come dimostra l'impronta di una moneta emessa tra il 1364 e il 1369. Non è trascurabile, infine, un ulteriore elemento di discontinuità tra gli stemmi di Carlo Roberto e di Luigi: nelle insegne di quest'ultimo si riscontra la totale scomparsa del lambello e, dunque, l'utilizzo esclusivo dell'arme di Francia antica, in luogo dell'arme d'Angiò antico.
Riferibile a Luigi, inoltre, è uno stemma riprodotto al folio 52v del Wapenboek Gelre, armoriale compilato tra il 1370 e il 1414 dall'araldo Claes Heynenszoon (detto, per l'appunto, Gelre). L'impresa in parola è un inquartato che vede, nel primo cantone, il partito d'Ungheria antica e Francia antica, nel secondo cantone, un'aquila d'argento coronata d'oro in campo rosso (che è l'arme di Polonia), nel terzo, la croce patriarcale d'argento su un monte di tre cime di verde in campo rosso e, nel quarto, tre teste di leone d'argento lampassate di rosso e coronate d'oro in campo rosso (che è l'arme di Dalmazia antica).

Stemma di Luigi I dal Wapenboek Gelre
Stemma di Luigi I con ornamenti esteriori dello scudo

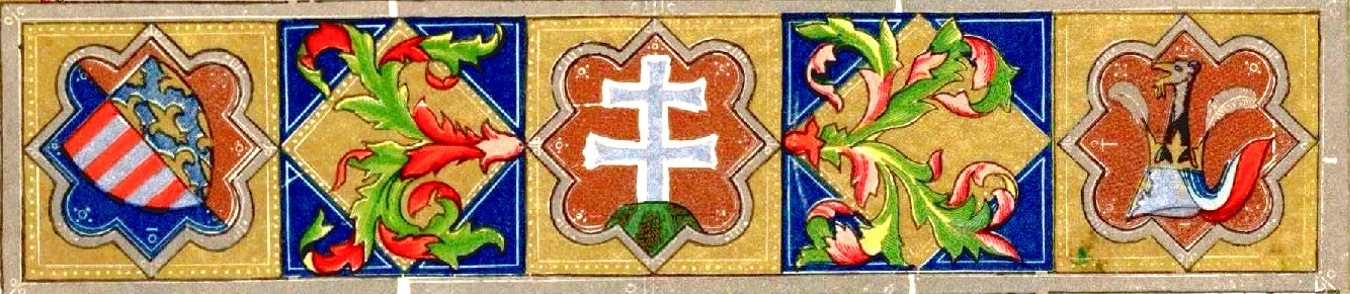
Particolare della cornice a ornamento del folio iniziale della Chronicon Pictum: sono evidenti, a sinistra, lo stemma partito d'Ungheria antica e Francia antica, al centro, la croce patriarcale e, a destra, lo struzzo con ferro di cavallo nel becco, adoperato con funzione di cimiero.

Luigi, privo di discendenti maschi, lasciò il trono ungherese alla figlia Maria, ultima sovrana della Casa d'Angiò-Ungheria, che si estinse con lei: durante il suo regno, la regina ungherese si avvalse delle medesime armi adottate dal padre. Sovrana di Polonia, invece, divenne Edvige, figlia minore di Luigi, che portò, oltre alle insegne polacche, anche lo stemma partito d'Ungheria antica e Francia antica.
In ultima istanza, appare interessante citare anche un'ulteriore figura araldica, quella dello struzzo tenente un ferro di cavallo nel becco, che fu propria della dinastia angioino-magiara, sin dall'affermazione monarchica di Carlo Roberto. Lo struzzo, infatti, compare, con diversi utilizzi, nella sfragistica, nella monetazione e nella produzione artistica del periodo. Tale animale araldico è adoperato, in primis, come cimiero che sormonta un elmo munito di corona, posto come timbro al di sopra di uno scudo; ma non è infrequente ritrovarlo, in coppia, con la funzione di sostegno o, addirittura, caricato sul campo dello scudo o, infine, in modo autonomo. L'origine e il significato dello struzzo nel simbolismo della dinastia d'Angiò-Ungheria restano, però, da chiarire. Tradizionalmente, la storiografia ha ritenuto che anche lo struzzo, come le insegne gigliate, fosse d'origine angioino-napoletana e, dunque, indirettamente, di derivazione francese-borgognona. All'opposto, secondo un'altra interpretazione, l'introduzione di questa figura sarebbe da attribuire a Carlo Roberto, che la scelse quale parte del proprio sistema simbolico sulla base di leggende locali, dopo la vittoria sugli oligarchi ungheresi: lo struzzo che "mangia" il ferro di cavallo – e, per estensione, il cavallo – rappresenterebbe Carlo che sconfigge i suoi avversari.

## Ramo napoletano

### Arte e araldica

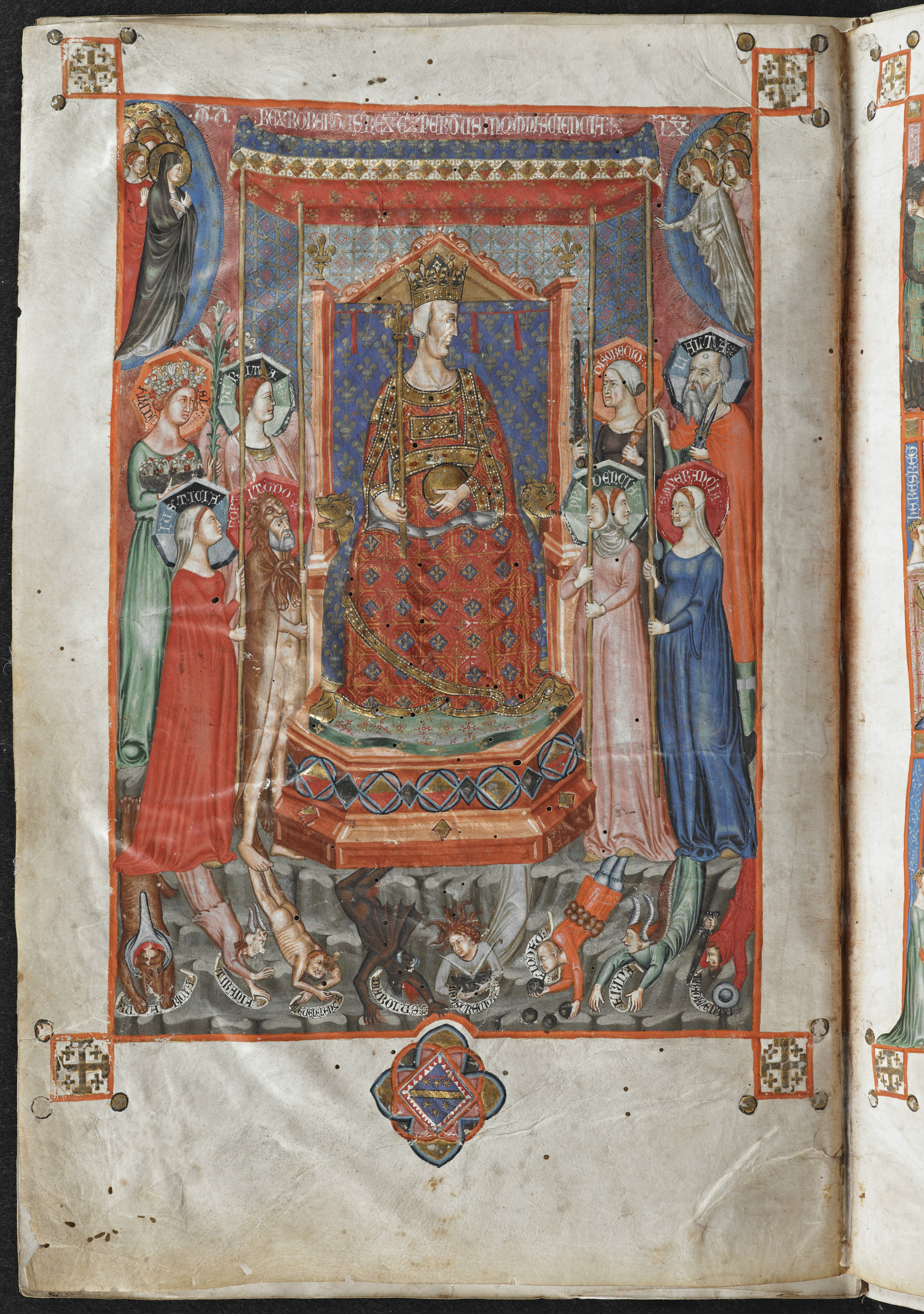
Roberto d'Angiò in trono, circondato dalle Virtù trionfanti sui Vizi, miniatura a pagina intera al folio 3v della Bibbia degli Angiò.

Alla morte di Carlo Martello, Carlo lo Zoppo – escludendo, di fatto, dalla linea di successione al trono di Napoli, il troppo piccolo Carlo Roberto (primogenito di Carlo Martello e futuro sovrano d'Ungheria) e avendo il suo secondo figlio maschio, Luigi (futuro San Luigi, vescovo di Tolosa) intrapreso la vita ecclesiastica – accordò il diritto di primogenitura al suo terzo figlio maschio, Roberto, che fu detto il Saggio.
La corte del nuovo monarcha fu caratterizzata da una grande vivacità culturale, che ebbe proprio in Roberto il suo catalizzatore: il sovrano si circondò di «un solido nucleo di eruditi, i quali, assecondando gli interessi del re per la storia antica, impressero l'impulso decisivo alla nascita del primo umanesimo napoletano [...]». La passione bibliofila di Roberto, propria anche di sua madre, Maria d'Árpád, e dello stesso Carlo I, si tradusse, tra l'altro, nel dare continuità alla tradizione delle storie universali e della letteratura cavalleresca illustratia – sovente ricca di elementi araldici – introdotta nel Paese dal nonno, il testé citato Carlo I, e tipica della Francia capetingia. Roberto, inoltre, attraverso la committenza di opere letterarie e figurative, volle costruire un ideale collegamento genealogico, che riconduceva al mito le origini della Casa reale e perseguiva tale fine con un sapiente ricorso all'intrinseco simbolismo proprio dell'araldica.

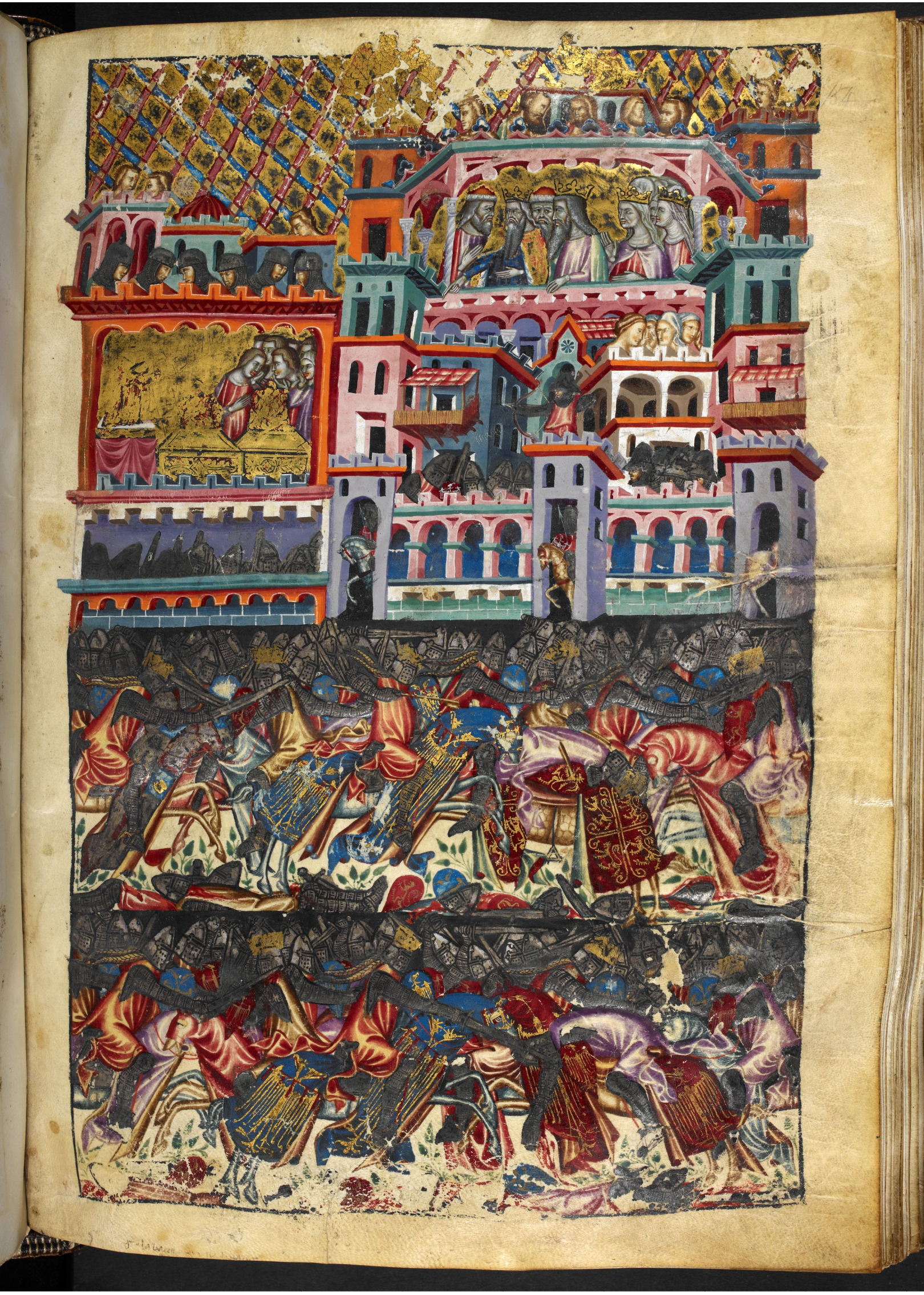
Miniatura a pagina intera, opera dell'artista napolitano Cristoforo Orimina, al folio 154r dell'Histoire ancienne jusqu'à César, raffigurante una fase dell'assedio di Troia.

Fulgidi esempi di tale produzione artistica sono rappresentati da due notevoli codici miniati, la già citata Histoire ancienne jusqu'à César e la cosiddetta Bibbia degli Angiò. Le miniature di entrambe le opere possono essere ricondotte al miniatore napoletano Cristoforo Orimina, «pittore di corte nonché imprenditore a servizio di Roberto d'Angio dal 1335». È di Orimina, infatti, la regia sotto la quale fu miniata l'Histoire, le cui illustrazioni furono lavoro corale di un gruppo di artisti napoletani e di un alluminatore piccardo, mentre interamente ascrivibile all'Orimina è la decorazione della Bibbia.
È senza dubbio l'Histoire, la cui compilazione può essere collocata tra gli anni 1335 e 1340, a configurarsi come opera dall'alto valore simbolico, i cui contenuti, letterari e figurativi, sono pienamente ascrivibili a quel processo di mitizzazione della dinastia agioina, ricercato da Roberto, attraverso le sue committenze artistiche. Il manoscritto consiste in una raccolta antologica di storie dell'antichità e può essere considerato come la seconda stesura di una prima Histoire ancienne, compilata in Francia, all'inizio del XIII secolo, e a sua volta oggetto di diverse trascrizioni e riadattamenti. La notevole qualità e l'elevato numero delle illustrazioni – «trentotto iniziali istoriate con terminazioni a fregi fitomorfi, duecentonovantasette miniature en bas de page, e quattro miniature a pagina intera» – rendono il manoscritto degno rappresentante della cultura figurativa del trecento napoletano, caratterizzata da «un'esigenza sempre crescente di illustrare le opere letterarie di ambito profano [...]».
Le miniature dell'Histoire, però, presentano un'ulteriore peculiarità, ovvero la «presenza di elementi araldici contenuti in numero eccezionale»: se, infatti, fosse consuetudine ormai consolidata, per i committenti di un codice miniato, far decorare l'opera con le proprie imprese, nell'Histoire, le insegne araldiche – che nel caso in ispecie sono quelle del sovrano, dei membri della Casa reale e di figure di spicco della vita politia e militare del Paese – non sono collocate in posizioni marginali, con fini puramente ornamentali ed accessori, ma diventano parte integrante del «ciclo miniatorio narrativo».
Il risultato, dal punto di vista semantico, è altamente evocativo: l'associazione delle insegne della dinastia reale e delle Casate a essa alleate agli eroi delle storie di un passato "miticamente narrato" genera una commistione tra tale passato e l'attualità, una «ragionata identificazione», operata attraverso «i mezzi visivi della pittura», tra gli eroi del mito e il sovrano. L'Histoire «rappresenta, in questo senso, un'innovazione senza precedenti, in cui non possiamo non riconoscere la regia di quel Rex expertus in omni scientia», così definito al folio 3v della Bibbia, di Roberto il Saggio.

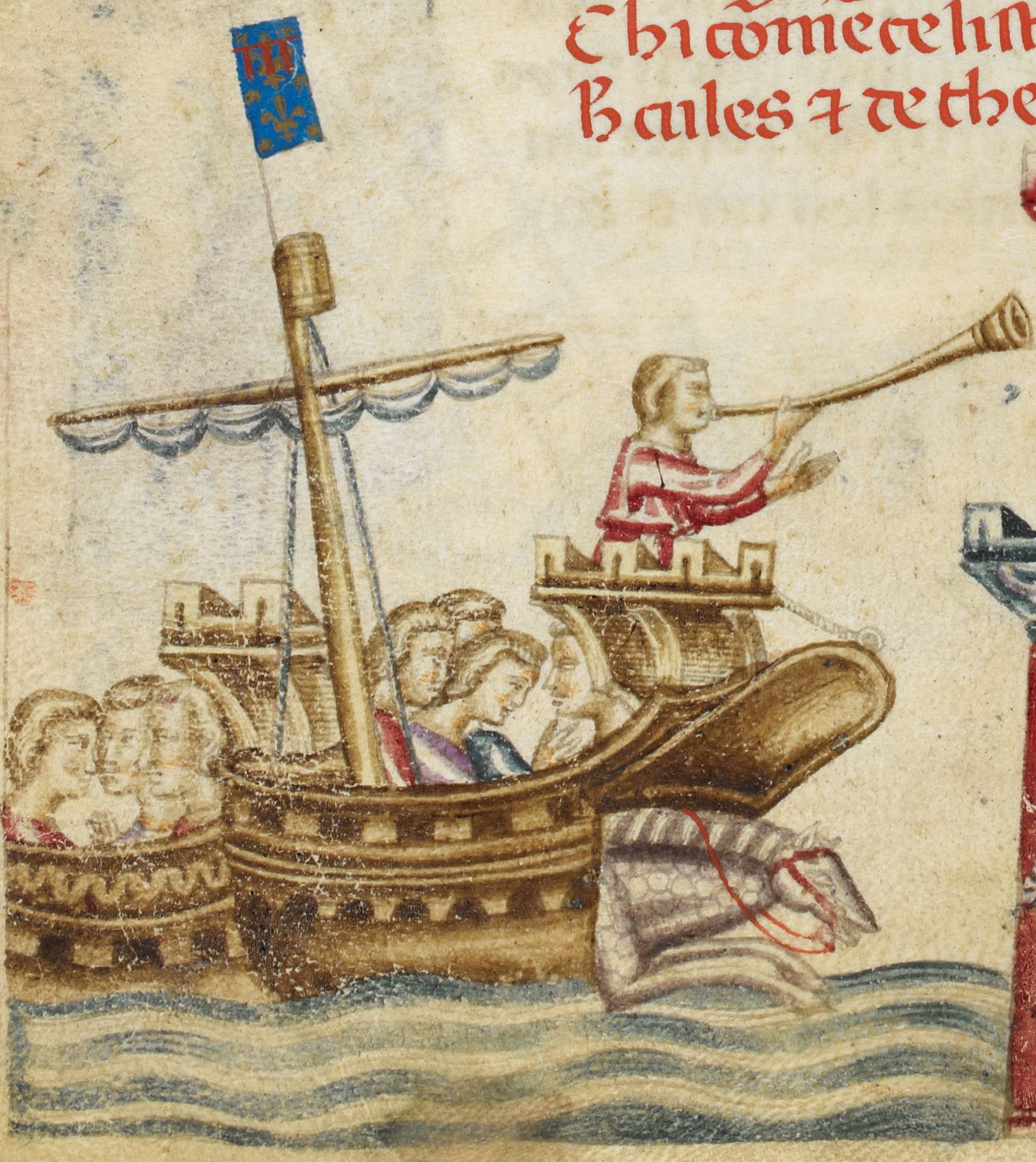
Vascello cretese. Particolare dalla miniatura al folio 21v dell'Histoire ancienne jusqu'à César.

Quanto, invece, alla Bibbia, questa, compilata nei primi anni quaranta del XIV secolo, fu commissionata da Roberto – come ha evidenziato lo storico francese François Avril – per essere destinata, quale dono del sovrano, a sua nipote Giovanna e al marito di quest'ultima Andrea d'Ungheria. Pur essendo i contenuti della Bibbia di matrice religiosa, non mancano, nelle miniature, riferimenti, di carattere allegorico, al sovrano e alla genealogia della Casa reale. Nella miniatura Roberto d'Angiò in trono, circondato dalle Virtù trionfanti sui Vizi, al folio 3v, a Roberto è associata la figura mitologica di Ercole; ancora, nella miniatura La genealogia angioina da Carlo I a Roberto il Saggio, al folio 4r, viene raffigurata la successione dinastica in tre riquadri disposti verticalmente: in ciascuno di essi «i sovrani e le loro consorti sono rappresentati in trono, sullo sfondo di drappi decorati con i rispettivi simboli araldici».
È evidente, dunque, che un'analisi delle insegne di Roberto non può prescindere da un vaglio delle miniature dei manoscritti appena citati. Il Saggio, naturalmente, portò, quale impresa, l'arme d'Angiò-Sicilia, come attestano diversi suoi sigilli, nonché la monetazione dell'epoca, ma anche, ovviamente, le illustrazioni dell'Histoire e della Bibbia.

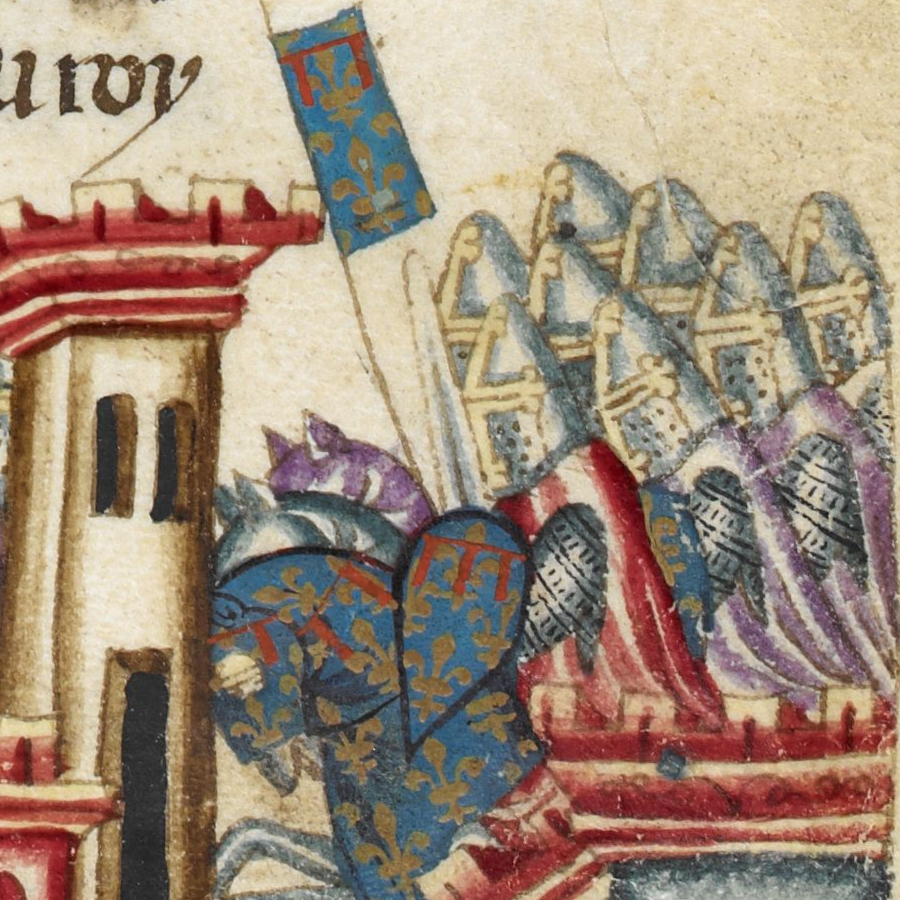
Particolare della miniatura Prima presa di Troia da parte di Ercole e dei suoi alleati, al folio 36r dell'Histoire ancienne jusqu'à César.

Nel primo dei due codici, detta impresa compare nei foli 21v, 36r, 88r e 150v: in particolare, nella miniatura a fondo pagina del folio 36r, Prima presa di Troia da parte di Ercole e dei suoi alleati, ritroviamo quell'identificazione di Roberto nell'eroe della mitologia romana, che sarà, poi, riproposta, come detto, nella Bibbia. In altre tre illustrazioni dell'Histoire, ai foli 88v, 118r e 127v, si assiste, invece, all'omissione del lambello nelle insegne del Saggio, per cui, al sovrano è associata la pura arme di Francia antica. L'insegna angioino-siciliana, inoltre, è ripetutamente accostata al sovrano in diverse delle miniature poste a ornamento proprio della Bibbia: ad esempio, la miniatura a pagina intera del folio 3v mostra il trono di Roberto tappezzato dell'arme d'Angiò-Sicilia, mentre tale insegna fa da sfondo al sovrano nell'ultima sezione della miniatura al folio 4r.

Arme di Francia antica
Arme d'Angiò antico ovvero d'Angiò-Sicilia ovvero di Napoli

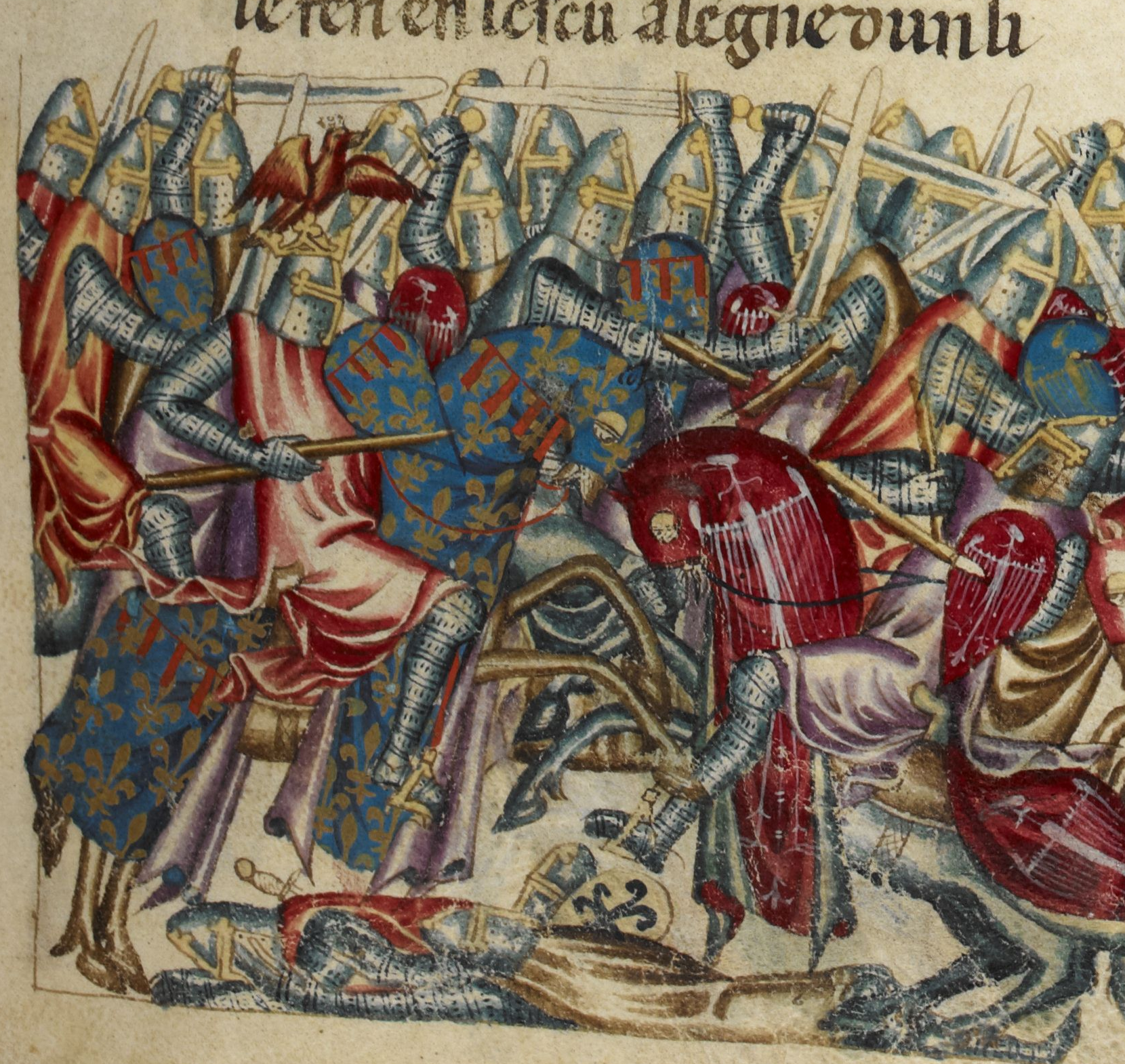
Particolare della miniatura al folio 88r dell'Histoire ancienne jusqu'à César. Sono evidenti le insegne angioine.

Il prezioso manoscritto, ancora, testimonia che Roberto si avvalse anche della Croce di Gerusalemme: infatti, ai quattro angoli delle miniature ora menzionate, sono poste altrettante insegne gerosolimitane. A riprova dell'utilizzo dell'arme di Gerusalemme da parte del Saggio, si può ricordare, inoltre, che essa caratterizza, isolata o accanto alle insegne d'Angiò-Sicilia, l'iconografia del monumento funerario del sovrano, collocato nella basilica di Santa Chiara a Napoli. Di particolare interesse, però, sono le rappresentazioni di imprese, riferibili a Roberto, in cui il punto gerosolimitano e quello d'Angiò-Sicilia appaiono combinati tra loro: in effetti, se i predecessori di Roberto unirono le due armi omettendo, tuttavia, il lambello dall'insegna angioino-siciliana, detta omissione non si riscontra nell'araldica del Saggio. Christian de Mérindol, ad esempio, attribuisce al sovrano napoletano un'impresa partita, nel primo, d'Angiò-Sicilia e, nel secondo, di Gerusalemme, riprodotta sul già citato reliquiario di Santa Maria Maddalena a Saint-Maximin-la-Sainte-Baume in Provenza.

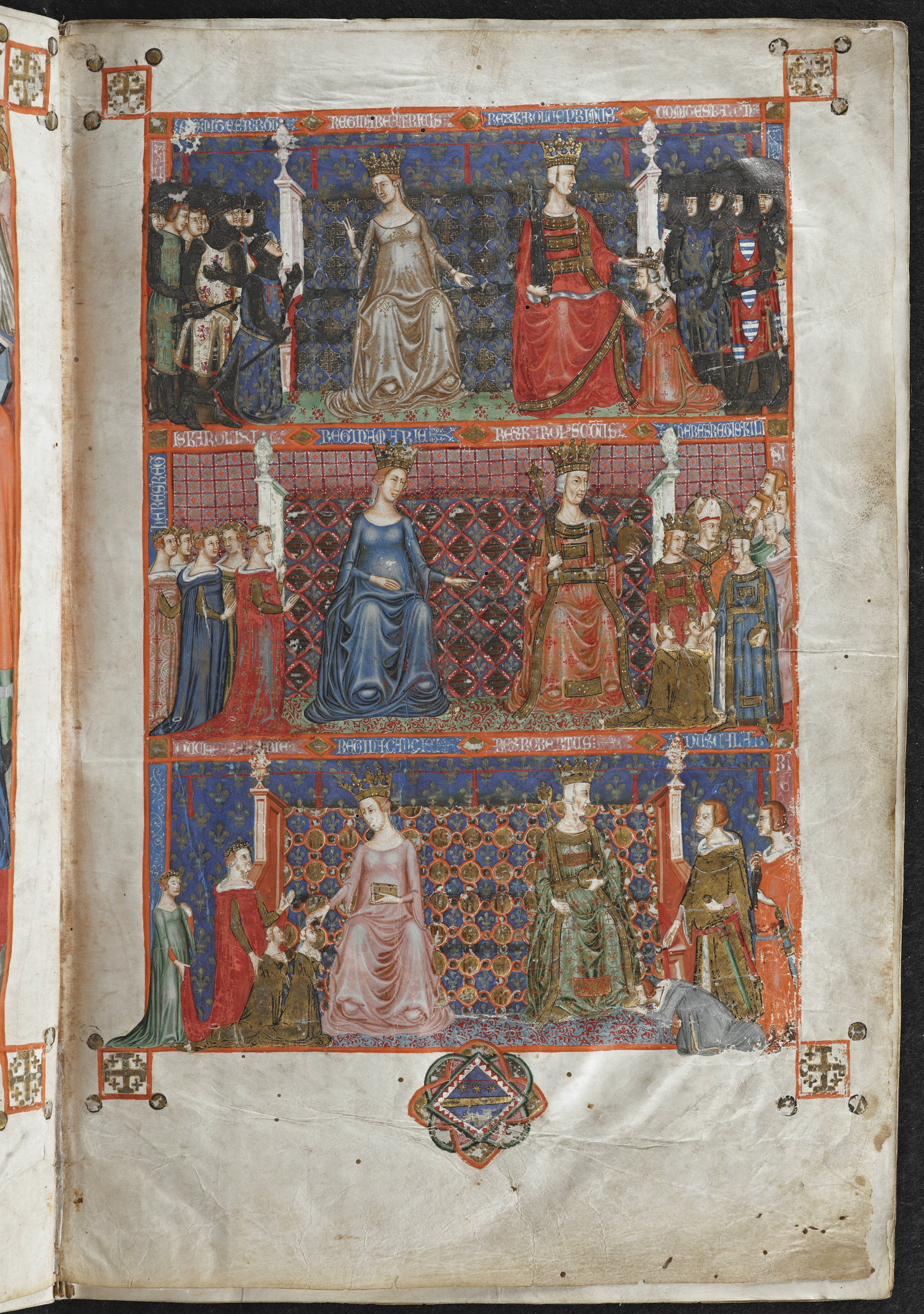
La genealogia angioina da Carlo I a Roberto il Saggio, miniatura a pagina intera al folio 4r della Bibbia degli Angiò.

Arme di Gerusalemme: d'argento alla croce potenziata d'oro, accantonata da quattro crocette dello stesso
Stemma partito d'Angiò-Sicilia e di Gerusalemme

È possibile evidenziare, poi, che, ai foli 67r e 221v dell'Histoire, le insegne di Gerusalemme e d'Angiò-Sicilia vengono riprodotte unite in diverse combinazioni. Nella scena illustrata nel secondo dei due foli citati, compare un vessillo semipartito delle due armi, con, nel primo, la croce potenziata accantonata da quattro crocette (due visibili) e, nel secondo, il punto d'Angiò-Sicilia caratterizzato da un lambello di quattro pendenti (due visibili). Sullo scudo tenuto dal sovrano, invece, le medesime armi, così come appena descritte, compaiono in posizione invertita. La barda del cavallo di Roberto, ancora, presenta, nella parte posteriore, un inquartato, nel primo e nel quarto, semipartito di Gerusalemme e, nel secondo e nel terzo, semipartito d'Angiò-Sicilia; mentre, nella parte anteriore della detta barda, l'ordine di precedenza è invertito. È opportuno notare che in questa riproduzione la croce potenziata dell'arme gerosolimitana è accantonata da quattro coppie di crocette, con quelle del primo e del quarto cantone disposte in banda e quelle del secondo e del terzo disposte in sbarra. Tale conformazione della Croce di Gerusalemme è propria inoltre del semipartito – il punto gerosolimitano nel primo e l'arme d'Angiò-Sicilia nel secondo – che compare sul cimiero a ventaglio del sovrano.

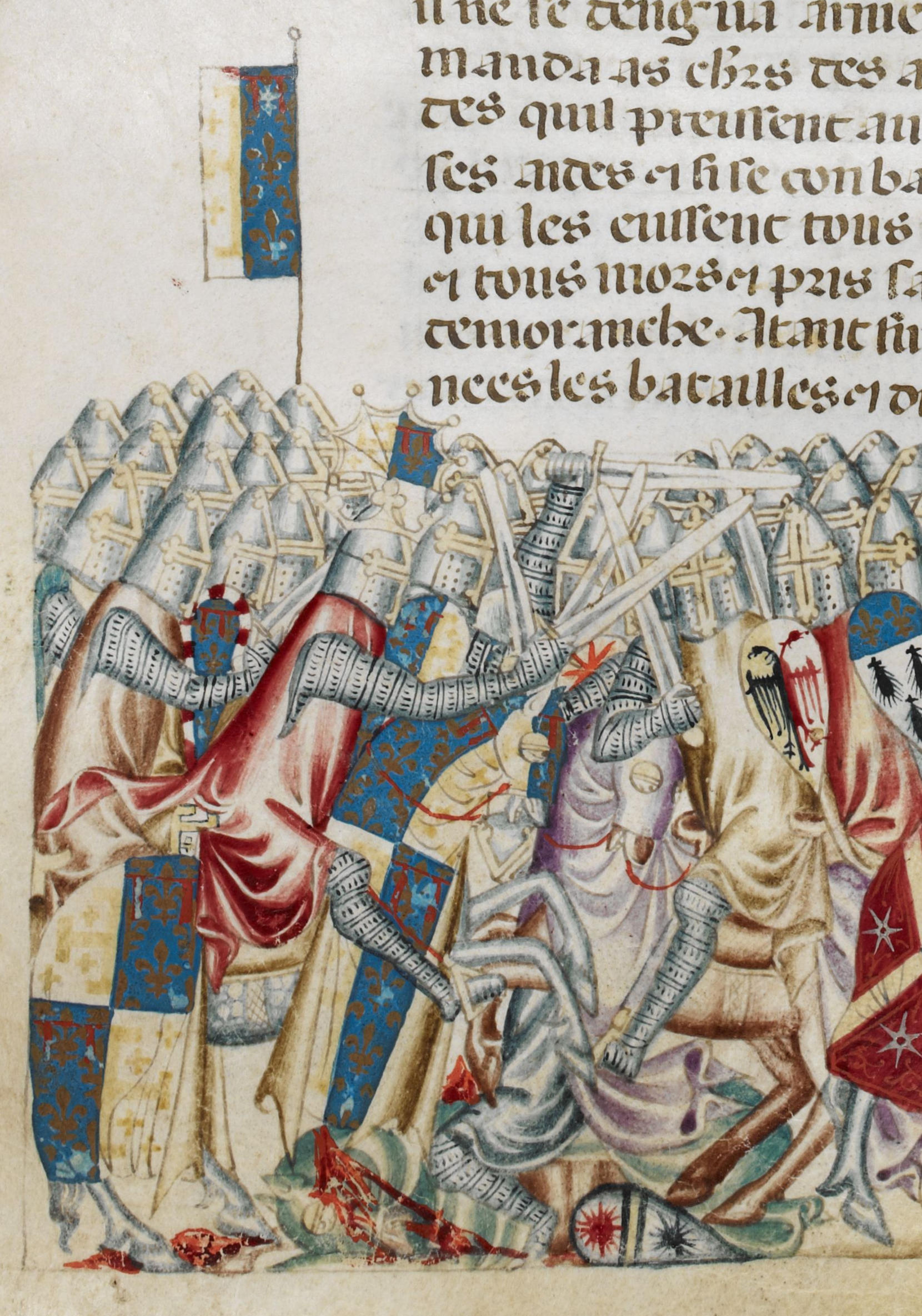
Particolare della miniatura al folio 221v dell'Histoire ancienne jusqu'à César. L'arme d'Angiò-Sicilia è associata alla Croce di Gerusalemme.

Stemma semipartito di Gerusalemme e d'Angiò-Sicilia
Stemma semipartito d'Angiò-Sicilia e di Gerusalemme

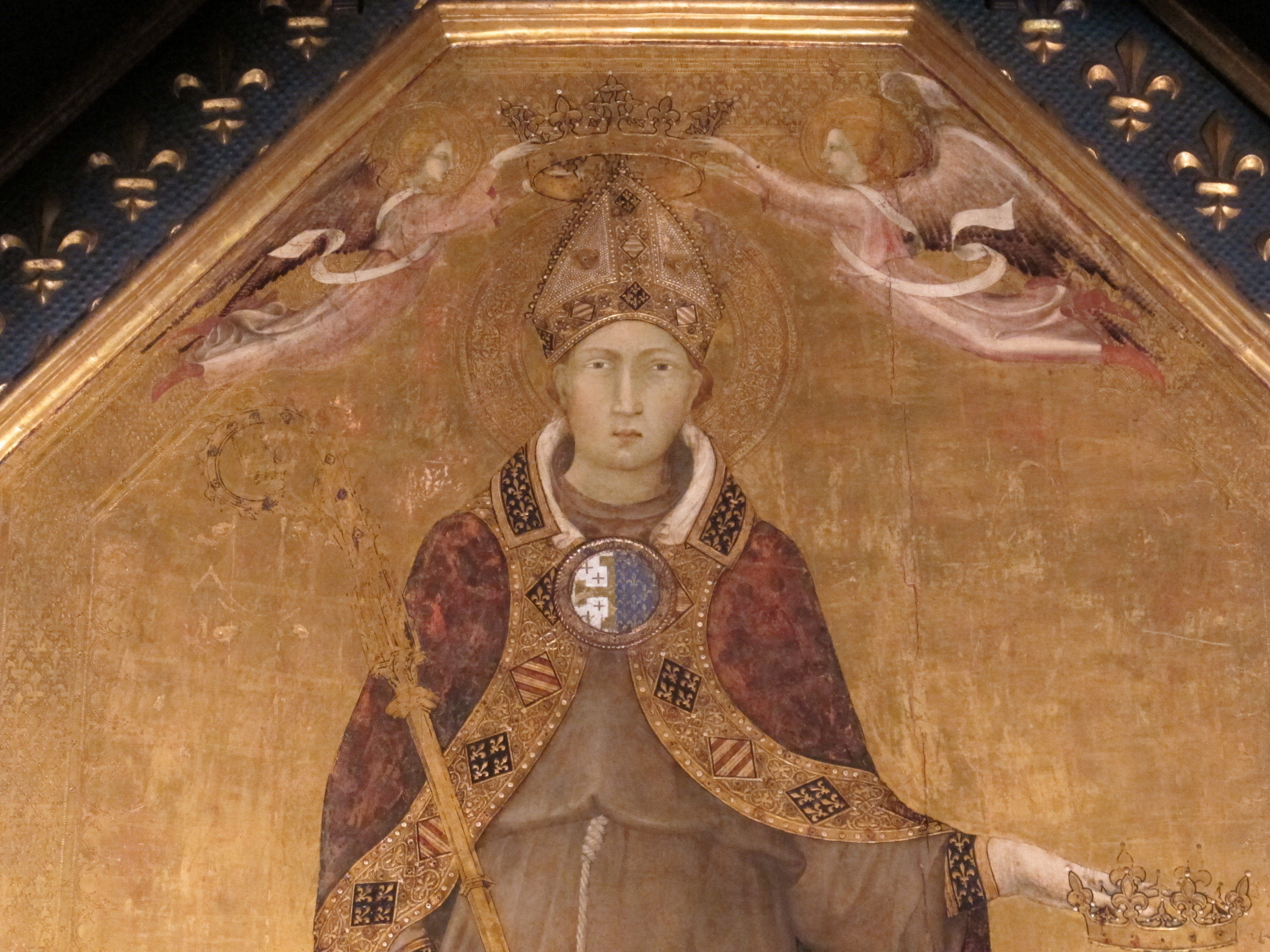
Particolare del dipinto olio su tavola San Ludovico di Tolosa che incorona il fratello Roberto d'Angiò di Simone Martini.

Al riguardo, non appare superfluo rilevare che anche in un'altra opera commissionata da Roberto è visibile uno stemma contraddistinto da un'arme gerosolimitana che presenta la configurazione in parola. L'insegna in questione – un semipartito di Gerusalemme e di Francia antica, attribuibile a San Luigi di Tolosa, fratello maggiore del Saggio – è riprodotta nel San Ludovico di Tolosa che incorona il fratello Roberto d'Angiò, dipinto olio su tavola di Simone Martini, attualmente, conservato presso il museo di Capodimonte a Napoli.

Stemma di Ludovico di Tolosa, così come raffigurato nel San Ludovico di Tolosa che incorona il fratello Roberto d'Angiò

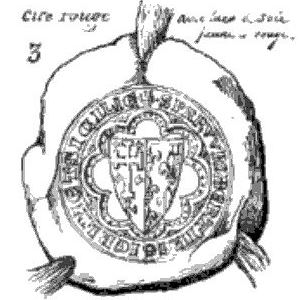
Ricostruzione di un sigillo di Roberto d'Angiò. Il piccolo sigillo, privo di verso, accompagnò un documento del 1314.

Al di là delle rappresentazioni artistiche citate, è possibile individuare un'ulteriore costruzione dello stemma partito riconducibile al Saggio. La disaminia dei sigilli di Roberto, operata dal numismatico francese Louis Blancard, evidenzia, infatti, uno stemma partito di Gerusalemme e semipartito d'Angiò-Sicilia, che compare su un piccolo sigillo, privo di verso, relativo a un documento del 1314. La riproduzione grafica di detto sigillo, posta a corredo dell'analisi del Blancard, mette in risalto una particolare conformazione dell'arme di Gerusalemme: la croce potenziata accantonata da quattro crocette è accompagnata, in punta, da una quinta crocetta potenziata, di dimensioni maggiori rispetto alle altre.

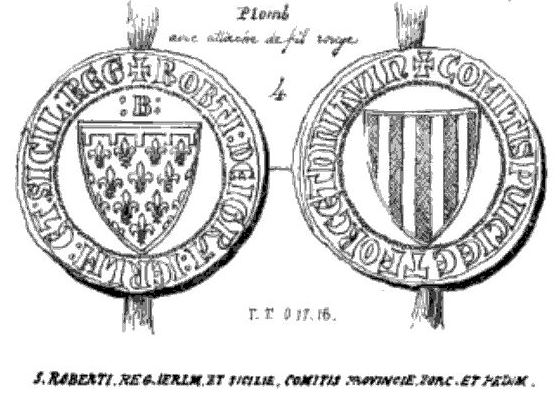
Verso e recto di un sigillo di Roberto il Saggio del 1336. La riproduzione evidenzia le armi d'Angiò-Sicilia (si noti il lambello di cinque pendenti) e di Provenza antica.

A completamento dell'analisi della sfragistica di Roberto, sempre facendo riferimento al lavoro del Blancard, è opportuno rilevare che, tra i sigilli da costui esaminati, un esemplare del 1336 indica che il Saggio s'avvalse, per rappresentare la dignità comitale, anche dell'arme di Provenza antica. Quest'ultima insegna, infatti, è riprodotta sul verso del detto sigillo, mentre, sul verso dello stesso, compare l'arme d'Angiò-Sicilia caratterizzata da un lambello di cinque pendenti.

Stemma partito di Gerusalemme e semipartito d'Angiò-Sicilia, riprodotto su un sigillo del 1314
Arme di Provenza antica
Arme d'Angiò-Sicilia con lambello di cinque pendenti

Regina consorte di Roberto il Saggio, che egli sposò in seconde nozze, fu Sancha di Maiorca, figlia di Giacomo II, Re di Maiorca. Sancha, in virtù del suo matrimonio con il sovrano napolitano, adottò uno stemma partito d'Angiò-Sicilia e d'Aragona, del quale alcune rappresentazioni sono visibili sulla faccia del citato sarcofago di Roberto a Santa Chiara, all'ingresso della detta basilica e all'interno del museo parte del relativo complesso monumentale.

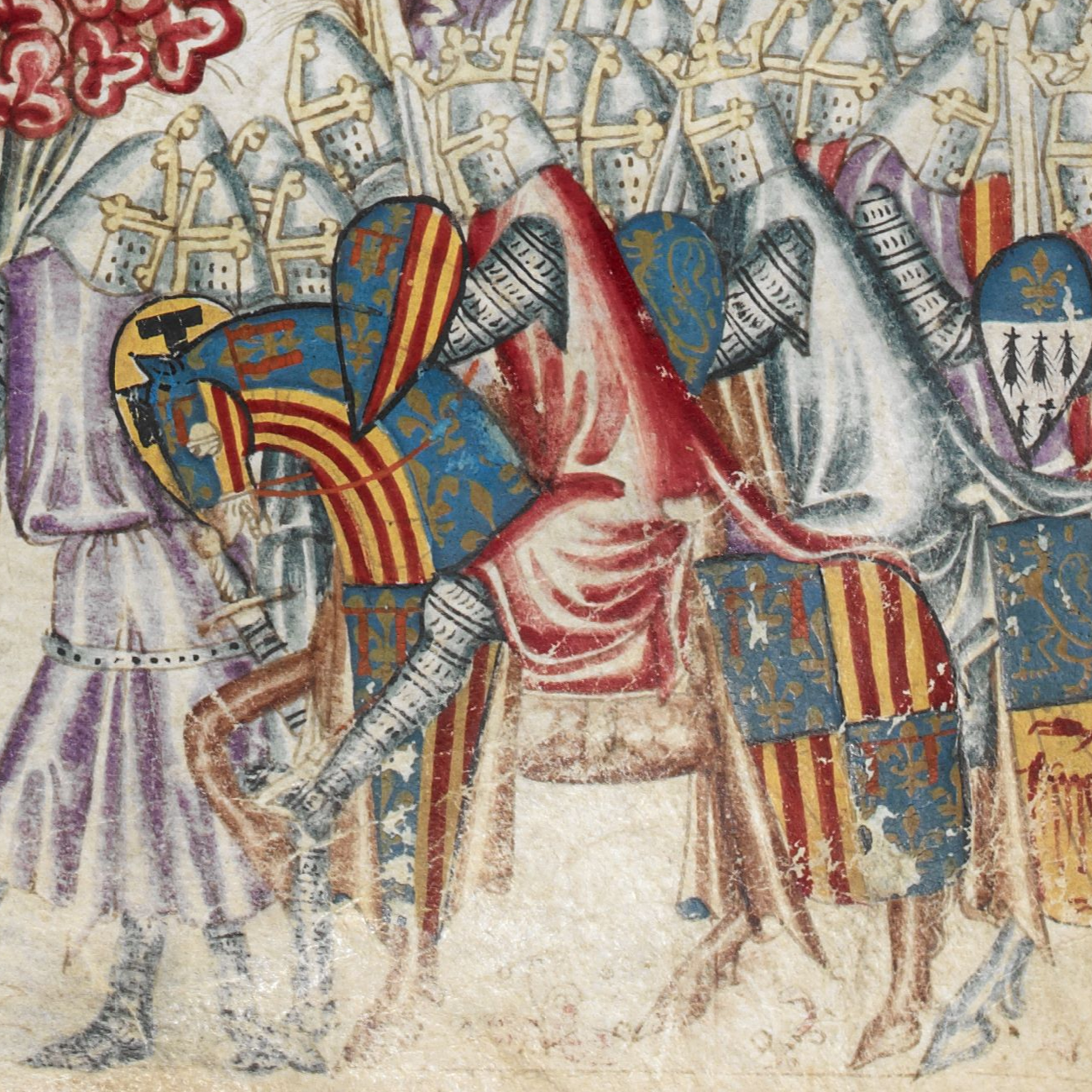
Particolare della miniatura al folio 35r dell'Histoire ancienne jusqu'à César. Sono evidenti le insegne di Sancha di Maiorca.

Tornando ai manoscritti commissionati da Roberto, si rileva che le insegne di Sancha sono riprodotte in due miniature, ai foli 35r e 35v, dell'Histoire: su tre scudi, l'insegna è raffigurata nella conformazione appena descritta, su di un altro, invece, il lambello è omesso. La barda di un cavallo, ancora, presenta le armi angioine e aragonesi inquartate, sia con Angiò-Sicilia nel primo e nel quarto e Aragona nel secondo e nel terzo, sia con ordine invertito. Anche nella Bibbia, la già menzionata miniatura al folio 4r, La genealogia angioina da Carlo I a Roberto il Saggio, mostra le insegne aragonesi: una trama che alterna i Pali d'Aragona a un giglio d'oro in campo azzurro, infatti, è visibile sul tessuto che riveste la seduta di Roberto e Sancha.

Stemma del Regno di Maiorca
Stemma di Sancha di Maiorca

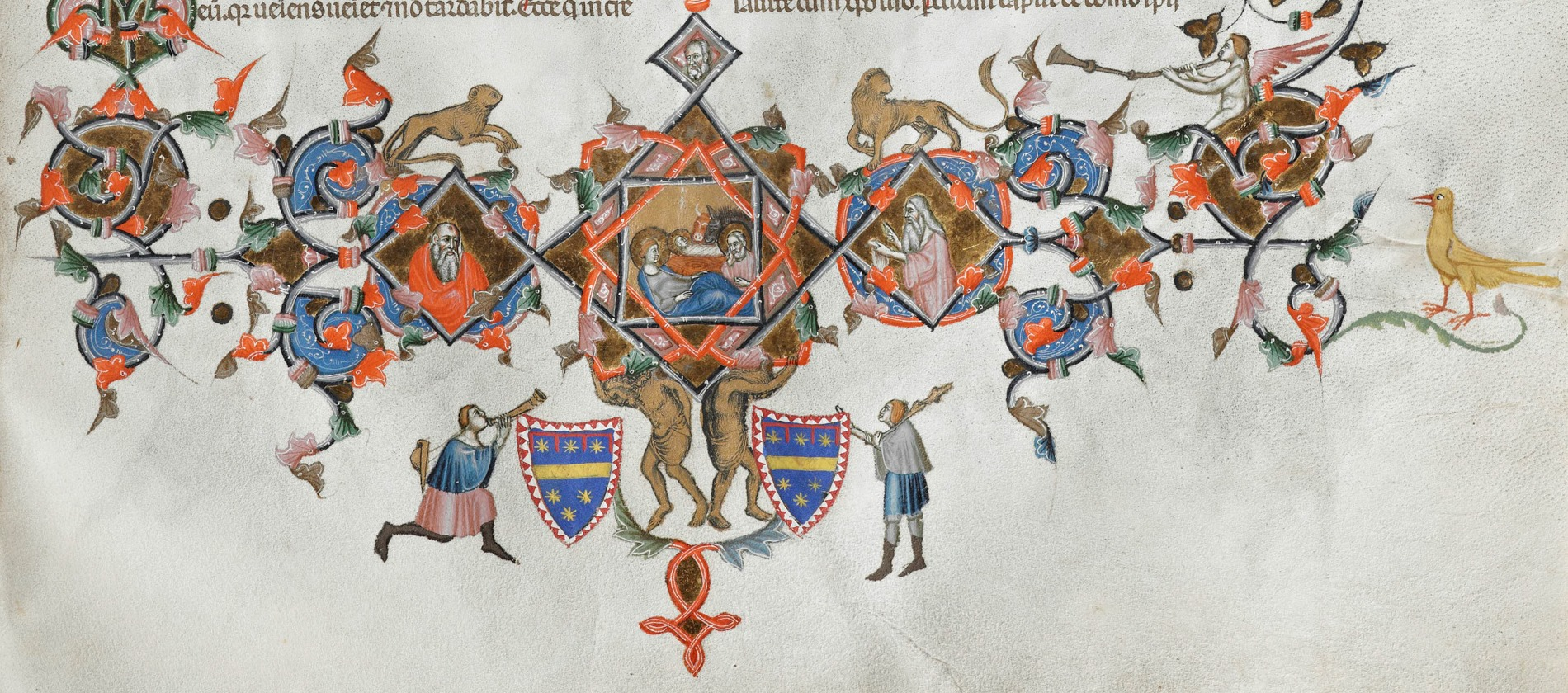
Particolare della miniatura a ornamento del folio 232r della Bibbia degli Angiò. Si notino i due stemmi di Niccolò Alunno d'Alife, posti al di sotto del riquadro centrale, raffigurante la Natività.

Un'altra insegna della quale è opportuno trattare è lo stemma inserito nei motivi ornamentali che decorano diversi foli della Bibbia. Si tratta dell'impresa di Niccolò Alunno d'Alife, dignitario alla corte di Roberto. Questa insegna, la cui presenza ripetuta indusse gli studiosi a congetturare svariate teorie circa la committenza e i tempi di realizzazione del manoscritto, fu miniata in un momento successivo, venendo sovrapposta a un altro stemma, che era quello di Andrea d'Ungheria, destinatario della Bibbia, insieme a sua moglie Giovanna. In realtà, Niccolò Alunno non fu committente, ma «supervisore dell'allestimento del codice», del quale, in seguito, entrò in effettivo possesso.

Stemma di Niccolò Alunno d'Alife

### Arme d'Angiò-Calabria
Successore di Roberto avrebbe dovuto essere il suo primogenito Carlo, già investito, come suo padre prima di lui, del titolo di duca di Calabria – titolo divenuto proprio degli eredi al trono di Napoli, in luogo di quello di Principe di Salerno. L'insegna portata da Roberto e da Carlo, come duchi di Calabria, fu l'arme d'Angiò-Sicilia, ulteriormente brisata da una bordura d'argento, la qual pezza, dunque, va intesa come una sovrabrisura. L'arme in parola, detta d'Angiò-Calabria, è collocata sul portale d'ingresso, dal lato interno, della certosa di San Martino a Napoli ed è riprodotta nel già citato manoscritto 1770 del fondo Peiresc della Biblioteca Inguimbertina. L'impresa, ancora, era visibile nell'antica torre del castello di La Tour-d'Aigues e compariva sull'originale reliquiario di Santa Maria Maddalena, nella Basilica di Saint-Maximin-la-Sainte-Baume.
(Blasonatura)

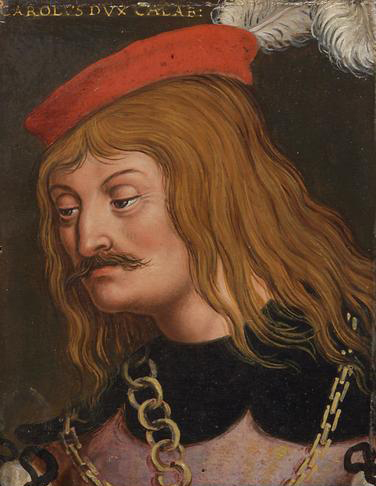
Carlo di Calabria, in un dipinto del pittore fiammingo Antoni Boys (XVI secolo).

Il Mérindol, inoltre, relativamente allo stemma del duca di Calabria, ritiene opportuno evidenziare che, spesso, esso viene erroneamente blasonato come un partito d'Angiò-Sicilia e di Gerusalemme, alla bordura d'argento: in realtà tale blasonatura non è affatto corretta, poiché, nelle proprie insegne, Carlo non portò mai il punto gerosolimitano.

Arme d'Angiò-Calabria
Errata rappresentazione dell'Arme d'Angiò-Calabria

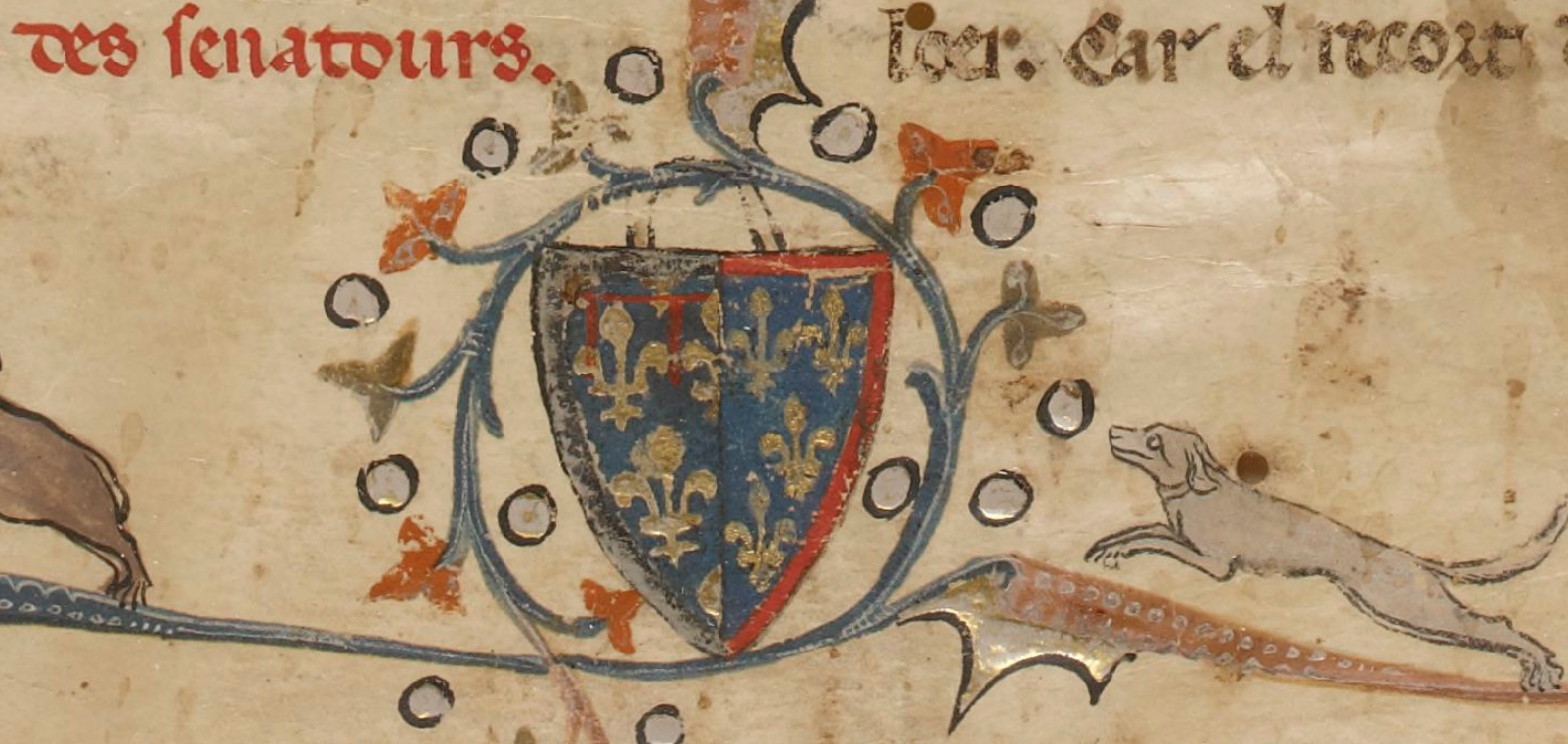
Particolare della miniatura a ornamento del folio 1 dei Faits des Romains, nella versione compilata a Napoli tra il 1324 e il 1328.

La seconda moglie di Carlo, Maria di Valois, adottò uno stemma semipartito, nel primo, d'Angiò-Calabria, ovvero l'arme maritale, testé descritta, e, nel secondo, di Valois antico, ovvero l'impresa paterna. Quest'ultima è d'azzurro, seminato di gigli d'oro (cioè di Francia antica), alla bordura di rosso. Lo stemma di Maria, come rilevato dall'Avril, è miniato nella versione compilata a Napoli, negli anni venti del XIV secolo, del manoscritto Faits des Romains, attualmente conservato presso la Biblioteca nazionale di Francia. Il codice fu commissionato da Carlo, a riprova di quel marcato interesse per il romanzo storico-cavalleresco, già proprio di Roberto suo padre e oltremodo diffuso nella capitale napolitana, in età angioina.

Stemma di Maria di Valois

### Arme di Gerusalemme e arme d'Angiò-Sicilia
Il duca di Calabria, però, non sopravvisse a suo padre il Re, sicché, a ereditare il Regno di Napoli fu la maggiore delle figlie di Carlo ancora in vita, Giovanna. La nipote di Roberto il Saggio si avvalse, come i suoi predecessori, dell'arme d'Angiò-Sicilia, ma, primariamente, la Regina utilizzò lo stemma partito di Gerusalemme e d'Angiò-Sicilia. Giovanna, infatti, fu la prima sovrana ad adoperare stabilmente il punto d'Angiò-Sicilia, in luogo di quello di Francia antica, nelle insegne partite con la Croce di Gerusalemme, come evidenziano sia i suoi sigilli, sia le monete coniate durante il suo regno.

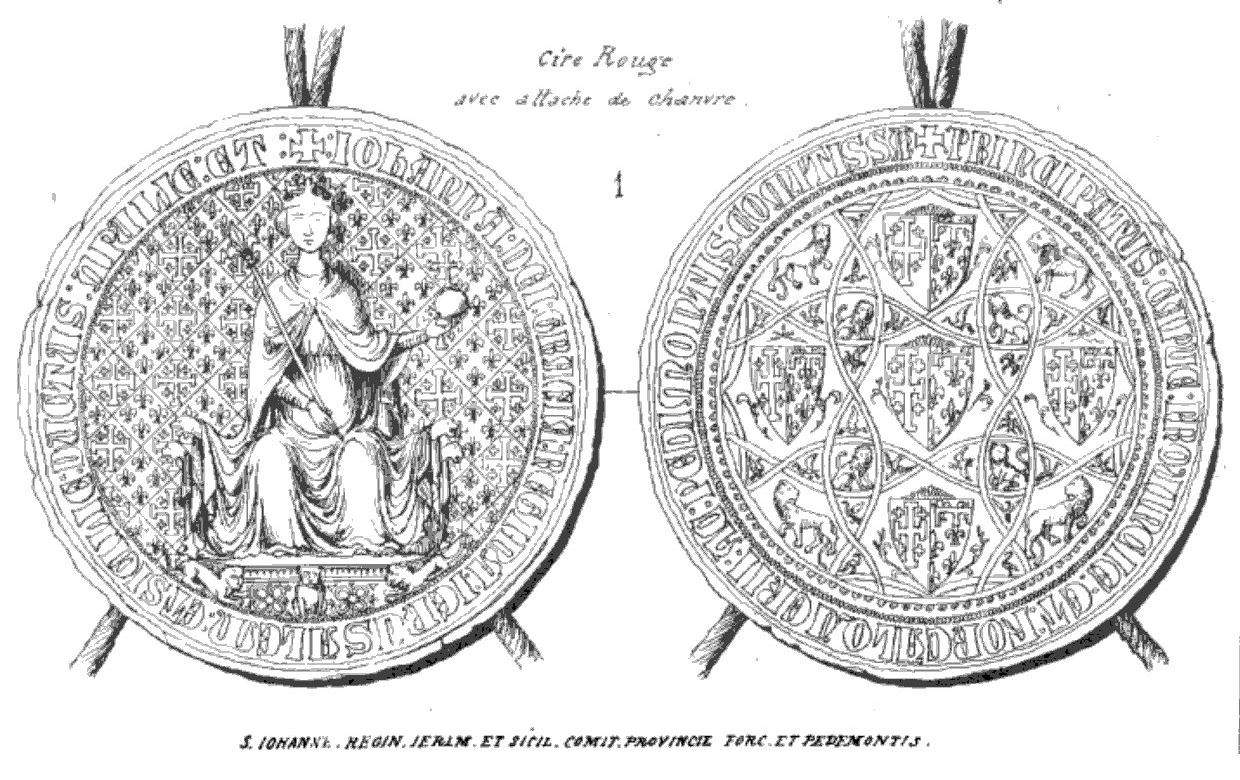
Riproduzione della gran sigillo della regina Giovanna. la legenda, distribuita su recto e verso recita: «+ IOHANNA : DEI GRACIA : REGINA : IERVSALEM : ET SICILIE : DVCATVS : APVLIE : ET : + PRINCIPATVS : CAPVE : PROVINCE : ET : FORCALQVERII : AC : PEDIMONTIS : COMITISSA».

Emblematico, al riguardo, è il suo gran sigillo, che presenta, nel verso, motivi ornamentali, che disegnano una croce, nei bracci della quale, sono disposti cinque stemmi partiti di Gerusalemme e d'Angiò-Sicilia; mentre, sul recto, in primo piano, è rappresentata la sovrana, che, seduta, regge un globo crucigero e, sullo sfondo, un motivo di tessere romboidali, che alternano i gigli di Francia alla Croce di Gerusalemme.

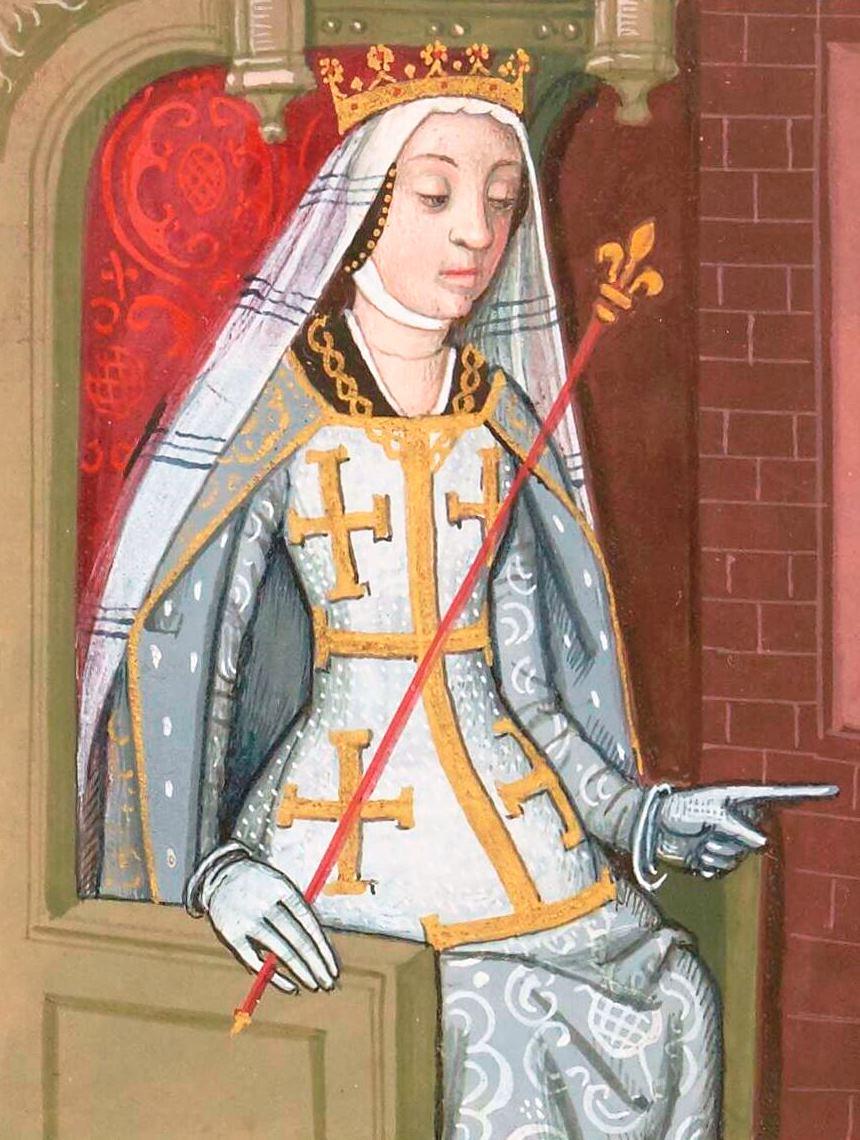
Giovanna I vestita con l'impresa gerosolimitana. Dettaglio di una miniatura tratta da una varsione francese del De mulieribus claris di Giovanni Boccaccio (folio 93v, MS 599 Biblioteca nazionale di Francia).

A Giovanna è ascrivibile anche un altro primato. Rileva, infatti, Luigi Borgia che «[...] fu all'epoca in cui la regina Giovanna I governò Napoli insieme con il secondo marito Luigi d'Angiò [...] (anni 1352-1362), che, sullo scudo reale, si invertì la posizione dei punti gerosolimitano e angioino [...]». Il Borgia precisa che tale inversione dell'«ordine di precedenza» non fu affatto assoluta, come dimostra, per altro, la monetazione del periodo in questione, ma si configura come un fondamentale precedente che condizionerà anche l'araldica dei successivi sovrani. Un esempio, riconducibile al periodo in parola, di stemma partito con Angiò-Sicilia, posta nel primo, e Gerusalemme, posta nel secondo, ci viene fornito da uno dei due scudi che sovrastano il «superbo portale della facciata orientale della cattedrale di Altamura, una delle chiese già palatine della Puglia».
È necessario evidenziare, però, che l'attribuire a Giovanna e Luigi il primato dell'inversione dei detti punti dell'arme contrasterebbe con quanto riportato in merito alle insegne, riferibili a Roberto il Saggio, riprodotte sul reliquiario della Maddalena e nelle miniature dell'Histoire ancienne jusqu'à César.

Stemma partito di Gerusalemme e d'Angiò-Sicilia
Stemma partito d'Angiò-Sicilia e di Gerusalemme

### Arme di Provenza antica

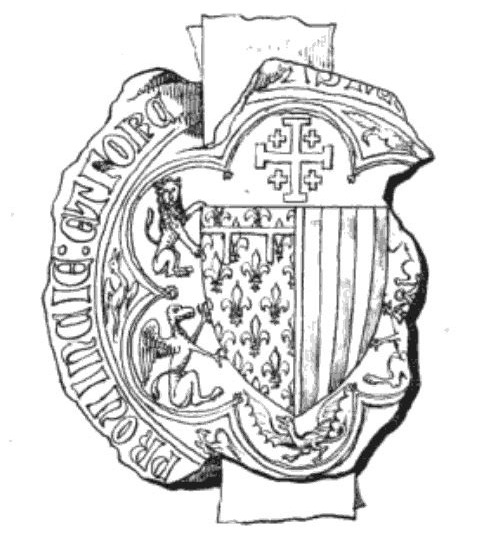
Ricostruzione del sigillo di Giovanna I che autenticò un documento del 6 ottobre 1377: lo stemma che caratterizza l'impronta è semipartito d'Angiò-Sicilia e Provenza antica.

Al pari dei suoi predecessori conti di Provenza, anche Giovanna si avvalse della relativa insegna, come dimostra un suo sigillo, relativo a un atto del 1346, che riporta, sul dritto, l'arme d'Angiò-Sicilia – caratterizzata da un lambello a cinque pendenti – e, sul rovescio, l'arme di Provenza antica. Difformemente, invece, dagli altri regnanti angioini, Giovanna adoperò anche uno stemma partito d'Angiò-Sicilia e di Provenza antica; ce ne fornisce traccia un altro suo sigillo. Lo scudo, inscritto in un motivo ornamentale, è retto da una coppia di leoni, una coppia di grifoni e un drago volante, mentre è sormontato da una Croce di Gerusalemme. Il Blancard, nel descrivere l'impresa, riferisce che il lambello dell'arme angioina è di due pendenti, mentre l'arme provenzale è un palato di sei pezzi. Invero, la riproduzione grafica del sigillo in questione chiarisce che l'impresa si compone, invece, dei semipartiti dell'una e dell'altra arme.

Arme d'Angiò antico ovvero d'Angiò-Sicilia ovvero di Napoli
Arme di Provenza antica
Stemma semipartito d'Angiò-Sicilia e di Provenza antica

Nonostante i suoi quattro matrimoni, nessuno dei figli di Giovanna le sopravvisse, cosicché, priva di eredi diretti, la sovrana adottò Luigi d'Angiò-Valois, fratello di Carlo V di Francia: si estingueva così il ramo napoletano della Casa d'Angiò-Sicilia.

## Casa d'Angiò-Taranto

### Arme d'Angiò-Taranto
Il ramo tarantino della Casa d'Angiò ebbe origine da Filippo, quarto figlio maschio di Carlo lo Zoppo e Maria d'Árpád, allorquando, nel 1294, fu creato principe di Taranto da suo padre. L'impresa adottata da Filippo, essendo costui figlio ultragenito, non poteva che essere una brisura dell'arme d'Angiò-Sicilia – insegna propria della dinastia angioina, in uso a suo padre. Era da escludere, inoltre, che il principe di Taranto si servisse di uno stemma che contemplasse anche l'arme di Gerusalemme, poiché la pretensione gerosolimitana era connessa unicamente al Regno di Napoli e, pertanto, al suo sovrano. La scelta di Filippo, dunque, ricadde su un'impresa, priva della Croce di Gerusalemme, che già era stata di Carlo lo Zoppo e che quest'ultimo aveva portato in quanto principe di Salerno e aveva cessato di adoperare, dopo la sua ascesa al trono di Napoli. Il cessato utilizzo di detto stemma da parte di Carlo diede facoltà a Filippo di poterlo adottare liberamente. L'insegna in questione, detta arme d'Angiò-Taranto, è
(Blasonatura)

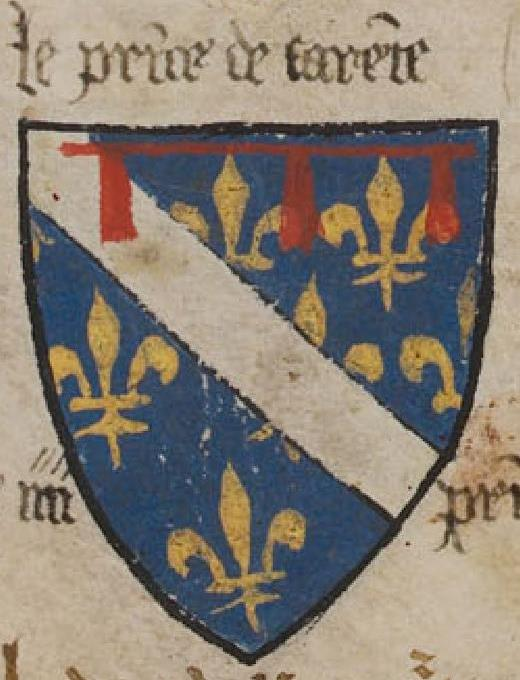
Arme d'Angiò-Taranto, rappresentata con l'inversione dell'ordine di banda e lambello. Miniatura dalArmorial Le Breton, armoriale miniato tra il XIII e il XV secolo.

ovvero, come s'è detto, «il risultato di una sovrapposizione di tre piani diversi, ottenuta dapprima brisando e poi sovrabrisando lo stemma originario capetingio». È opportuno, però, constatare che non di rado tale insegna fu oggetto di una vera e propria permutazione del corretto ordine di brisura e sovrabrisura: in sostanza, in diverse sue rappresentazioni è possibile ravvisare una sorta di inversione delle posizioni di banda e lambello, per cui, è quest'ultima pezza a sovrastare la prima e non viceversa. Più che a un mero errore di riproduzione dell'impresa, a questa pratica, riconducibile a una precisa volontà dei principi di Taranto, possono essere attribuite motivazioni di carattere prettamente politico: essi, «probabilmente per rendere più discreta la loro posizione genealogica di cadetti di un ramo cadetto della Casa di Francia», affidarono al simbolismo araldico la funzione di veicolare quella particolare autonomia e sovranità di cui godette la Casa d'Angiò-Taranto.

Arme d'Angiò antico ovvero d'Angiò-Sicilia ovvero di Napoli
Arme d'Angiò-Taranto
Arme d'Angiò-Taranto, con inversione di brisura e sovrabrisura

Il carico araldico che contraddistingue lo stemma di Filippo I di Taranto è, dunque, la banda, che, sebbene sia frequentemente adoperata come brisura, è utilizzata assai sporadicamente come sovrabrisura. In via generale, detta pezza, secondo il Ginanni «rappresenta il balteo, o sia pendaglio della Spada, ed è contrassegno d'onori, e dignità militari». Similmente, il Crollalanza, che sposa l'interpretazione del Ginanni, sottolinea, con un esplicito richiamo alla figura degli «antichi cavalieri», che la banda «fu dall'araldica posta fra le pezze onorevoli come contrassegno d'onori e dignità militari» – aggiungendo, in second'ordine, che la banda potrebbe rappresentare altresì la sciarpa indossata a tracolla in ambito militare. Quanto allo smalto che la caratterizza nell'impresa in esame, ovvero, l'argento, certamente, esso, in quanto metallo, costituisce, dopo l'oro, «la tinta più pregiata del blasone»: tale smalto, riporta sempre il Crollalanza, simboleggia una pluralità di concetti e virtù, quali: abilità, clemenza, fede, temperanza, integrità, verità e purezza; ma è anche simbolo di dignità e nobiltà.

### Arme di Courtenay-Costantinopoli

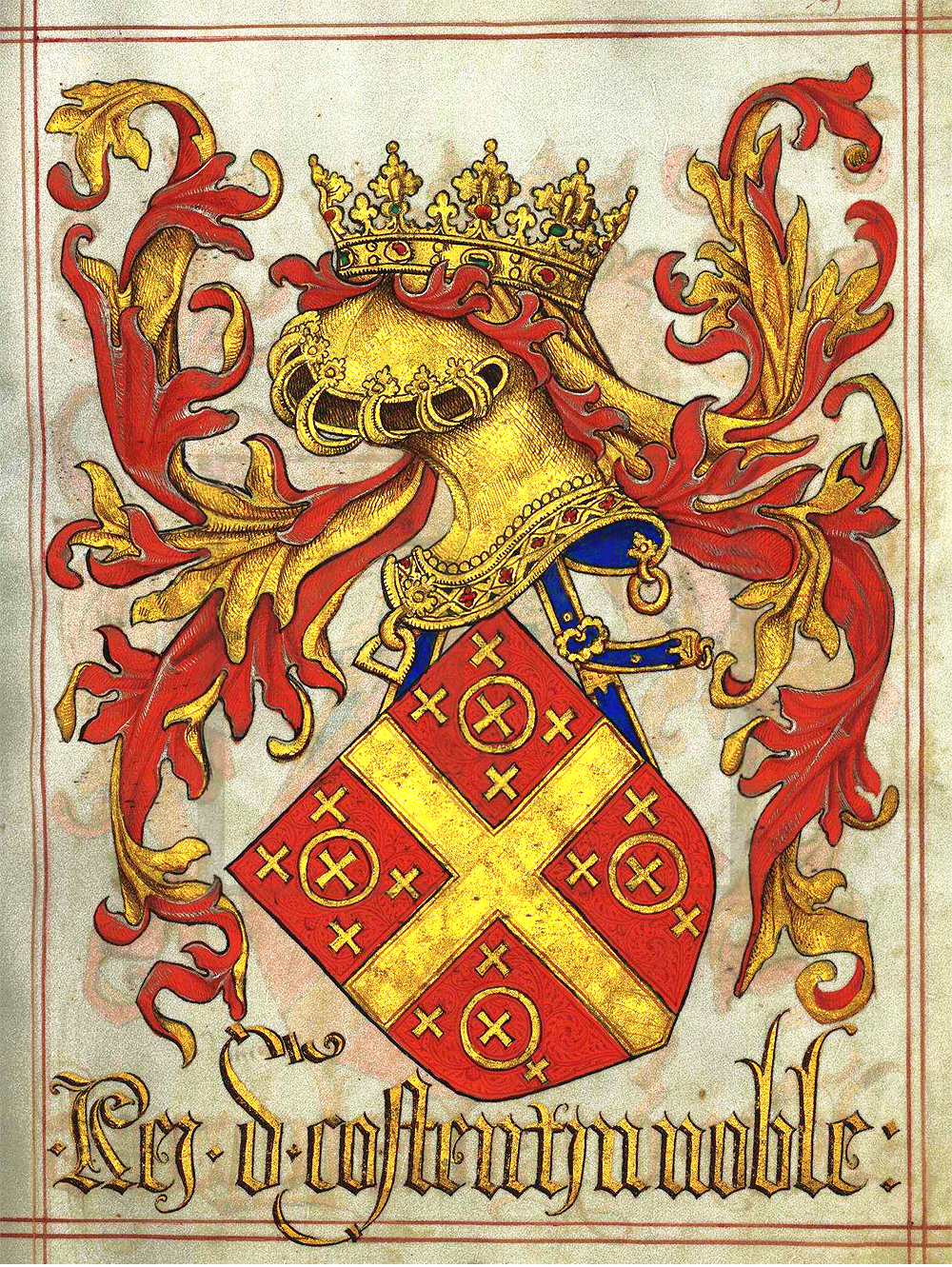
Stemma dell'Impero latino di Costantinopoli. Miniatura dal Livro do Armeiro-Mor.

Nel 1313, Filippo sposò Caterina di Valois-Courtenay, Imperatrice titolare dell'Impero latino di Costantinopoli, stato crociato esistito tra il 1204 e il 1261 e poi riconquistato dai Bizantini. La pretensione vantata da Caterina sul trono imperiale non indusse Filippo ad apportare alcuna variazione alla propria insegna: egli, infatti, si limitò ad adoperare, accanto all'arme d'Angiò-Taranto, anche l'arme di Courtenay-Costantinopoli, che è
(Blasonatura)
Diversamente fece suo figlio Roberto, che successe al padre quale principe di Taranto e alla madre quale imperatore titolare dell'Impero latino: costui, infatti, portò uno stemma partito d'Angiò-Taranto e di Courtenay-Costantinopoli. Al riguardo, il Summonte, nel descrivere il sepolcro che fu realizzato per Roberto, nella chiesa napoletana di San Giorgio Maggiore, riferisce che, sullo stesso, erano visibili «l'Insegne di Gigli, con quelle dell'Imperio di Costantinopoli».

Stemma dell'Impero latino di Costantinopoli
Stemma di Roberto di Taranto

Filippo e Caterina, oltre a Roberto, ebbero altri due figli maschi: Luigi e Filippo II. Il primo, non adottò propriamente lo stemma partito d'Angiò-Taranto e di Courtenay-Costantinopoli – sebbene gli possa essere associata una sua variante – il secondo, invece, verosimilmente, se ne avvalse.

### Arme di Gerusalemme e arme d'Angiò-Taranto

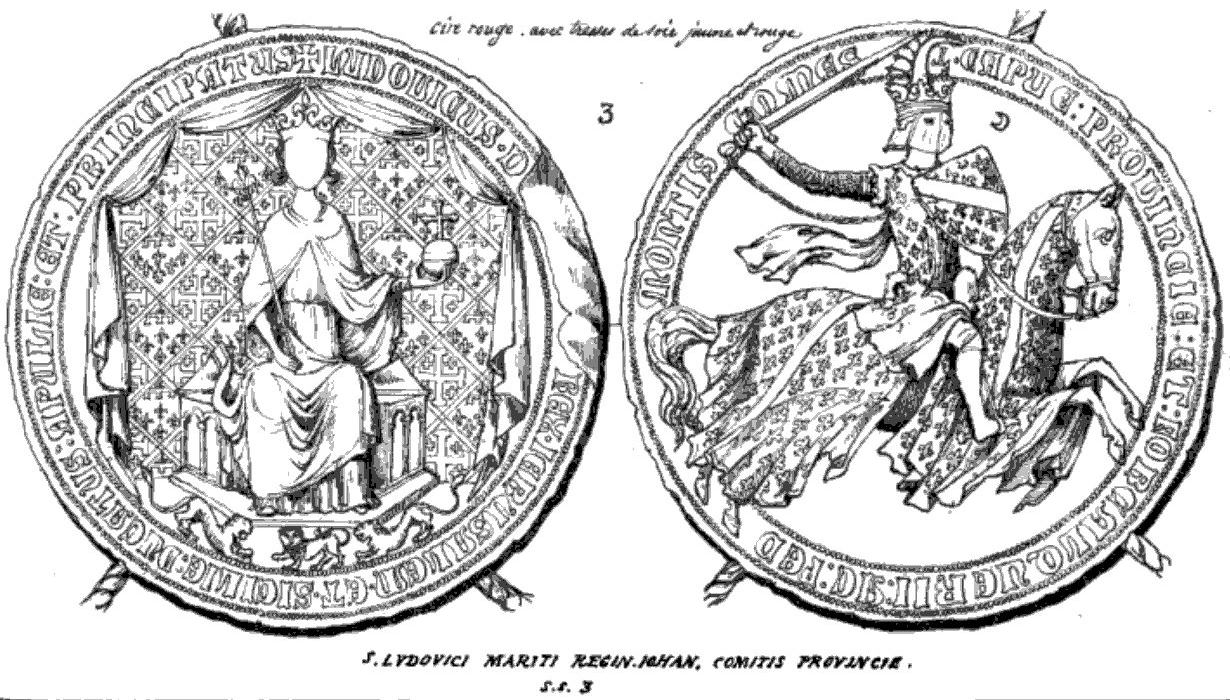
Gran sigillo di Luigi di Taranto. Sul verso, lo scudo del cavaliere e la barda del cavallo evidenziano l'arme di Francia antica brisata solamente da una banda, con l'omissione del lambello. Quest'ultimo, invece, è presente sul dritto, dove, alla figura del sovrano, fa da sfondo un motivo ornamentale composto da rombi che contengono, alternate, l'arme d'Angiò-Sicilia e la Croce gerosolimitana.

Luigi fu secondo marito della regina Giovanna I di Napoli e, dunque, sovrano consorte, fino al 1352, e sovrano regnante – governando congiuntamente con Giovanna – da quell'anno, sino alla sua morte. Christian de Mérindol ascrive a Luigi l'adozione della medesima insegna del padre, ovvero l'arme d'Angiò-Taranto. Il Mérindol, al riguardo, cita quale evidenza il «magnifico» sigillo reale di Luigi, sul cui verso figurano le insegne di Francia antica, brisate da una banda: nel caso in ispecie, sottolinea l'araldista, l'omissione del lambello rende, il semplice seminato di gilgli, rappresentativo dell'arme d'Angiò-Sicilia. Il dritto del medesimo sigillo, invece, mostra un'impronta il cui sfondo è caratterizzato da un arazzo, sul quale si alternano le armi di Gerusalemme e Angiò-Sicilia. A Luigi, inoltre, è ascrivibile l'impiego di stemmi partiti in cui le insegne gerosolimitana e angioina appaiono combinate, sia in tale ordine, sia nell'ordine inverso.

Arme d'Angiò-Taranto
Arme d'Angiò-Taranto, con omissione del lambello
Stemma partito di Gerusalemme e d'Angiò-Sicilia
Stemma partito d'Angiò-Sicilia e di Gerusalemme

Filippo II, che fu terzo marito di Maria, sorella della predetta Giovanna, successe, invece, a Roberto, ereditando il Principato di Taranto e il titolo imperiale, ma, morendo senza figli, fu l'ultimo esponente maschio della Casa d'Angiò-Taranto: a subentrargli nei suoi titoli, infatti, fu Giacomo del Balzo, figlio di sua sorella Margherita e di Francesco I del Balzo.

## Casa d'Angiò-Durazzo

### La bordura composta

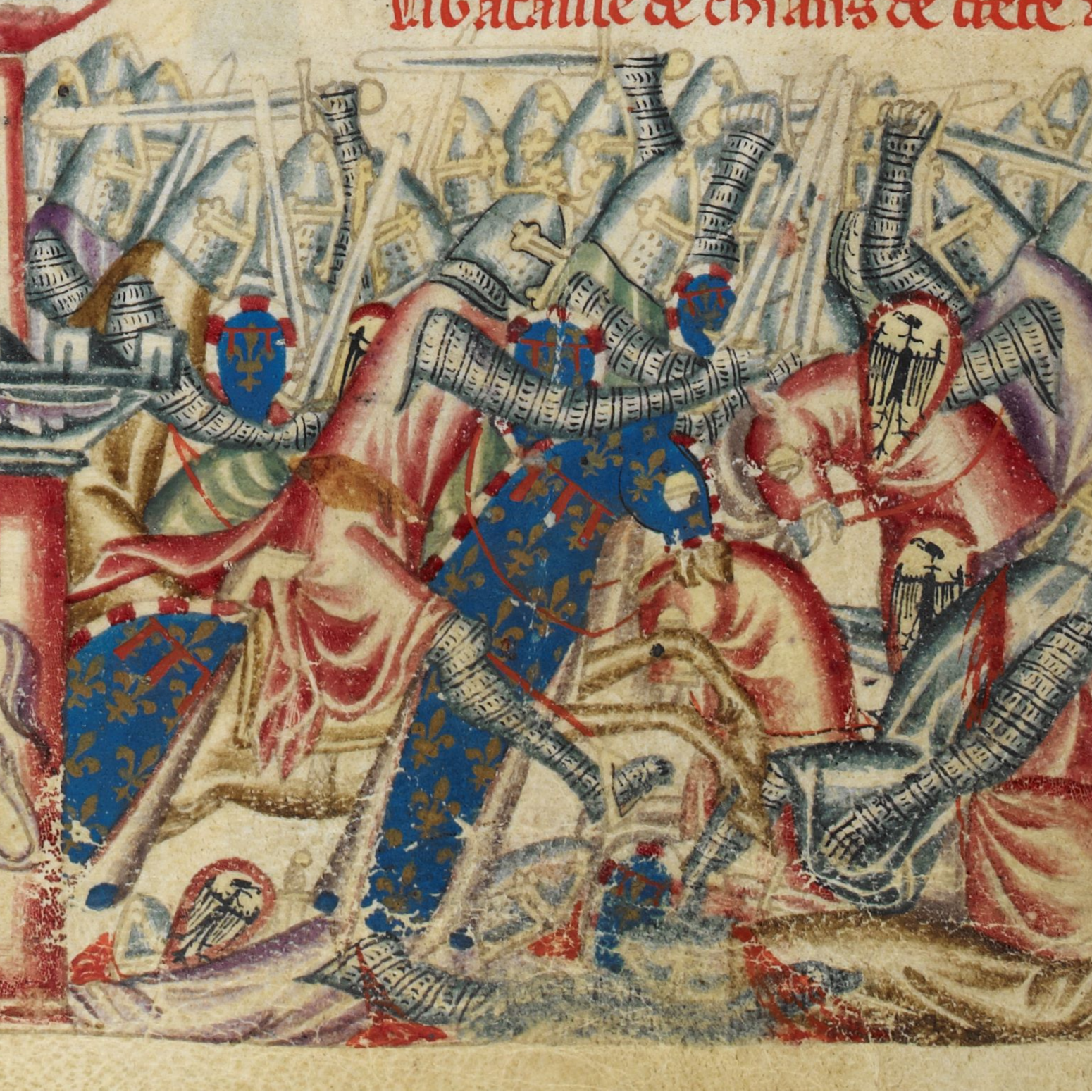
Particolare della miniatura Viaggio dei cretesi contro Atene e battaglia terrestre, al folio 21v dell'Histoire ancienne jusqu'à César: sono evidenti le insegne d'Angiò-Durazzo.

Il capostipite della Casa d'Angiò-Durazzo fu il sesto figlio maschio di Carlo lo Zoppo e Maria d'Árpád, Giovanni. Costui, in seguito alle articolate vicende che seguirono il suo matrimonio con Matilde di Hainaut, riuscì a ottenere il Principato d'Acaia, già storico possedimento angioino, che, successivamente, egli cedette a Roberto di Taranto, in cambio del [[Regno d'Albania (1272-1368)[Regno d'Albania]], ormai ridotto ai soli territori circostanti la città di Durazzo, della quale assunse il titolo di duca.

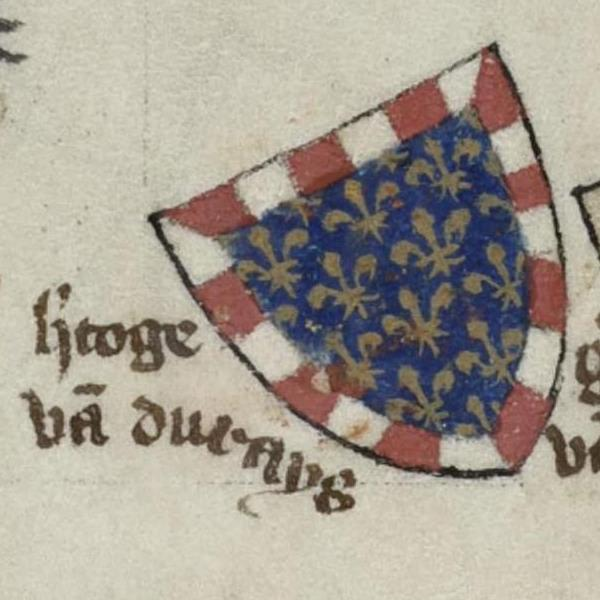
Arme d'Angiò-Durazzo (con omissione del lambello), accompagnata dalla legenda "Htoge va Durays". Dettaglio dal folio 67v del Wapenboek Gelre.

Molto probabilmente, fu già Giovanni a introdurre la sovrabrisura che caratterizzò l'arme d'Angiò-Durazzo, ovvero la bordura composta: l'insegna durazzesca, infatti, è d'Angiò-Sicilia alla bordura composta d'argento e di rosso. In seconde nozze, il duca Giovanni sposò Agnese di Périgord, dalla quale ebbe tre figli: Carlo, Luigi – padre del futuro sovrano Carlo III di Napoli – e Roberto. Carlo, primogenito di Giovanni, fu suo successore, egli, sicuramente, portò la predetta arme d'Angiò-Durazzo, come testimoniano i bassorilievi che adornano il suo sepolcro nella basilica di San Lorenzo Maggiore a Napoli. L'arme d'Angiò-Durazzo fu in uso anche a Roberto, fratello minore di Carlo: due sigilli, uno del 1353 e uno del 1355, ne forniscono riscontro. Al duca Carlo, non sopravvissero che figlie femmine. La maggiore di esse, Giovanna, sua succeditrice e ultima duchessa di Durazzo, adottò le medesime insegne paterne: ne costituiscono evidenza, come nel caso di Carlo, i motivi scultorei a ornamento della sua tomba, sempre a San Lorenzo Maggiore. Sorelle minori di Giovanna di Durazzo furono Agnese, Clementina e Margherita. 

Arme d'Angiò-Durazzo
Arme d'Angiò-Durazzo con omissione del lambello[nota 23]

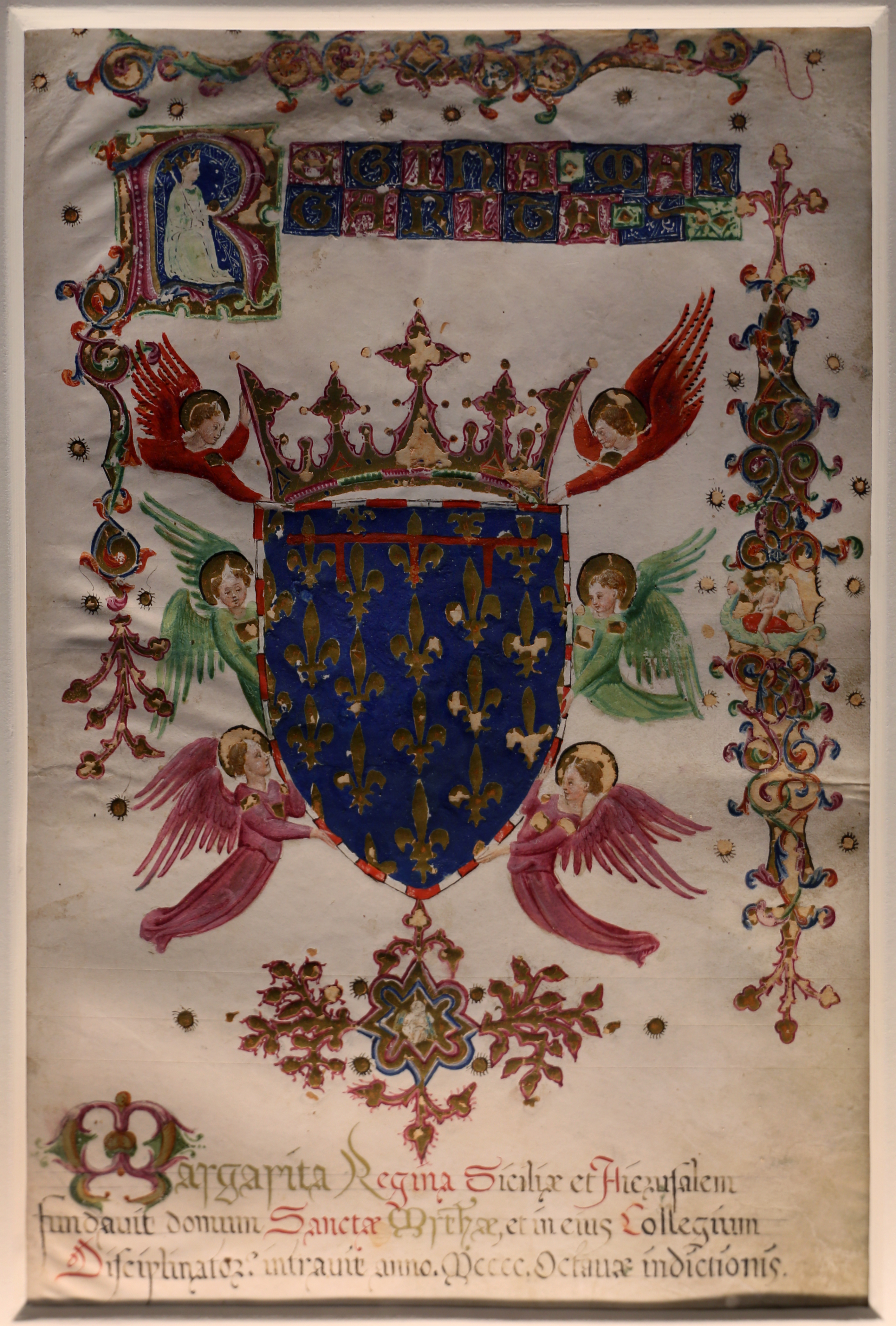
Folio 4 del Codice di Santa Marta, intitolato a Margherita di Durazzo. Alla regina consorte è riferita l'arme d'Angiò-Durazzo, caratterizzata da un lambello di rosso di tre pendenti e da una bordura composta di 39 pezzi d'argento e di rosso.

Quest'ultima – a cui è certamente ascrivibile l'utilizzo dell'impresa alla bordura composta d'argento e di rosso – andò in sposa a suo cugino Carlo – figlio di Luigi – che portò, non senza difficoltà, la Casa d'Angiò-Durazzo alla sovranità sul Regno di Napoli: costui, infatti, dovette scontrarsi con Ottone di Brunswick, quarto marito della regina Giovanna I d'Angiò-Sicilia, e, successivamente, vincere le resistenze di Luigi d'Angiò-Valois, erede designato della stessa Giovanna. Inoltre, spodestando temporaneamente Maria d'Ungheria – figlia di Luigi il Grande – Carlo ottenne anche la corona magiara, ma, vittima di un complotto, fu deposto e, quindi, assassinato. A Carlo, sul trono di Napoli, successero i suoi figli, prima Ladislao, morto senza discendenti diretti, e poi Giovanna, la quale, ugualmente priva di eredi, indicò quale suo successore, prima, Alfonso il Magnanimo – in seguito ricusato – e, poi, Luigi III d'Angiò-Valois.

### Arme d'Angiò-Durazzo e arme di Gerusalemme
Le insegne dei tre sovrani durazzeschi e della regina consorte Margherita furono finemente alluminate su fogli di pergamena, che andarono a comporre il Codice di Santa Marta, codice miniato che raccolse gli stemmi – realizzati nell'arco di due secoli, dall'anno 1400 all'anno 1600 – degli iscritti – monarchi, sovrani consorti e nobili – alla Confraternita di Santa Marta, ufficialmente Collegium Disciplinatorum Sanctae Marthae, fondata per volere di Margherita di Durazzo, in memoria di Carlo III, e che ebbe sede presso la chiesa monumentale di Santa Marta a Napoli, edificata sempre per volere di Margherita.
I fogli 3 e 4 del Codice sono dedicati proprio al primo sovrano durazzesco e alla regina fondatrice della Confraternita. In cima a quest'ultima pergamena, infatti, si legge REGINA MARGARITA, mentre, in calce, compare la scritta: «Margarita Regina Siciliæ et Hierusalem fundavit domum Sanctæ Marthæ, et in eius Collegium Disciplinatorum intravit anno MCCCC octavæ indictionis». Al centro del folio è collocata l'arme d'Angiò-Durazzo, timbrata da una corona gigliata: scudo e corona sono sorretti da sei angioletti, tre per lato, mentre fregi caratterizzati da motivi ornamentali decorano stemma e pergamena.

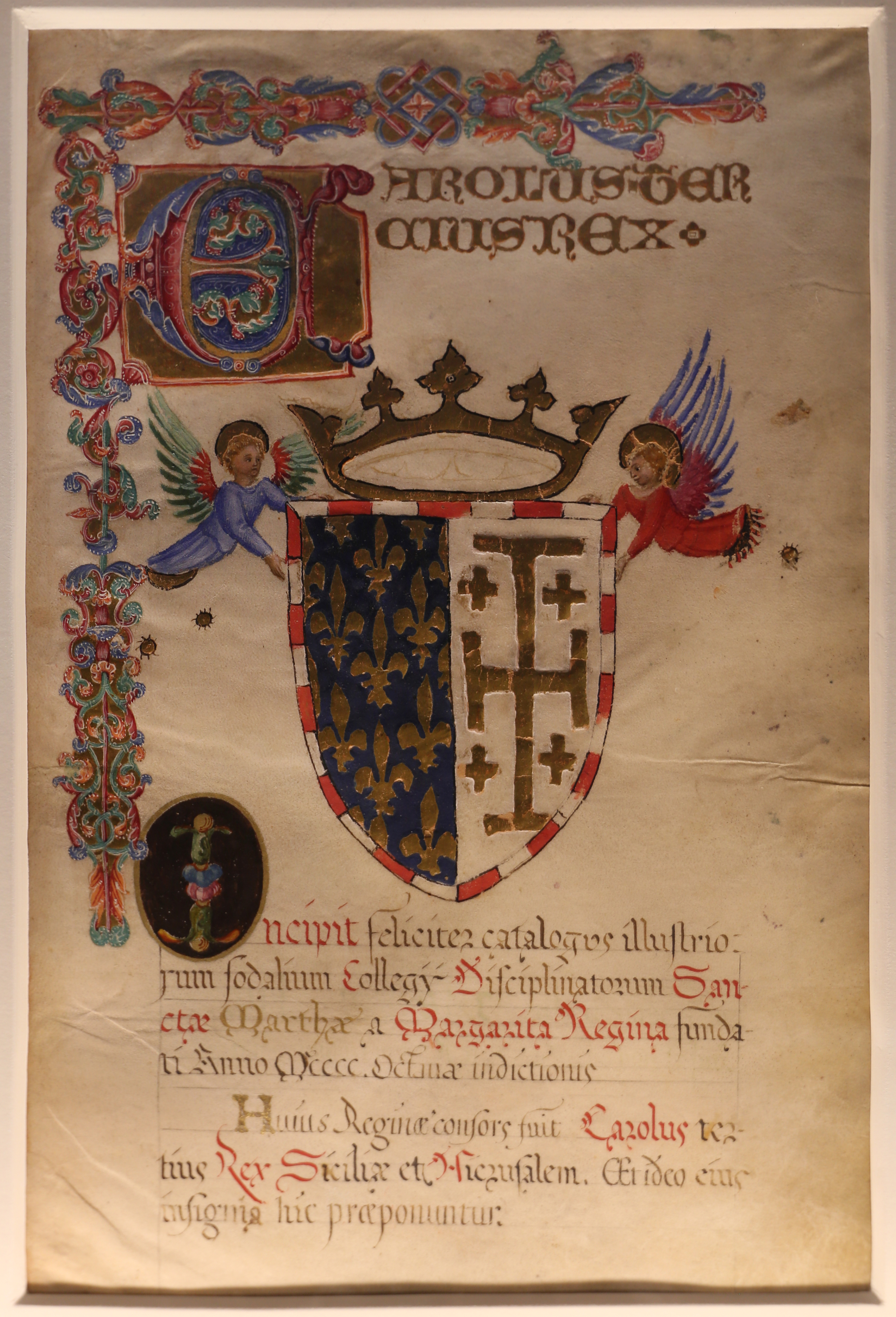
Il folio 3 del Codice di Santa Marta, dedicato alla memoria di Carlo III, reca, per il sovrano napoletano, uno stemma partito di Francia antica e di Gerusalemme alla bordura composta di 28 pezzi d'argento e di rosso.

Estremamente interessante, invece, è l'insegna alluminata in memomria di Carlo III: lo stemma, timbrato da una corona e sorretto da due angioletti, è inserito tra elementi decorativi posti ai margini superiore e sinsitro della pergamena, la quale, in cima, reca la scritta CAROLUS TERCIUS REX. L'arma riferita a Carlo, dunque, è partita di Francia antica e di Gerusalemme alla bordura composta d'argento e di rosso, una combinazione questa che suscita perplessità nel Mérindol. L'araldista francese, infatti, ipotizza che detto stemma non sia stato effettivamente in uso a Carlo III, ma attribuito postumo: secondo il Mérindol, infatti, Carlo non avrebbe adoperato la Croce di Gerusalemme nelle proprie insegne, ma esclusivamente l'arme d'Angiò-Sicilia (ovvero l'arme di Francia antica) alla bordura composta d'argento e di rosso.
Un'altra rappresentazione artistica potrebbe corroborare l'effettivo utilizzo della Croce gerosolimitana da parte del durazzesco. L'opera in parola è il dipinto La conquista di Napoli da parte di Carlo di Durazzo, la cui realizzazione, a seconda delle diverse ipotesi, può essere collocata negli anni in cui Carlo divenne Re di Napoli oppure immediatamente prima delle nozze di suo figlio Ladislao con Maria di Lusignano. Nel dipinto, viene riferito al sovrano uno stemma partito, nel primo, d'Angiò-Durazzo e, nel secondo, di Gerusalemme. Un'insegna, dunque, molto simile a quella miniata nel Codice di Santa Marta, dalla quale differisce per la presenza del lambello, a brisare il seminato di gigli, e per la bordura composta che è limitata alla prima partizione: «[...] tuttavia queste variazioni non possono intendersi come rilevanti, visto il carattere mutevole, a quest'altezza cronologica, dell'impiego di tali elementi, non ancora cristallizzati entro rigide regole araldiche».
La conferma definitiva dell'adozione dell'arme di Gerusalemme da parte di Carlo III arriva, però, dalla sfragistica del sovrano durazzesco. Descrivendo uno dei suoi sigilli, il medievalista ungherese György Rácz, infatti, riferisce: «[...] sul dritto si vedono due blasoni, di cui quello di destra è lo stemma degli Angiò con il lambello, mentre quello di sinistra è lo stemma del re di Gerusalemme. Sul rovescio si vede [...] lo stemma unificato della casa degli Angiò e di quello del regno di Gerusalemme». Tale stemma partito d'Angiò-Sicilia e di Gerusalemme, che, dunque, è privo della bordura composta, è ricondotto a Carlo III anche dall'araldista tedesco Ottfried Neubecker – il quale, a sua volta, per l'analisi delle insegne dei Capetingi, fa riferimento al Pinoteau. È interesante evidenziare come, sempre il Neubecker, associ lo stemma del dipinto La conquista di Napoli da parte di Carlo di Durazzo a Ladislao, ma non a Carlo.

Stemma di Carlo III come miniato nel Codice di Santa Marta
Stemma di Carlo e/o di Ladislao dal dipinto La conquista di Napoli da parte di Carlo di Durazzo

### Arme interzata in palo

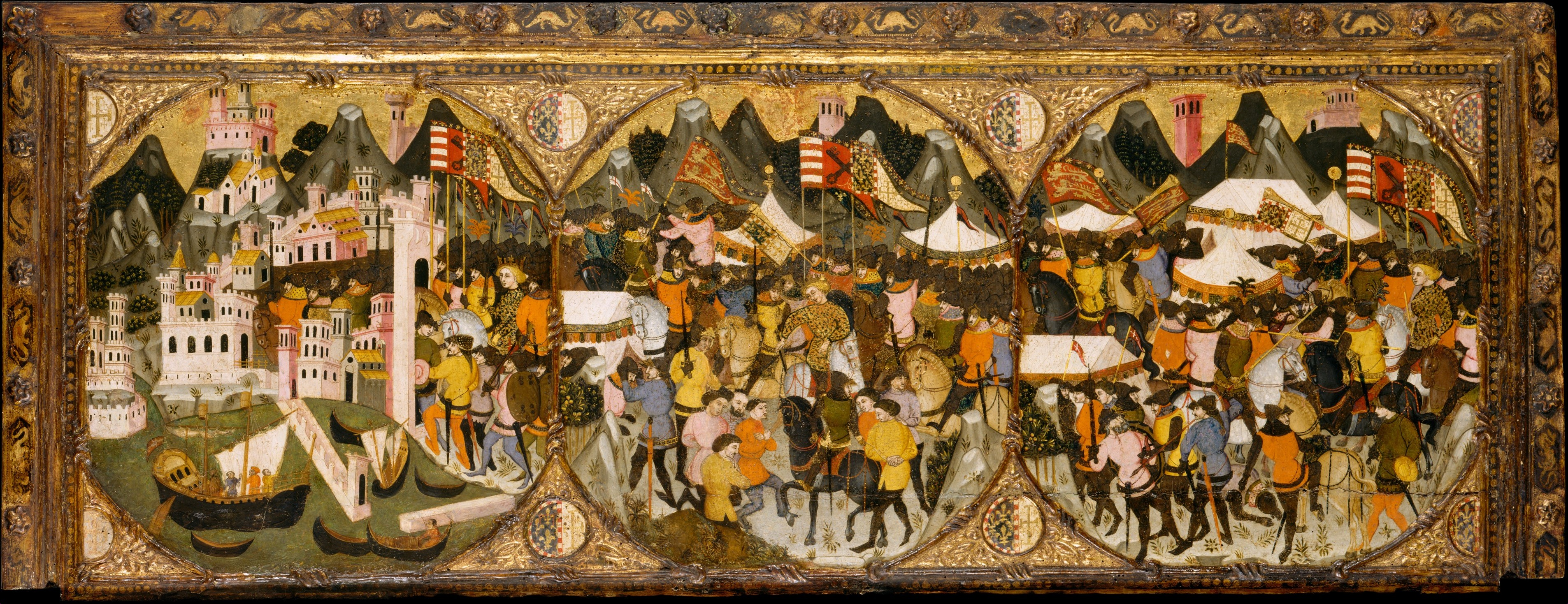
La conquista di Napoli da parte di Carlo di Durazzo ("Maestro di Carlo da Durazzo", tempera su legno). Lo stemma partito d'Angiò-Durazzo e di Gerusalemme è sia inserito nei medaglioni posti entro l'incorniciatura in pastiglia dorata che decora il dipinto, sia rappresentato sui vessilli tenuti dall'esercito vincitore sul campo di battaglia, insieme alle insegne pontificie e d'Angiò-Ungheria.

La presenza del punto gerosolimitano nelle insegne di Carlo III è confermata anche da Luigi Borgia, che, oltre a citare lo stemma del Codice di Santa Marta, ascrive al durazzesco, una volta divenuto anche Re d'Ungheria, l'adozione di un'ulteriore impresa: «questo sovrano modificò il suo scudo "partito" in un "interzato in palo", cioè diviso in tre parti eguali da due linee verticali, nel quale i due quarti d'Angiò e di Gerusalemme vennero fatti precedere dall'insegna reale ungherese, un "fasciato di otto pezzi di rosso e d'argento" [...]». Anche Ottfried Neubecker imputa a Carlo l'adozione del detto interzato, caratterizzato, però, dalla presenza dell'arme di Francia antica, in luogo di quella d'Angiò-Sicilia. È opportuno sottolineare, inoltre, che, talvolta, è possibile rinvenire blasonature di questo stemma che invertono le posizioni dell'arme gerosolimitana e dell'arme angioino-siciliana, per cui, il punto di Gerusalemme viene collocato in posizione mediana, mentre il seminato di gigli al lambello di rosso occupa la terza partizione.

Stemma interzato in palo d'Unghria antica, Angiò-Sicilia e Gerusalemme
Stemma interzato con inversione dei punti gerosolimitano e angioino-siciliano

L'assunto che ascrive a Carlo III il primato dell'inclusione delle fasce degli Árpád nello stemma reale durazzesco, però, non trova consenso unanime e, in effetti, alcuni indizi contribuirebbero a smentire tale circostanza. In primo luogo, non se ne trova riscontro nei sigilli adoperati dal sovrano dopo la sua incoronazione a Buda: «[Carlo] non ebbe il tempo di far preparare un nuovo sigillo durante il suo brevissimo regno, perciò egli uso anche in Ungheria il suo sigillo di re di Napoli [...]». Ancora, ritornando all'insegna di Carlo miniata nel Codice di Santa Marta, l'assenza dell'arme d'Ungheria antica in uno stemma alluminato diversi anni dopo la morte del sovrano e che, quindi, avrebbe potuto essere "viziato" da una attribuzione postuma, indurrebbe a non ascrivere a Carlo l'introduzione dell'interzato in palo.

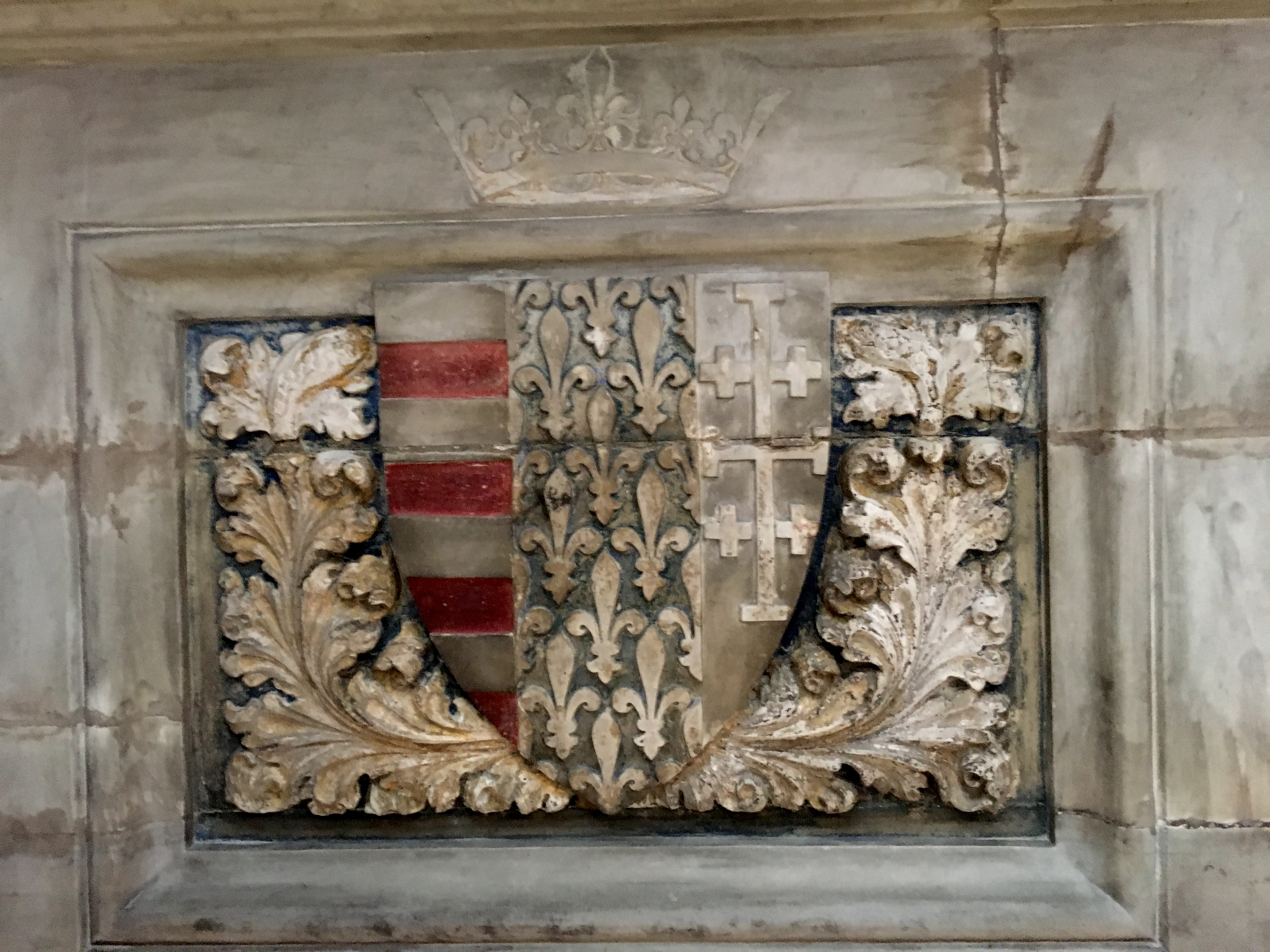
Stemma – interzato in palo d'Unghria antica (errato), Francia antica e Gerusalemme – posto a ornamento del monumento funebre di Ladislao, nella chiesa di San Giovanni a Carbonara a Napoli.

Il punto d'Ungheria antica, ma anche il punto di Gerusalemme, come comprovato da diverse evidenze, furono certamente parte delle insegne dei due figli e successori di Carlo, Ladislao e Giovanna II, che adottarono lo stemma
(Blasonatura)

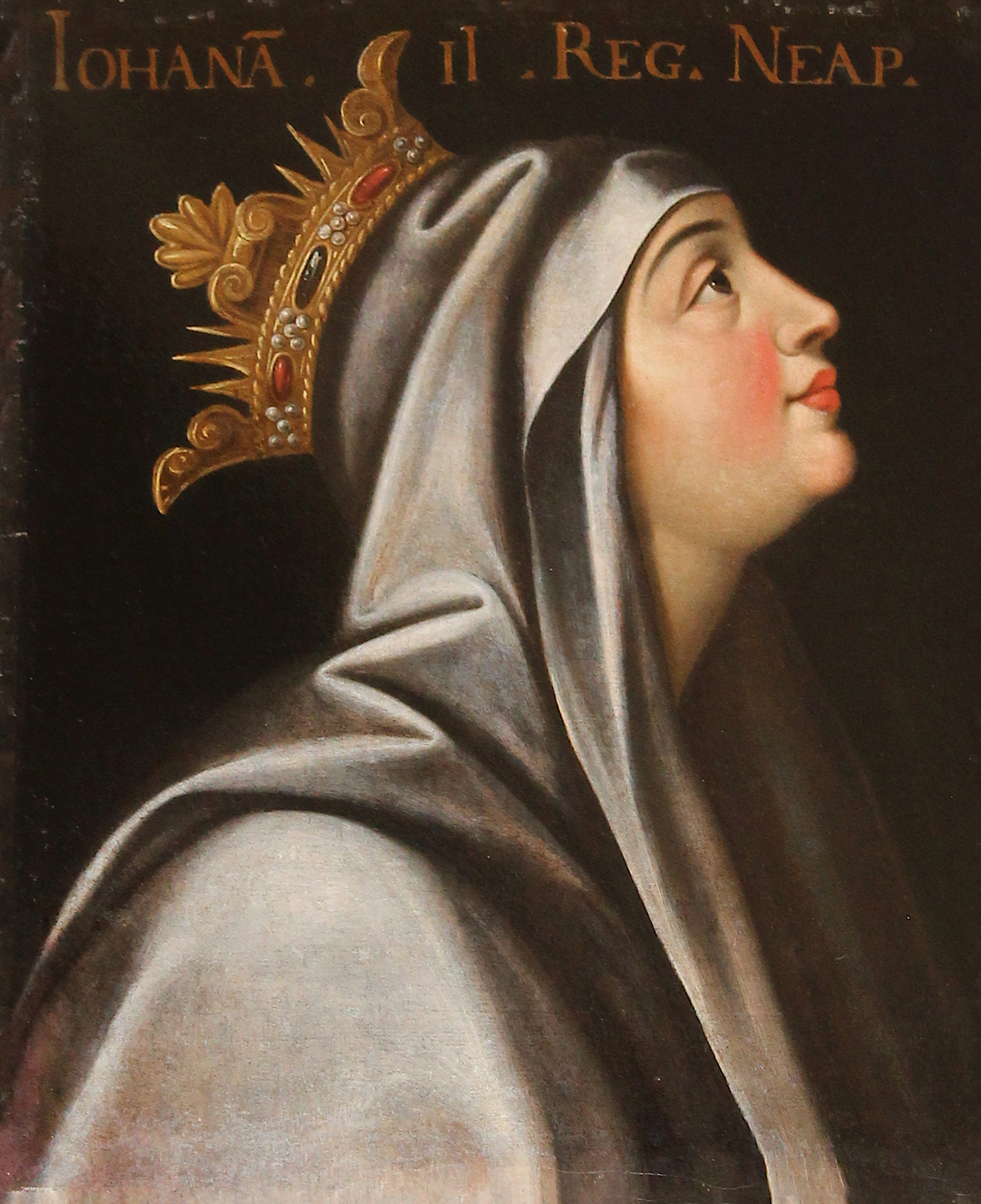
Giovanna II in un dipinto (olio su tela, prima metà del XVII secolo) dalla collezione della "Galleria degli illustri" del Castello di Beauregard, nella Valle della Loira.

Riproduzioni scultoree dell'impresa sono poste a ornamento del monumento funebre di Ladislao, fatto erigere da Giovanna, nella chiesa di San Giovanni a Carbonara a Napoli. Quanto alla stessa Giovanna, invece, è possibile citare, oltre a una moneta, anche un sigillo del 1420. In particolare, quest'ultimo, sebbene in non perfetto stato di conservazione, evidenzierebbe la presenza della bordura composta degli Angiò-Durazzo, a circondare l'intero interzato: tale conformazione dello stemma durazzesco non rappresenta un unicum, poiché riprodotta anche nel Codice di Santa Marta. Sia Ladislao, sia Giovanna, infatti, furono ascritti alla Confraternita fondata dalla madre e le rispettive insegne furono alluminate su due delle pergamene che andarono a comporre il Codice. Al folio 5, dunque, è miniata l'impresa di Ladislao, che è, per l'appunto, l'interzato in palo più sopra blasonato, alla bordura composta d'argento e di rosso. Lo stemma di Giovanna, al folio 7, ricalca quello di suo fratello, ma è privo della bordura. Entrambi gli stemmi sono sorretti da angeli e accompagnati da elaborati motivi ornamentali. In calce alla pergamena con l'impresa di Ladislao, si legge: «Ladizlaus Rex Hungariæ Jerusalem et Siciliæ [...].»

Stemma di Ladislao come miniato nel Codice di Santa Marta
Stemma interzato in palo d'Unghria antica (errato), Francia antica e Gerusalemme
Stemma interzato in palo d'Unghria antica (errato), Angiò-Sicilia e Gerusalemme

## Casa d'Angiò-Valois

### Arme di Valois
Margherita, figlia secondogenita di Carlo lo Zoppo e Maria d'Árpád, sposando Carlo, conte di Valois, fu indirettamente all'origine della Casa d'Angiò-Valois. Il maggiore dei figli maschi della coppia, Filippo, divenne re di Francia; il nipote di quest'ultimo, Luigi I d'Angiò-Valois – cadetto di Giovanni II di Francia figlio e successore del predetto Filippo – ottenne, dal padre, la Contea, in seguito elevata a Ducato, d'Angiò, dando inizio alla Seconda Casa d'Angiò o, per l'appunto, d'Angiò-Valois. L'insegna adottata da Carlo di Valois fu un seminato di gigli d'oro in campo azzurro, brisato da una bordura-lambello di rosso: la bordura, in sostanza, presentava tre pendenti visibili nella parte superiore, dunque, in capo all'arme. Carlo tenne la detta insegna fino al 1296, successivamente, egli rimosse il lambello, facendo proprio lo stemma che già era stato di suo fratello Filippo IV di Francia, prima che divenisse re, ma che, in origine, era appartenuto anche Giovanni Tristano, suo predecessore quale conte di Valois. Ereditando la Contea d'Angiò, grazie al matrimonio con Margherita, l'arme di Francia antica, brisata dalla bordura di rosso, divenne, poi, distintiva dei titolari dell'Angiò. Il conte, poi duca d'Angiò, Luigi portò, infatti, tale stemma, che, in questo modo, dalla linea principale dei Valois, divenuti, ormai, sovrani di Francia, si trasferiva al ramo cadetto degli Angiò-Valois, senza alcun rischio di confusione tra le due Casate.

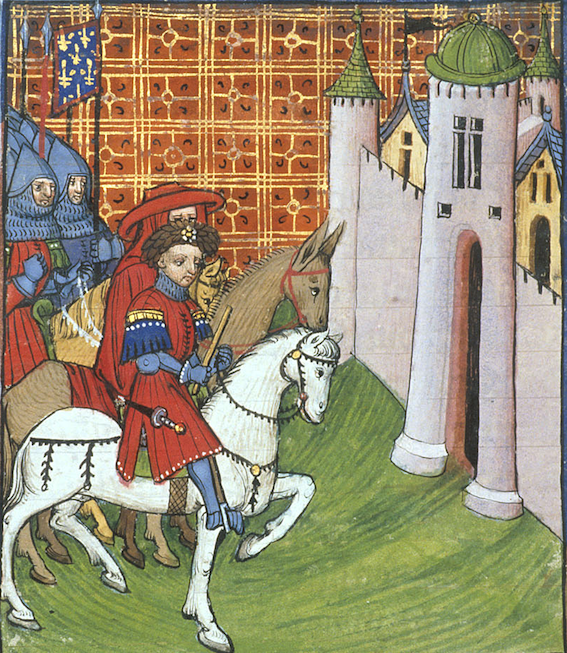
Luigi I d'Angiò-Valois entra a Montpellier. Miniatura dalle Chroniques de France ou de St. Denis. Si noti in alto a sinistra il vessillo gigliato alla bordura di rosso.

Primo stemma di Carlo di Valois
Secondo stemma di Carlo di Valois e primo stemma di Luigi I d'Angiò-Valois

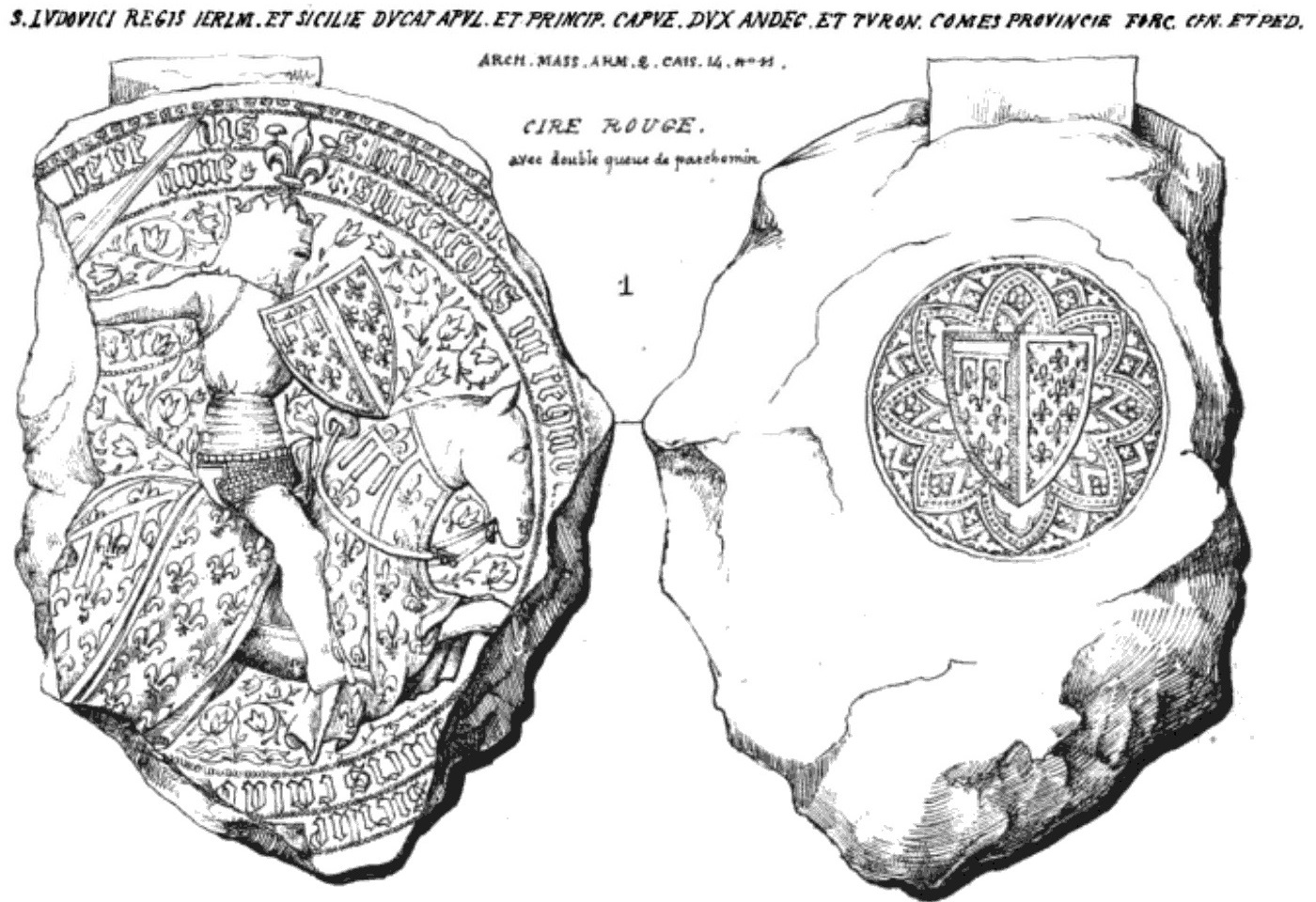
Riproduzione di uno dei sigilli di Luigi I d'Angiò-Valois: sul recto, il cavaliere imbraccia uno scudo partito d'Angiò-Calabria e di Valois antico; la medesima impresa, inserita in un elegante e articolato motivo ornamentale, è visibile anche sul verso.

Luigi I d'Angiò-Valois, s'è detto, avrebbe dovuto succedere, sul trono di Napoli, a Giovanna I, ultima sovrana del ramo napoletano della Casa d'Angiò-Sicilia. Sostenuto in tale disegno anche dal Papa di Avignone, egli rivendicò, per sé stesso, il titolo di duca di Calabria, attribuzione esclusiva, per l'appunto, degli eredi al trono di Napoli; rivendicazione che egli volle rafforzare con il valore simbolico proprio dell'araldica. Al riguardo, il Mérindol riferisce che, infatti, nel 1382, prima di laciare la Francia, per lanciarsi alla conquista del Regno di Napoli, Luigi aveva fatto realizzare dei sigilli, sui quali campeggiava la sua nuova impresa, uno stemma partito, nel primo, d'Angiò-Calabria e, nel secondo, d'Angiò (ovverosia di Valois antico), e cioè le medesime armi rappresentate su due stendardi che precedevano il suo corteo al momento della partenza. L'impresa in parola è descritta anche dal Blancard: il numismatico, nell'illustrare il sigillo apposto a un documento del 1384, ne evidenza la legenda – nella quale Luigi è identificato come erede e successore della regina Giovanna, nonché come duca di Calabria – e le insegne che caratterizzano il tipo – ben visibili nella riproduzione grafica del sigillo, che accompagna l'analisi del Blancard.

Arme di Valois
Arme d'Angiò-Calabria
Stemma di Luigi I d'Angiò-Valois (1382-1384)

È controverso, invece, l'utilizzo da parte del pretendente al trono napolitano, delle insegne gerosolimitane. Il Mérindol, a ogni modo, evidenzia che Luigi non si avvalse della Croce di Gerusalemme per i propri stemmi, sebbene possano essere rilevate talune eccezioni e particolarità. La prima di queste riguarda una moneta fatta coniare dal capostipite della Seconda Casa d'Angiò e ricalcante in toto una precedente emissione di Giovanna I: il recto della moneta in parola, nello specifico un fiorino, presenta uno scudo partito di Gerusalemme e Angiò-Sicilia. Inoltre, un'insegna inclusiva dell'arme di Gerusalemme fu attribuita postuma a Luigi. Questo stemma, che, effettivamente, fu in uso suo figlio, Luigi II d'Angiò-Valois, era un partito, nel primo, di Gerusalemme e, nel secondo, partito d'Angiò-Sicilia e di Valois antico. L'iniziativa dell'attribuzione, finalizzata a sottolineare la continuità dinastica, è da ascrivere a Iolanda d'Aragona, moglie di Luigi II. 

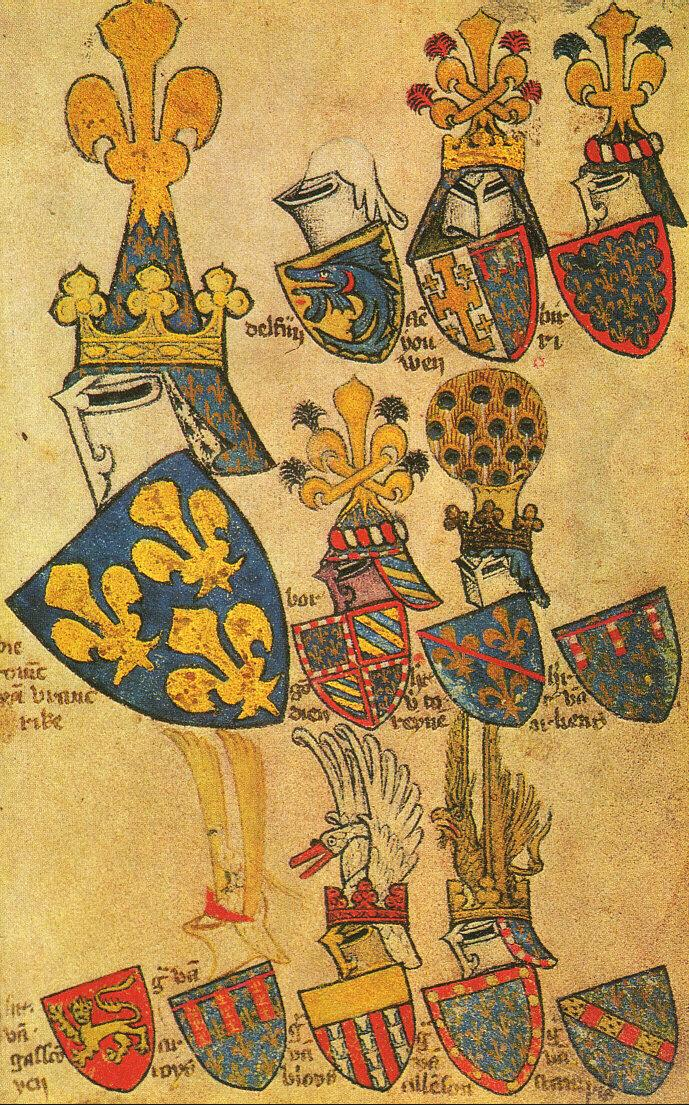
Folio 46r del Wapenboek Gelre: in alto, attribuito a Luigi I, è visibile lo stemma partito, nel 1º, di Gerusalemme e, nel 2º, ulteriormente partito d'Angiò-Sicilia e di Valois antico, erroneamente miniato e successivamente oggetto di abrasione, nel vano tentativo di correggerlo.

Luigi I, però, non riuscì mai nel suo intento di diventare re. Diversamente, proprio suo figlio Luigi II ottenne, a discapito del giovane Ladislao d'Angiò-Durazzo, la corona del Regno di Napoli, salvo, poi, un decennio più tardi, essere detronizzato, manu militari, dallo stesso Ladislao. La pretensione napolitana fu ereditata da Luigi III d'Angiò-Valois, primogenito di Luigi II. Nel 1433, inoltre, Giovanna d'Angiò-Durazzo – sorella di Ladislao e ultima sovrana di Napoli della sua Casata – aveva designato, come visto, proprio Luigi III quale suo erede al trono, ma questi morì prima di poter esercitare i propri diritti dinastici e senza discendenza diretta.
Sia Luigi II, sia Luigi III adottarono la medesima impresa, ovvero la testé descritta insegna partita, nel primo, di Gerusalemme e, nel secondo, a sua volta partito d'Angiò-Sicilia e di Valois antico. Evidenze dell'utilizzo di questo stemma da parte di entrambi i principi si ritrovano anche nella loro sfragistica, come riscontrato dal Blancard, che cita diversi esemplari riferiti a un arco temporale compreso tra il 1394 e il 1417. La detta insegna, inoltre, è miniata al folio 46r e al folio 67v del Wapenboek Gelre, nel primo caso, riferita – impropriamente – a Luigi I e, nel secondo caso, riferita a Luigi II. È interessante notare che in entrambe le occorrenze, l'impresa è stata oggetto di correzioni – sebbene approssimative – poiché erroneamente alluminata in origine: è evidente, infatti, una bordura di rosso anche intorno all'arme d'Angiò-Sicilia, che in un secondo momento, è stata parzialmente abrasa.

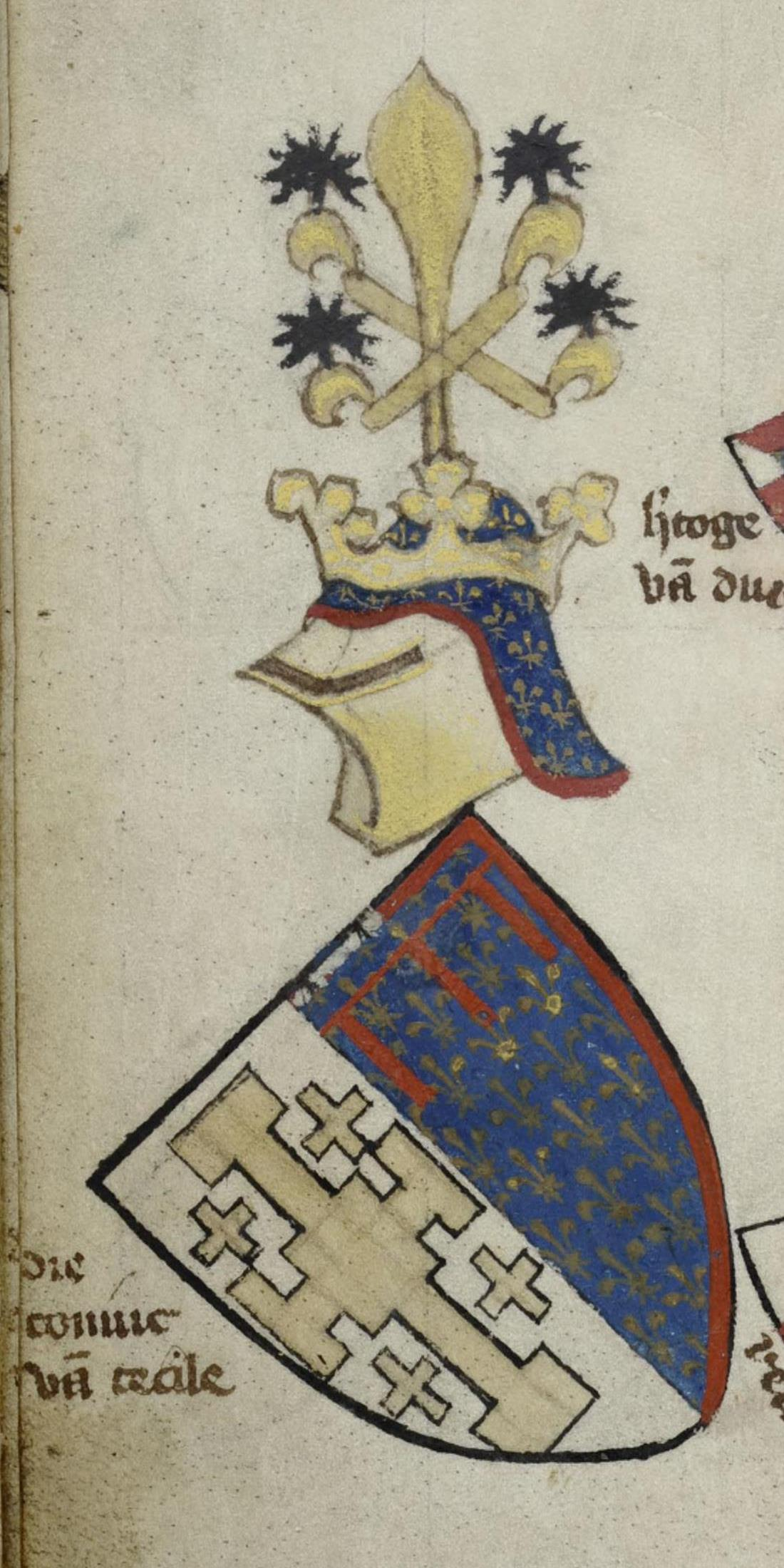
Stemma riferito a Luigi II d'Angiò-Valois, miniato al folio 67v del Wapenboek Gelre. Si noti l'abrasione in capo alla seconda partizione, finalizzata a rimuovere la bordura da quello che dovrebbe essere il punto angioino-siciliano.

Sempre attraverso l'analisi della sfragistica di Luigi II e di Luigi III, inoltre, è possibile attestare che i due angioini si avvalsero anche dell'impresa partita di Gerusalemme e d'Angiò-Sicilia – il Blancard, infatti, riferisce di diversi sigilli caratterizzati da detta insegna, che autenticarono documenti prodotti tra gli anni 1394 e 1433 – e, solo con riferimento a Luigi III, della semplice arme d'Angiò-Sicilia: al riguardo, è interessante evidenziare la ricostruzione di un sigillo del 1417, sulla quale campeggia l'impresa angioino-siciliana, caratterizzata da un inconsueto lambello di sei pendenti.

Stemma partito di Gerusalemme e Angiò-Sicilia
Stemma attribuito a Luigi I e in uso a Luigi II e Luigi III d'Angiò-Valois
Errata rappresentazione dello stemma di Luigi II e Luigi III (Wapenboek Gelre)

Ascritto alla Confraternita di Santa Marta nel 1424, subito dopo il suo ingresso in Napoli al fianco della regina Giovanna, Luigi III ebbe il proprio stemma miniato sulla pergamena che andò a costituire il folio 10 del Codice di Santa Marta: l'impresa dell'erede al trono napolitano è partita di Gerusalemme e Francia antica e, dunque, è rappresentata priva di alcuna brisura all'arme della seconda partizione. A Luigi III, inoltre, potrebbe essere ascritto anche uno stemma inquadrato, che egli avrebbe fatto proprio in seguito alla sua adozione da parte di Giovanna II: l'insegna univa l'arme della Casa d'Angiò-Valois all'impresa in uso alla regina. Questo stemma, visibile presso il Castello di Cosenza, presenta, nel 1º e nel 4º, l'interzato in palo d'Ungheria antica, Angiò-Sicilia e Gerusalemme e, nel 2º e nel 3º, l'arme di Valois antico. L'impresa, suppone il Mérindol, potrebbe essere stata in uso al duca sino alla sua morte.

Stemma di Luigi III, come miniato nel Codice di Santa Marta
Stemma visibile presso il Castello di Cosenza, probabilmente in uso a Luigi III

### Moltiplicazione delle partizioni
Alla morte di Luigi III, i suoi diritti dinastici furono trasferiti al fratello minore, Renato d'Angiò-Valois, detto il Buono, che, dunque, succedendo a Giovanna II, divenne il nuovo sovrano del reame napolitano. Renato, già duca di Bar e, in coreggenza con la prima moglie Isabella, duca di Lorena, fu l'ultimo degli angioini a regnare su Napoli. L'araldica del Buono fu caratterizzata da una certa complessità, dovuta, non solo, al numero di stemmi diversi da costui adottati, ma anche alla conformazione di tali imprese, con particolare riferimento alle loro partizioni.

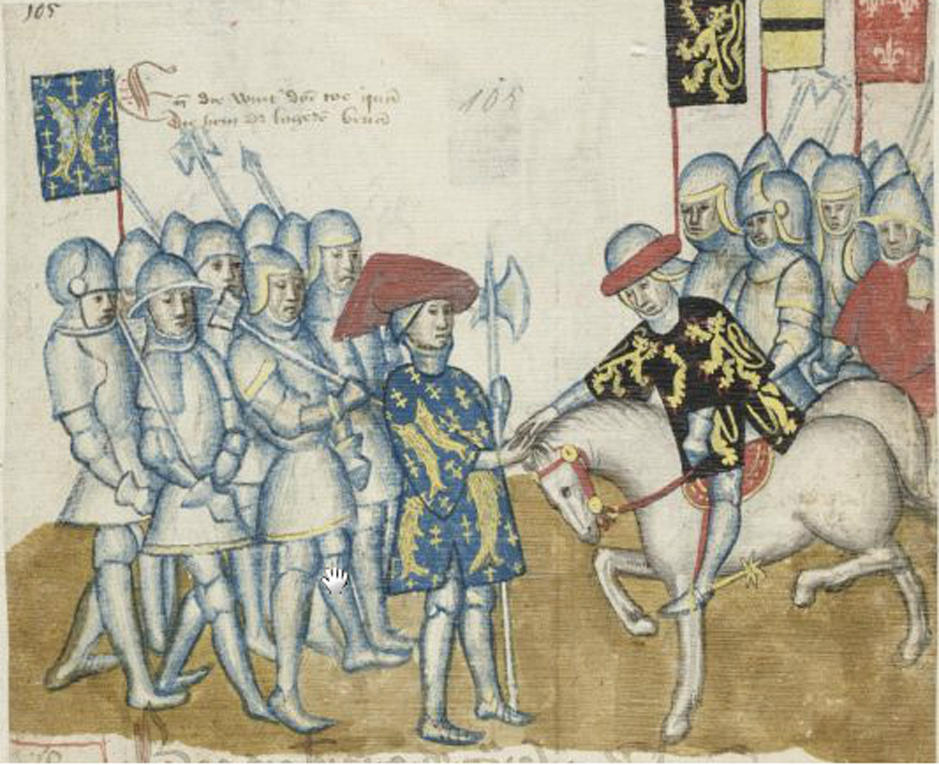
Miniatura dal Brabante Yeesten, cronaca in rima redatta tra XIV e XV secolo: visibili, tra le altre, le insegne di Bar.

In quanto duca d'Angiò, duca di Bar e duca di Lorena, Renato s'avvalse di uno stemma inquadrato, nel 1º e nel 4º, di Valois antico e, nel 2º e nel 3º, di Bar e, sul tutto, uno scudetto di Lorena. Al riguardo, non è superfluo specificare che lo stemma del Ducato di Bar è d'azzurro, seminato di crocette ricrociate dal piede aguzzo d'oro, a due barbi addossati in palo dello stesso, mentre lo stemma del Ducato di Lorena è d'oro alla banda di rosso, caricata di tre alerioni d'argento, posti nel verso della pezza.

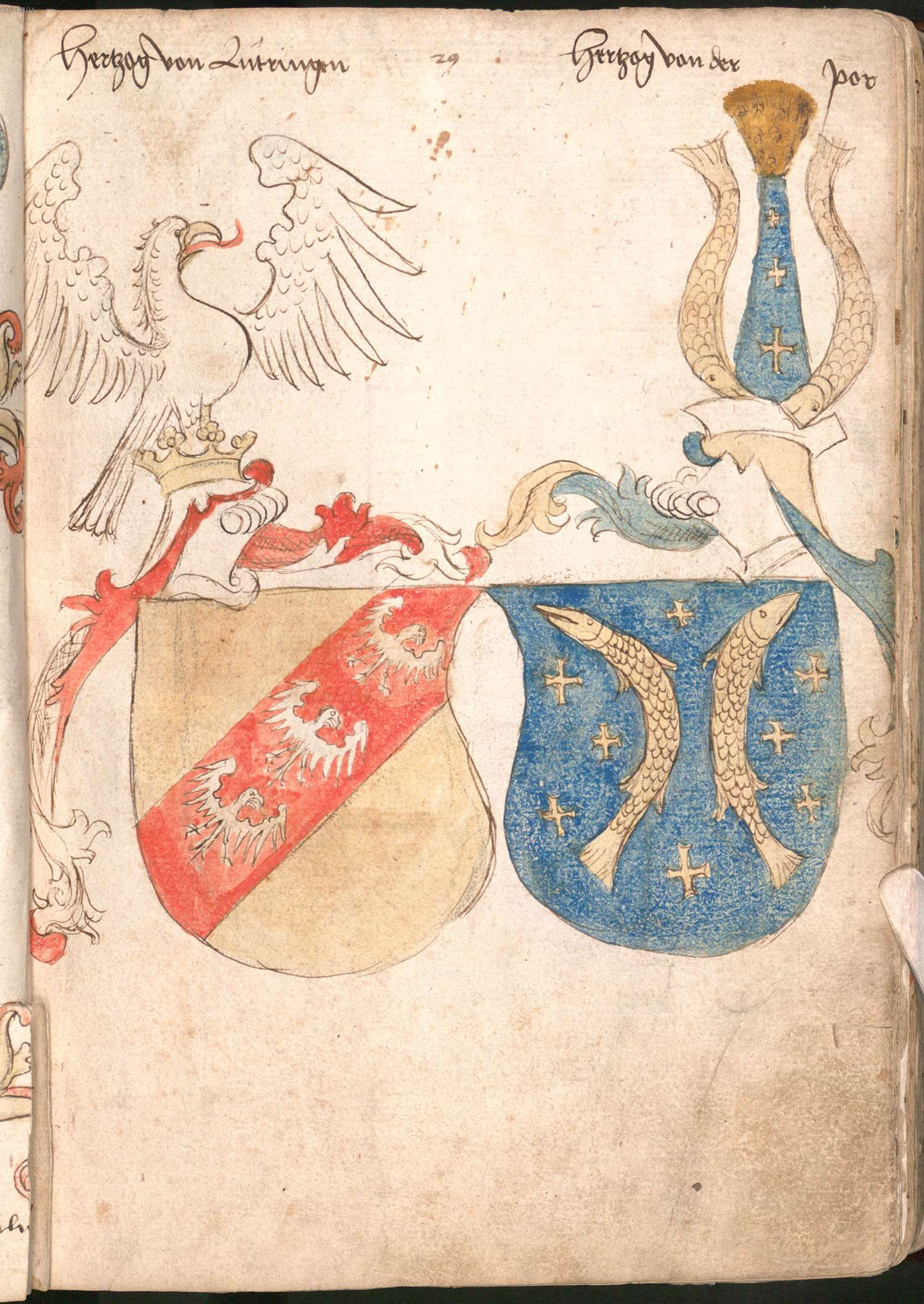
Stemmi di Lorena e di Bar alluminati nel Wernigeroder Wappenbuch, armoriale compilato in Germania meridionale, nel tardo XV secolo. Per motivi stilistici, l'impresa lorenese è rivoltata, per cui la banda appare essere una sbarra.

Arme di Valois
Arme di Bar
Arme di Lorena

Stemma di Renato con le armi dei tre ducati

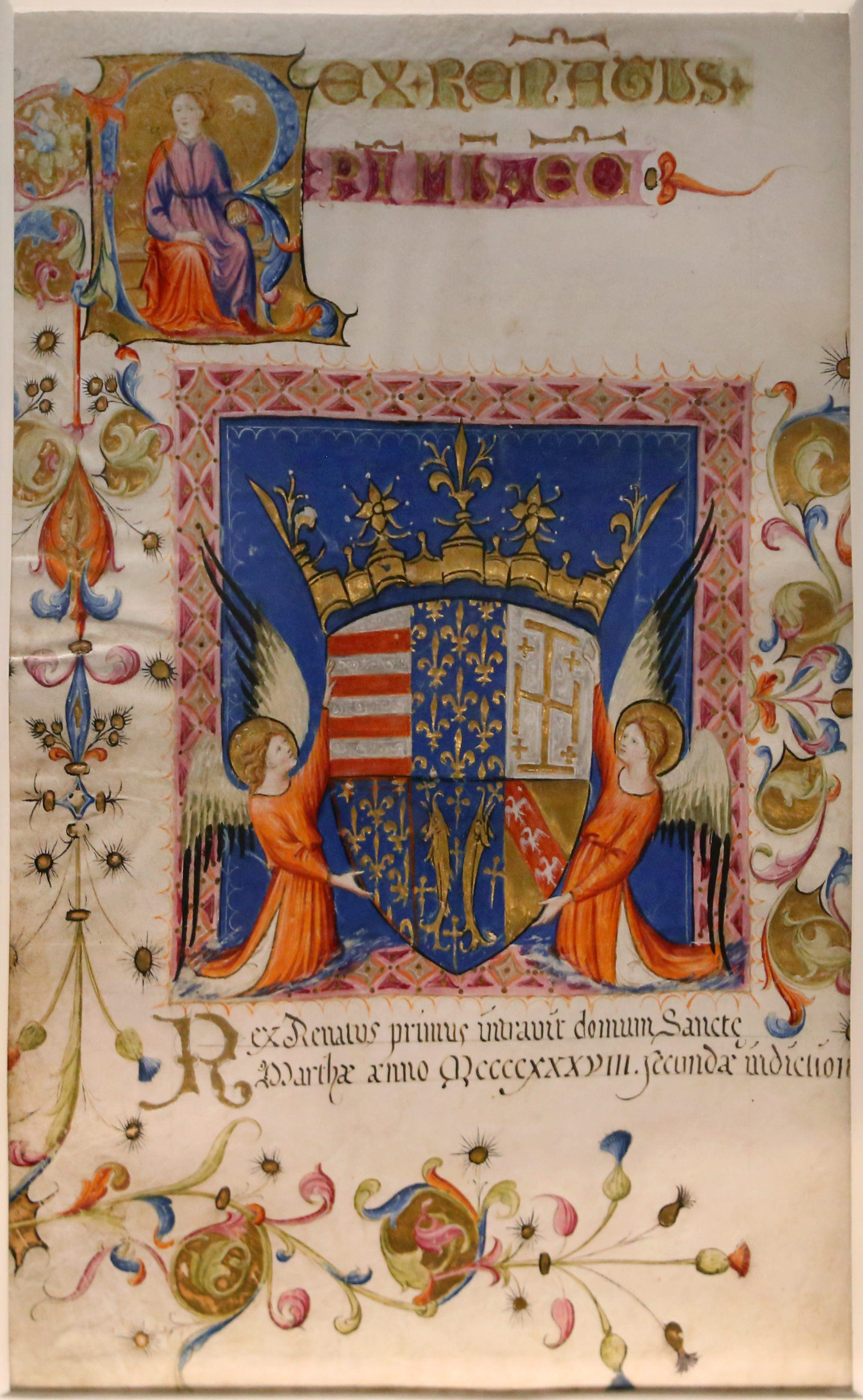
Folio 11 del Codice di Santa Marta. Lo stemma a sei partizioni di Renato d'Angiò reca un evidente errore per il punto di Valois antico, che, oltre alla bordura di rosso, presenta anche un lambello dello stesso smalto. Entrambe le brisure, per di più, sembrerebbero aggiunte in un secondo momento e non miniate in origine.

In quanto duca di Calabria e, poi, sovrano di Sicilia citeriore, il Buono poté includere nelle proprie imprese le armi napolitane d'eredità durazzesca ovvero, riprendendo le parole di Christian de Mérindol, «les armes des trois royaumes»: Ungheria antica, Angiò-Sicilia e Gerusalemme. Caratterizzato da ben dodici partizioni fu uno stemma, poco noto, ascrivibile a Renato, che, quale indiretto erede al trono, associava, alle proprie insegne, quelle di una Casa reale estinta: l'impresa era inquartata, nel 1º e nel 4º, l'interzato in palo dei tre regni e, nel 2º e nel 3º, le armi, sempre interzate in palo, di Valois antico, Bar e Lorena.
Più semplice della precedente, invece, fu la principale insegna adottata dall'ultimo degli angioini di Napoli: lo stemma era troncato, nel 1º, interzato in palo dei tre regni e, nel 2º, interzato in palo di Valois antico, Bar e Lorena. Nella versione più comune di detta impresa, il punto d'Angiò-Sicilia è collocato in posizione mediana, tra l'arme d'Ungheria antica e l'arme di Gerusalemme; esiste, però, una variante dello stemma, temporalmente antecedente a quella testé descritta, ove è l'arme gerosolimitana a essere collocata al centro e, dunque, a precedere il punto angioino-siciliano. L'insegna, nella prima variante dinanzi descritta, fu riprodotta sul gran sigillo di Renato, del quale Louis Blancard fornisce un'accurata descrizione. Il sigillo, di cui il numismatico francese cita diversi esemplari utilizzati tra il 1438 e il 1443, presenta sia sul recto, sia sul verso, l'impresa a sei partizioni: sul dritto, infatti, lo stemma compare alla destra del sovrano assiso in trono; mentre, sul rovescio, è sia sullo scudo retto da Renato che cavalca un cavallo al galoppo, sia sulla parte posteriore della barda del destriero (la parte anteriore, invece, è seminata di gigli). Altri due sigilli, privi di verso, che riproducono l'impresa in parola, autenticarono, il primo, un documento del 1437 e, il secondo, un documento del 1448.
Sia lo stemma a sei partizioni, nella sua più canonica conformazione, sia lo stemma a dodici partizioni sono miniati nel più volte richiamato Codice di Santa Marta. Al riguardo, è necessario, innanzitutto, evidenziare che la prima delle due insegne, alluminata al folio 11, è riferita a Renato; la seconda, invece, miniata al folio 12, è riferita, non già al sovrano, ma a sua moglie, la regina Isabella. Inoltre, entrambe le imprese, impreziosite da fini ed elaborate decorazioni, presentano errori e omissioni. Per lo stemma a sei partizioni, infatti, nel punto che dovrebbe essere di Valois antico, si registra la contemporanea presenza della bordura e del lambello; il quale è assente nel punto che dovrebbe essere d'Angiò-Sicilia e che, nei fatti, diventa di Francia antica. Quanto all'impresa a dodici partizioni, si evienzia, sempre per i punti d'Angiò-Sicilia e di Valois antico, la totale omissione delle brisure, cosicché lo stemma alluminato per Isabella di Lorena si presenta con ben quattro punti di Francia antica.

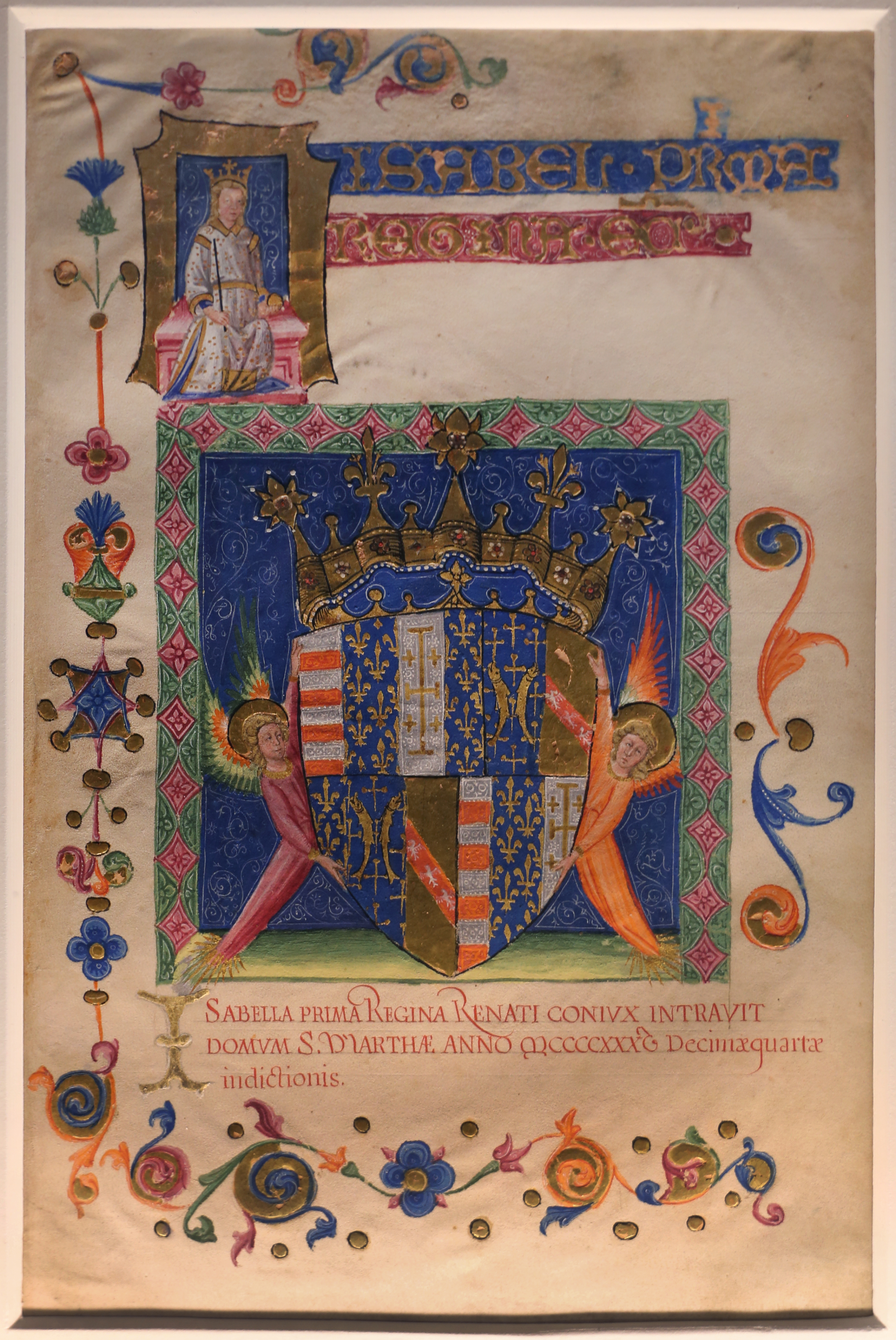
Lo stemma al folio 12 del Codice di Santa Marta è dedicato a Isabella di Lorena: oltre all'assenza delle brisure per i punti d'Angiò-Sicilia e di Valois antico, si evidenzia la non perfetta corrispondenza tra alcune linee di partizione.

Stemma di Renato a 12 partizioni
Stemma di Renato a 6 partizioni
Stemma di Renato a 6 partizioni (variante)

Stemma di Renato a 6 partizioni con ornamenti esteriori dello scudo

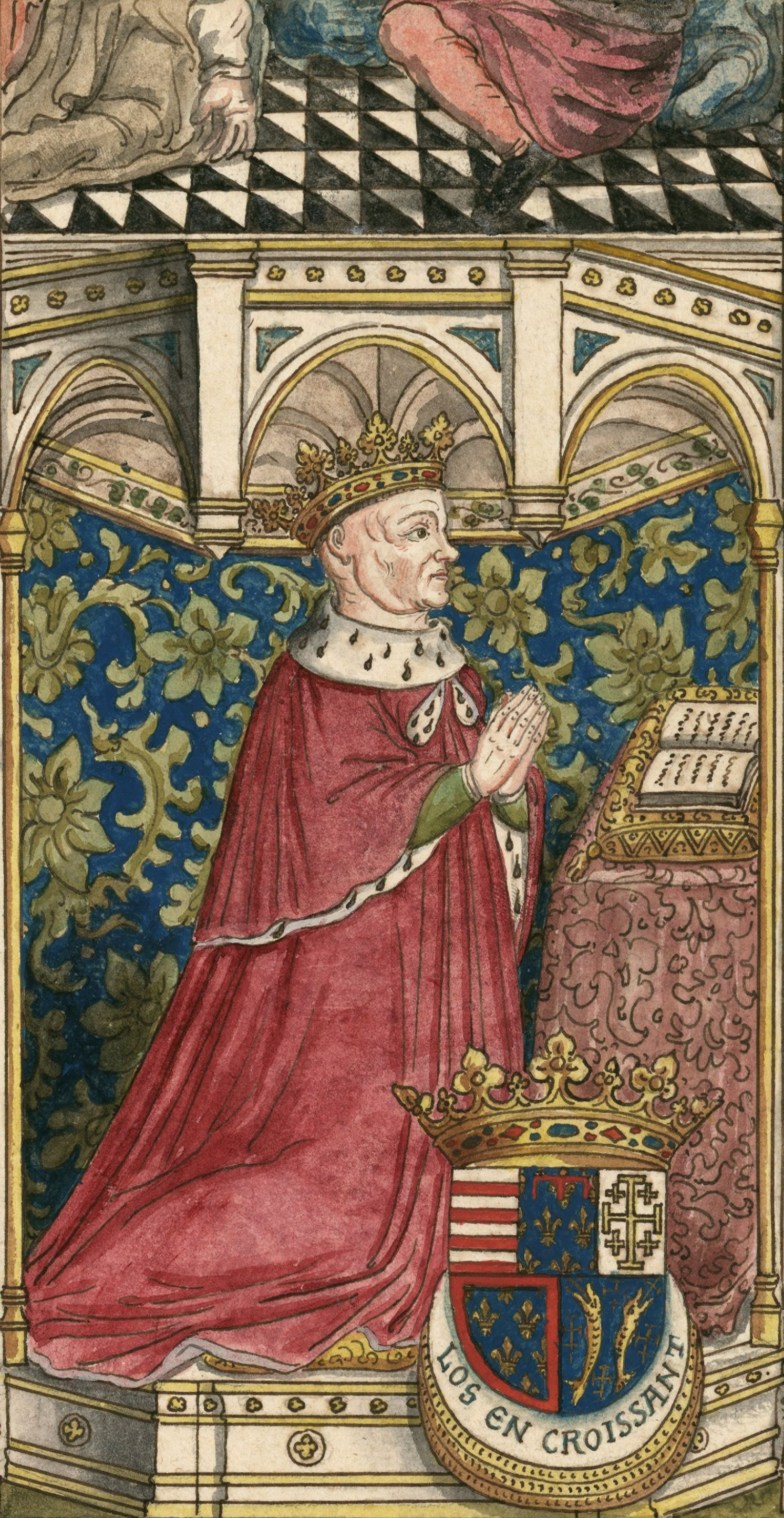
Renato d'Angiò in un acquarello di Louis Boudan (1699). In basso a destra, è dipinto lo stemma a 5 partizioni del sovrano, con insegna e motto dell'Ordine della Luna Crescente, ordine cavalleresco istituito dallo stesso Renato, nel 1464.

Nel 1442, Alfonso il Magnanimo conquistò il Paese napolitano, unendolo ai domini della Corona d'Aragona e i successivi tentativi di riprendere il potere operati da Renato e dal suo primogenito Giovanni, andarono falliti. Anche dopo aver perso il trono, il Buono continuò ad avvalersi delle armi dei tre regni, sebbene la sua impresa subì alcune variazioni, dovute, per lo più, alle contingenze politiche e dinastiche. Allorquando, il titolo di duca di Lorena fu trasferito a Giovanni, infatti, Renato rimosse il punto lorenese dal proprio stemma, che, nella parte inferiore restò partito di Valois antico e di Bar. Al fine di sottolineare le proprie pretese sulla Corona d'Aragona, invece, il Buono aggiunse, in cuore alla sua impresa, uno scudetto con l'arme d'oro ai quattro pali vermigli. La sfragistica di Renato è ricca di esemplari caratterizzati da entrambe le insegne: in particolare, il Blancard cita cinque sigilli, relativi a documenti emessi tra il 1465 e il 1472, riportanti lo stemma a cinque partizioni privo dello scudetto aragonese, e diversi sigilli, in uso al Buono a partire dal 1468, contrassegnati dallo stemma dotato dei Pali d'Aragona.

Stemma di Renato a 5 partizioni
Stemma di Renato a 5 partizioni con i Pali d'Aragona in cuore

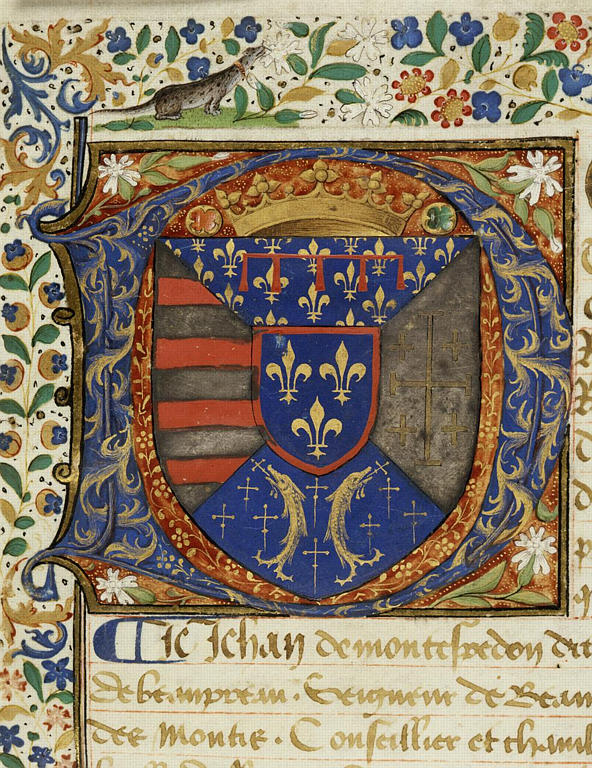
Miniatura dello stemma inquartato in decusse di Renato d'Angiò. Particolare dalla prima pagina di un documento manoscritto datato 15 maggio 1466 e conservato presso il Museo degli Archivi nazionali di Francia.

Appare interessante, infine, citare una particolare incarnazione dell'insegna di Renato che si contraddistingue per la sua radicale difformità rispetto alle altre, per via della propria configurazione. Lo stemma, infatti, è un inquartato in decusse, che reca, nel 1º, l'arme d'Angiò-Sicilia, nel 2º, il punto d'Ungheria antica, nel 3º, la Croce di Gerusalemme, nel 4º, l'arme di Bar e, sul tutto, uno scudetto con la riformata arme angioina, ovvero l'arme d'Angiò moderno, che «è d'azzurro, a tre gigli d'oro, 2 su 1, alla bordura di rosso».

Arme d'Angiò moderno
Stemma di Renato inquartato in decusse

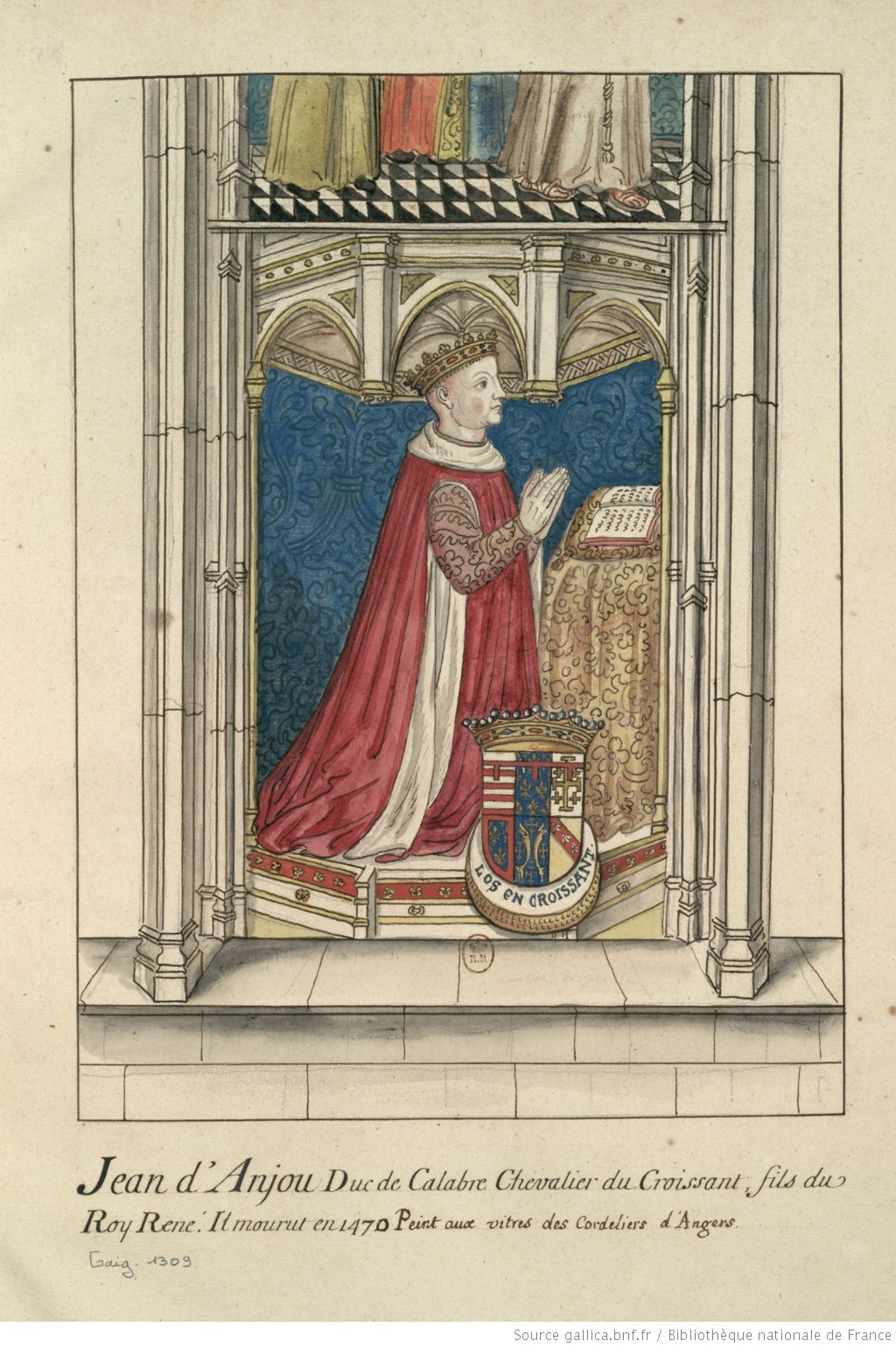
Giovanni II ritratto da Louis Boudan (1699). In basso, è visibile l'impresa a 6 partizioni con il lambello di rosso attraversante sul tutto. Anche per il figlio di Renato, lo stemma è accompagnato da motto e insegna dell'Ordine della Luna Crescente.

Giovanni e, dopo di lui, suo figlio Nicola portarono il titolo di duca di Calabria – sebbene, dopo la conquista aragonese, tale titolo fosse appannaggio dei primogeniti della Casa di Trastámara d'Aragona-Napoli – e, quindi, in virtù di detta dignità ducale, portarono la relativa insegna. L'impresa da essi adottata non fu brisata dalla bordura d'argento, come avveniva per l'arme d'Angiò-Calabria, ma da un lambello di rosso, secondo il sistema proprio della Casa di Francia. Giovanni, dunque, ebbe per impresa lo stemma a sei partizioni di Renato (ovvero troncato dei tre regni e dei tre ducati), spezzato dal lambello di smalto rosso. Il primogenito del Buono, invero, sulla scorta della pretensione aragonese di suo padre, s'avvalse anche della detta impresa a sei partizioni, caricata in cuore dello scudetto d'oro ai quattro pali vermigli, ma priva del lambello. Quest'ultimo, invece, coesisteva con lo scudetto d'Aragona sullo stemma del suo successore Nicola.

Stemma di Giovanni II
Stemma di Giovanni II, privo di lambello e con i Pali d'Aragona in cuore
Stemma di Nicola I

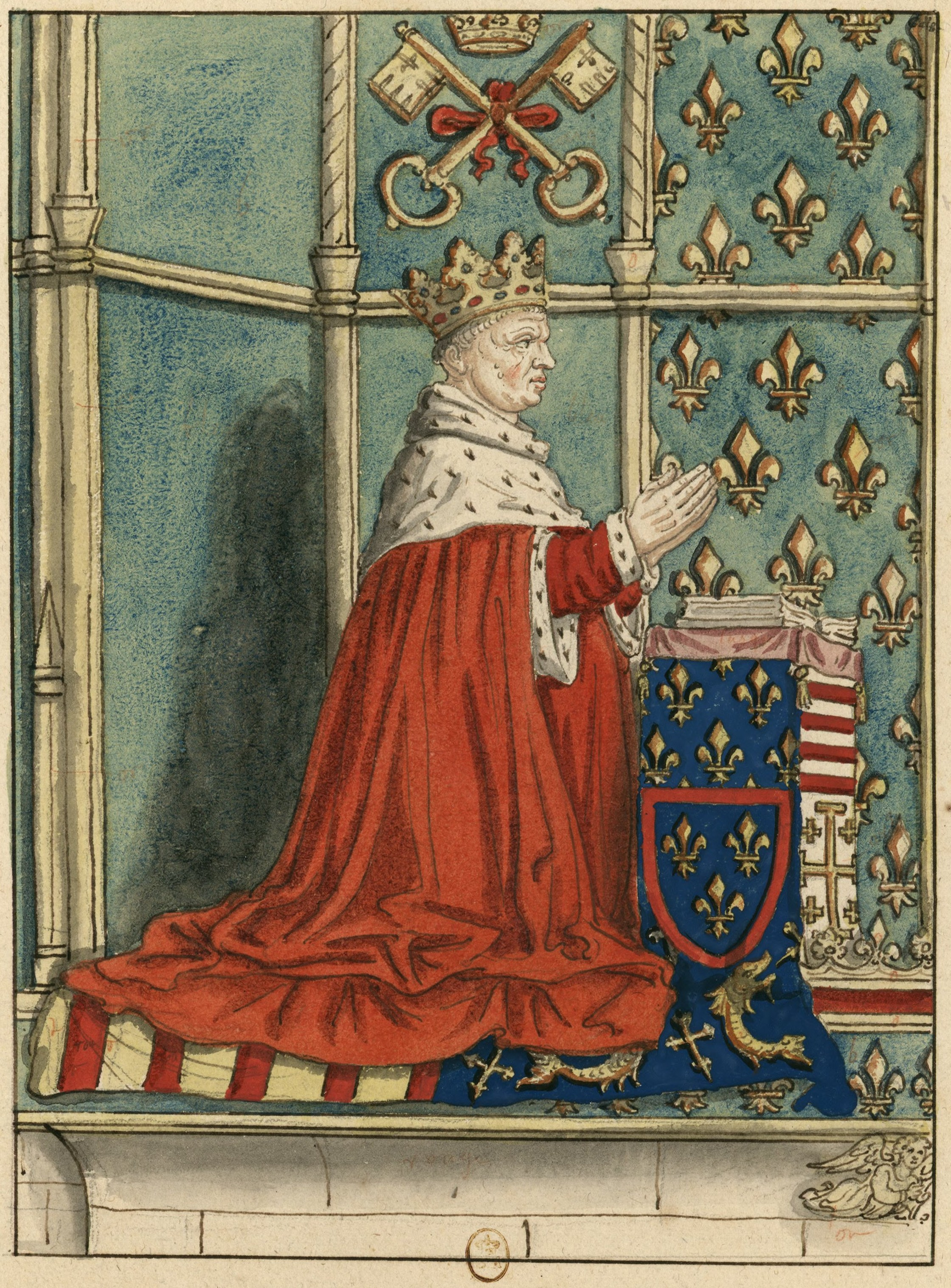
Renato d'Angiò in preghiera nella chiesa di Saint Pierre du Marais di Saumur, nella Valle della Loira (acquarello di Louis Boudan). Visibile, tra le altre, l'insegna aragonese (in basso a sinistra), ripresa anche da Carlo V d'Angiò, l'unico degli eredi di Renato che sopravvisse a quest'ultimo.

Dopo le premature morti di Giovanni, prima, e di Nicola, poi, Renato, rimasto senza discendenza maschile diretta, trasferì al nipote Carlo V d'Angiò-Valois (figlio di Carlo del Maine, fratello minore di Renato), la rivendicazione sulla corona di Napoli. Il nuovo pretendente al trono, che, come i suoi predecessori, portò il titolo di duca di Calabria, adottò un'impresa molto simile alla già citata arme del Castello di Cosenza, ovvero un inquartato dei tre regni e di Valois antico, caricato, in cuore, dello scudetto d'Aragona.

Arme del Castello di Cosenza, probabilmente in uso a Luigi III d'Angiò-Valois
Stemma di Carlo V d'Angiò-Valois

Carlo V, sopravvisse a Renato, ma per un solo anno e morì senza discendenza, sicché la Seconda Casa d'Angiò si estinse con lui: i suoi titoli, ivi inclusa la pretensione sul Regno di Napoli, furono trasferiti, per volontà dello stesso Carlo, al Re di Francia Luigi XI, della Casa di Valois. Alla rivendicazione di quest'ultimo, si aggiunse quella di Renato II di Lorena – figlio di Iolanda d'Angiò-Valois e, dunque, nipote di Renato il Buono, del quale Iolanda era figlia. Renato II sottolineò le proprie pretese sulla corona napoletana succedendo a Carlo V quale detentore del titolo di pretensione di duca di Calabria. Né Luigi XI, né Renato II, però, riuscirono ad ascendere al trono di Sicilia citeriore. Sarà, invece, Re Carlo VIII di Francia, successore del predetto Luigi, a portare la Casa di Valois a regnare sul Paese napolitano, anche se solo per pochi mesi.

## Eredità araldica angioina

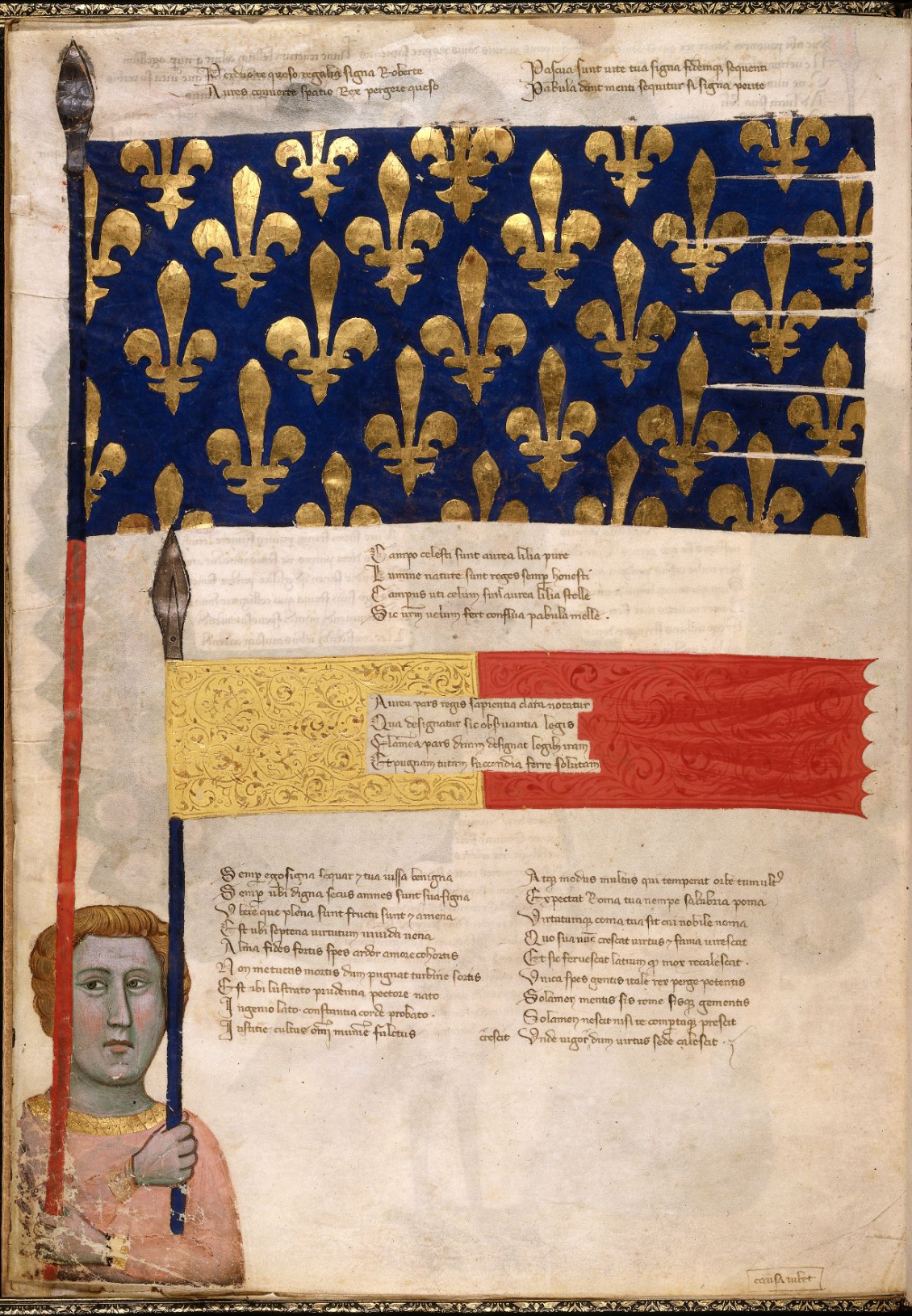
Miniatura a pagina intera al folio 23v della Regia Carmina – manoscritto panegirico in onore di Roberto il Saggio. Il vessillo più grande è di Francia antica, mentre il più piccolo potrebbe essere riferito all'insegna cittadina di Napoli.

Il ricco e articolato complesso di insegne araldiche generato, in oltre duecento anni di storia, dalle due Case angioine non si estinse con esse, ma, seppur parzialmente, sopravvisse. Da un lato, infatti, l'arme d'Angiò-Sicilia (ovvero di Francia antica) si delineò, a partire dal XVI secolo, come "arme territoriale", attestandosi, dal punto di vista della simbologia araldica, come rappresentativa del Regno di Napoli; dall'altro, parte del patrimonio araldico angioino fu fatta propria o, almeno, utilizzata, da altre Casate, quale elemento di legittimazione o continuità dinastica, quando non di pretensione sul trono napolitano.

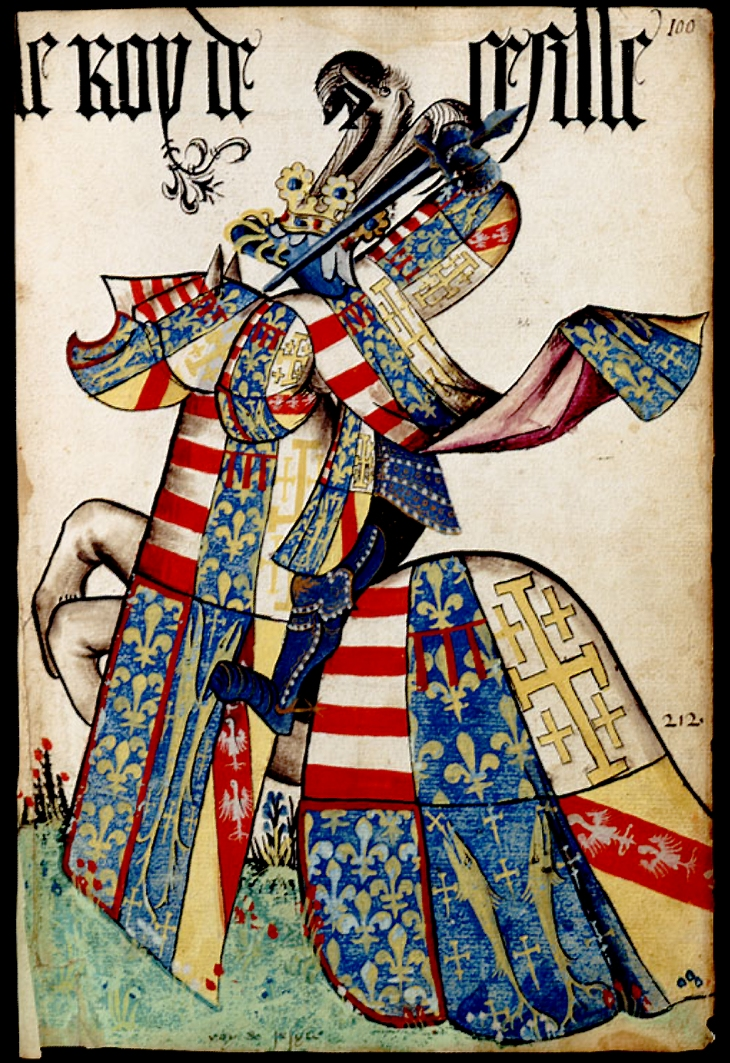
Le Roi de Sicile. Folio 100r del Grand Armorial équestre de la Toison d'or (XV secolo): il cavaliere, Renato d'Angiò-Valois, cavalca il suo destriero, bardato con l'insegna a 6 partizioni del sovrano, composta dalle armi dei tre regni e dei tre ducati.

Da questo secondo punto di vista, assume considerevole rilevanza l'insegna interzata in palo d'eredità durazzesca: l'insegna dei tre regni. La "tripletta" Ungheria antica errata, Angiò-Sicilia e Gerusalemme, infatti, si cristallizzò come un "sistema fisso", allorquando fu acquisita dalla Casa d'Angiò-Valois: detta configurazione di armi fu inserita, come simbolo di pretensione o come evidenza di legittimazione, negli stemmi di Luigi III, di Renato e dei discendenti o, comunque, eredi di quest'ultimo.

Arme d'Ungheria
Arme d'Angiò-Sicilia
Arme di Gerusalemme

Stemma dei tre regni

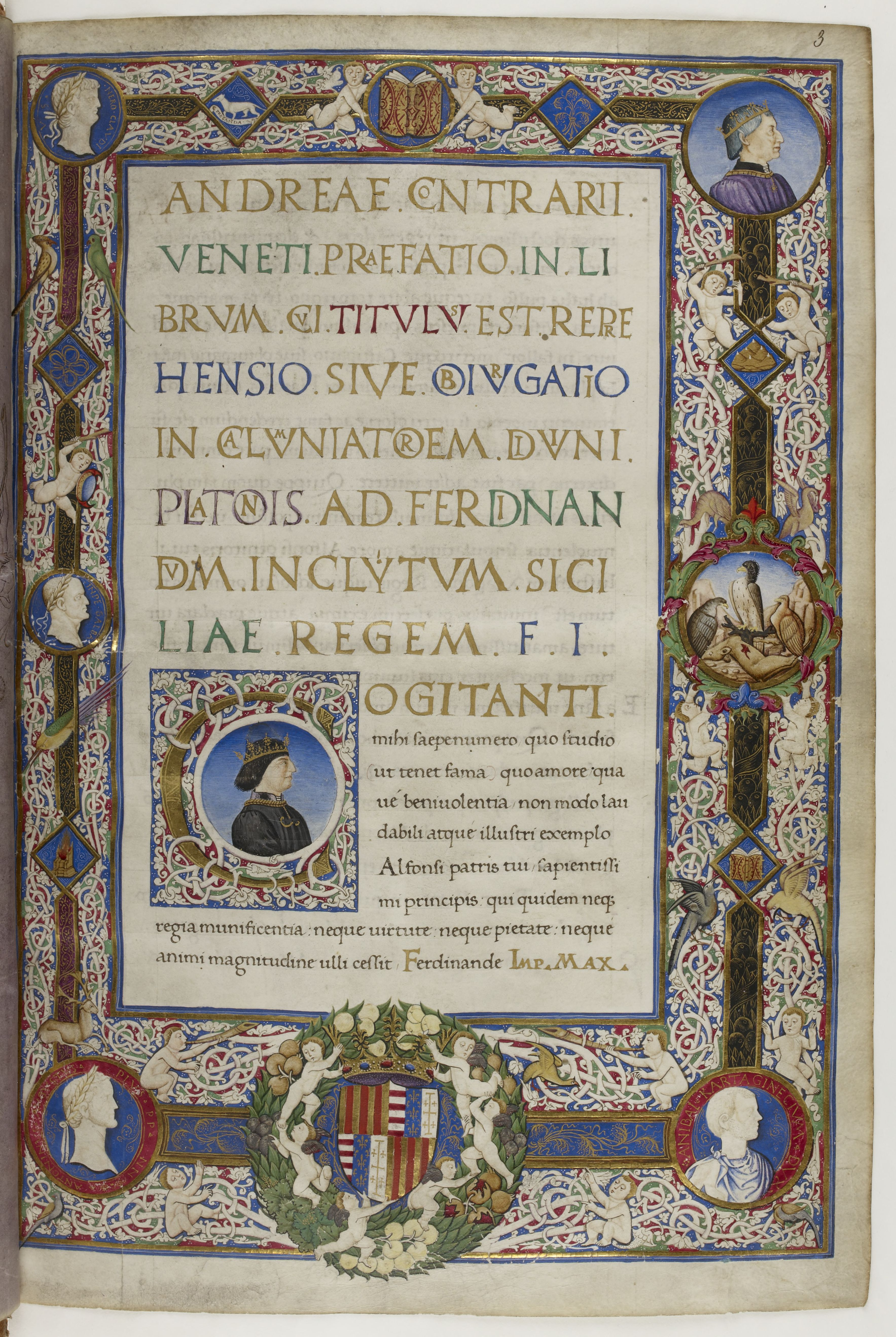
Folio 3r dell'Objurgatio in calumniatorem Platonis (Biblioteca nazionale di Francia, MS Latin 12947). A fondo pagina, alluminato dal miniatore calabrese Cola Rapicano, è visibile lo stemma inquartato, nel 1º e nel 4º, d'Aragona e, nel 2º e nel 3º, dei tre regni. Più sopra, è raffigurato Ferrante, figlio e successore del Magnanimo.

Una controprova non solo del potere simbolico e della forza rappresentativa, ma anche della fissità di tale sistema di armi arriva, inoltre, dalla Casa di Trastámara: gli Aragona, sostituendosi agli Angiò, inquartarono l'impresa dei tre regni con i pali aragonesi, dapprima – ovvero quando Alfonso il Magnanimo conquistò il Paese – anteponendo questi ultimi all'insegna napolitana e, successivamente – ovvero quando il ramo di Napoli divenne autonomo dalla Casata d'origine – invertendo l'ordine di priorità.

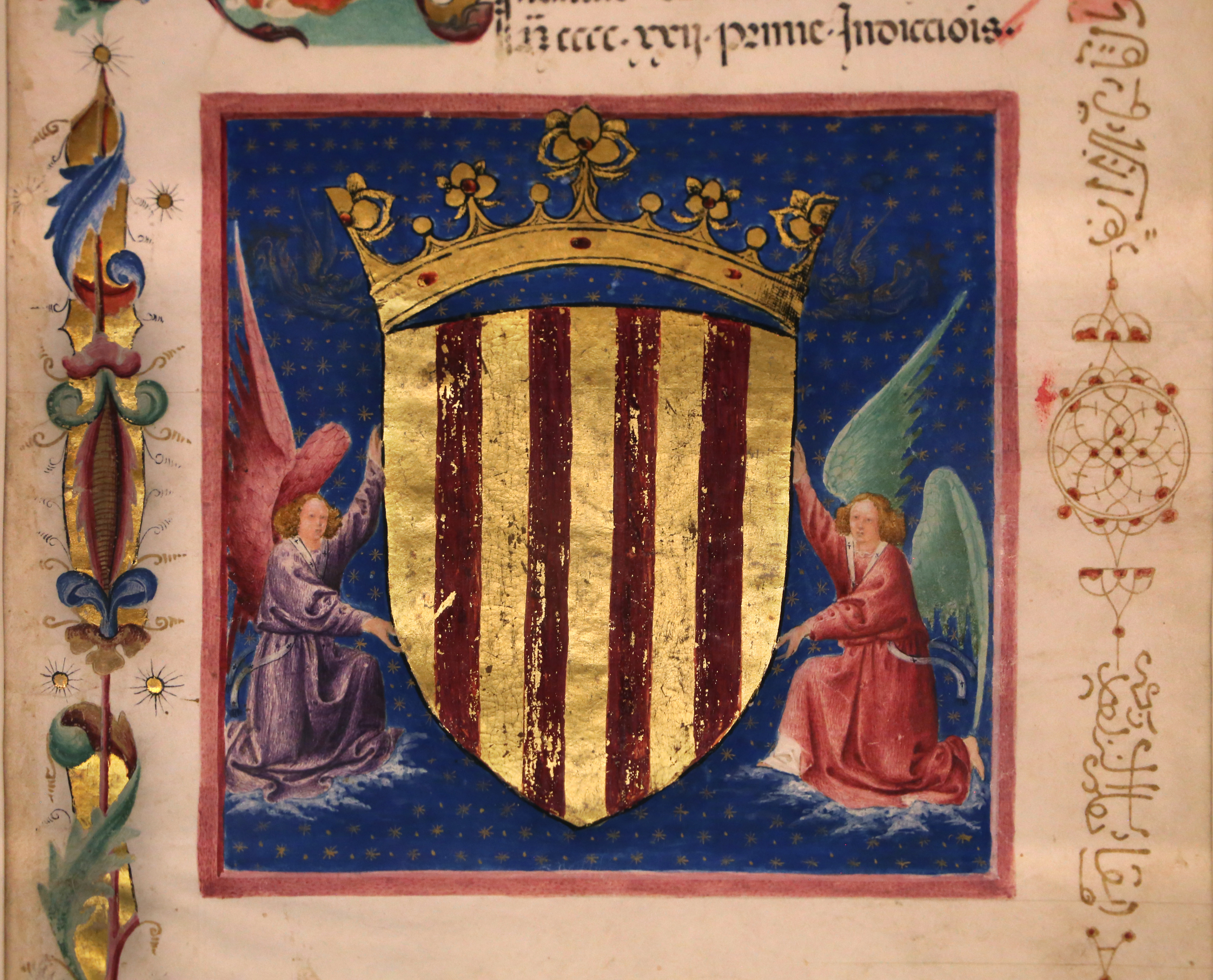
Arme d'Aragona miniato al folio 9 del Codice di Santa Marta. Insegna e pergamena sono riferite ad Alfonso il Magnanimo, che era stato ricevuto quale confratello a Santa Marta nel 1422, quando era ancora erede designato di Giovanna II.

Arme d'Aragona
Stemma di Alfonso il Magnanimo (con punto d'Angiò-Sicilia)
Stemma di Alfonso il Magnanimo (con punto di Francia antica)

L'insegna dei tre regni, infine, fu acquisita anche dal Casato di Lorena, a partire da Renato II. Quest'ultimo, infatti, oltre far proprio, come detto, il titolo di Duca di Calabria, incluse, nel proprio stemma, il sistema armoriale napoletano – al quale egli aggiunse anche l'arme d'Aragona – ciò al fine di evidenziare le proprie pretese su quei regni, ma anche di reclamare una continuità dinastica con gli Angiò-Valois, che legittimasse la pretensione stessa.

Stemma di Iolanda d'Angiò-Valois, figlia di Renato il Buono e madre di Renato II di Lorena
Stemma di Renato II di Lorena